# Kleidermode des Rokoko
Die Kleidermode des Rokoko, ähnlich wie die Architektur dieser Epoche, gilt als Fortführung des Barock und wird im Allgemeinen von etwa 1720 bis 1770 datiert, zum Teil auch bis zum Ausbruch der Französischen Revolution 1789. Hauptausgangspunkt der Modeentwicklung war bis um 1760 der französische Königshof in Versailles, an dem sich die Mode in Gesamteuropa orientierte.

## Geschichtlicher Hintergrund
Mit dem Tod Ludwigs XIV. 1715 verwaiste der französische Hof, da der spätere König Ludwig XV. noch nicht volljährig war. Die wohlwollenden oder abfälligen Äußerungen Ludwigs XIV. hatten großen Einfluss auf die Mode seiner Zeit gehabt; das stark reglementierte Hofzeremoniell hatte obendrein dem Hochadel die Hofkleidung weitgehend vorgeschrieben. In der darauf folgenden Régence fiel das höfische Kleiderreglement ebenso weg wie die Rolle des obersten Moderichters in Person des Königs.
Viele Aristokraten verließen Versailles und zogen in die unzähligen Palais, Stadtschlösser und Appartements der Stadt Paris. Dadurch bildete sich ein neues gesellschaftliches Leben aus, das sich dezentral in den Salons der feinen Damen abspielte. Was modisch war und was nicht, wurde nunmehr vor allem in diesen Salons festgelegt, und das änderte sich auch mit der Volljährigkeit und offiziellen Thronbesteigung des neuen Königs nicht. Es wurde möglich, eine mittlerweile als unmodern empfundene Steifheit in Kleidung und Benehmen abzulegen. Die Strömung der Empfindsamkeit führte zu einem Gefühlskult, der sich gegen repräsentative Machtentfaltung richtete. Seit Jean-Jacques Rousseaus Zurück zur Natur! bekamen auch das Naive und das Ländliche hohen Stellenwert.

## Vom frühen bis zum Hochrokoko (ca. 1720–1750)

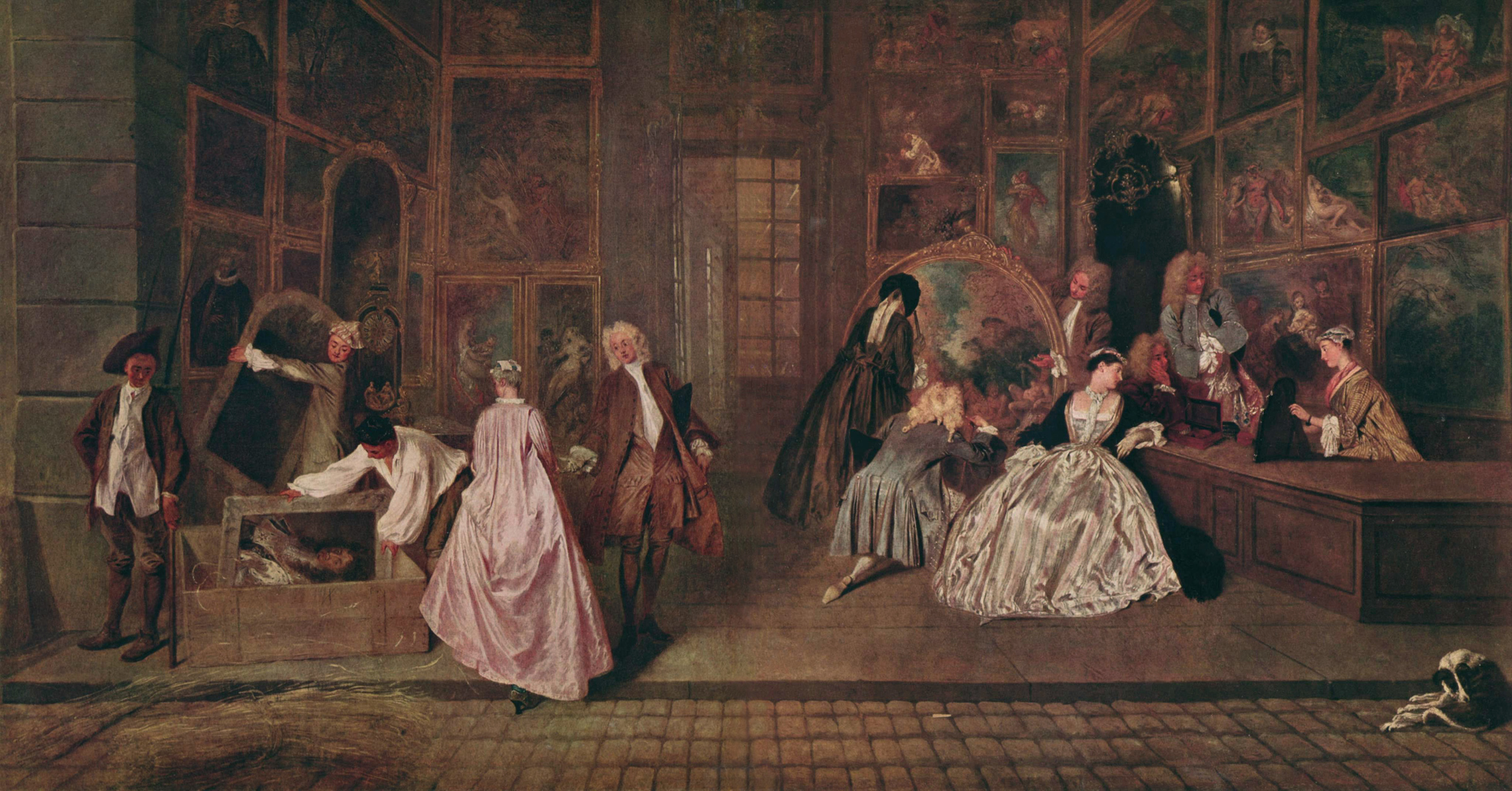
Kundschaft einer Pariser Kunsthandlung, 1720

In der Zeit zwischen dem Tod Ludwigs XIV. und der Thronbesteigung Ludwigs XV. gab es kein offizielles Hofzeremoniell, so dass sich nicht-höfische Modeströmungen durchsetzen konnten.

### Die Damenmode
So kam die Robe Volante in Mode, die auch als Robe Battante bezeichnet wurde: Ein Kleid mit tief eingelegten Falten vorn und hinten, die ab Schulterhöhe aufsprangen. Ursprünglich ein bequemes Hauskleid, wurden diese Roben zunehmend auch von Bürgerlichen und Zofen auf der Straße getragen. Von der Konstruktion her lehnt sich die Robe Volante an das Hofkleid des späten 17. Jahrhunderts an: Ein Rock und ein darüber getragenes, mantelartiges (Manteau)-Kleid, das vorne mehr oder weniger weit offen bleibt, so dass die Schnürbrust sichtbar wird. Die Ärmel sind ellbogenlang und haben aufgesetzte Ärmelaufschläge, die in der Form an heutige Schwimmflügel erinnern. Im Verlauf der 1720er wurde dieses später Robe à la française genannte Kleid zunehmend auch von adligen Damen außer Haus getragen. Diese Roben umspielten den Oberkörper nur lose und wurden ab ca. 1715 von immer größer werdenden Reifröcken aufgespreizt. Da die Konstruktion früher Reifröcke der von Hühnerkörben der Zeit ähnelte, wurden sie Panier (frz. Korb) genannt.

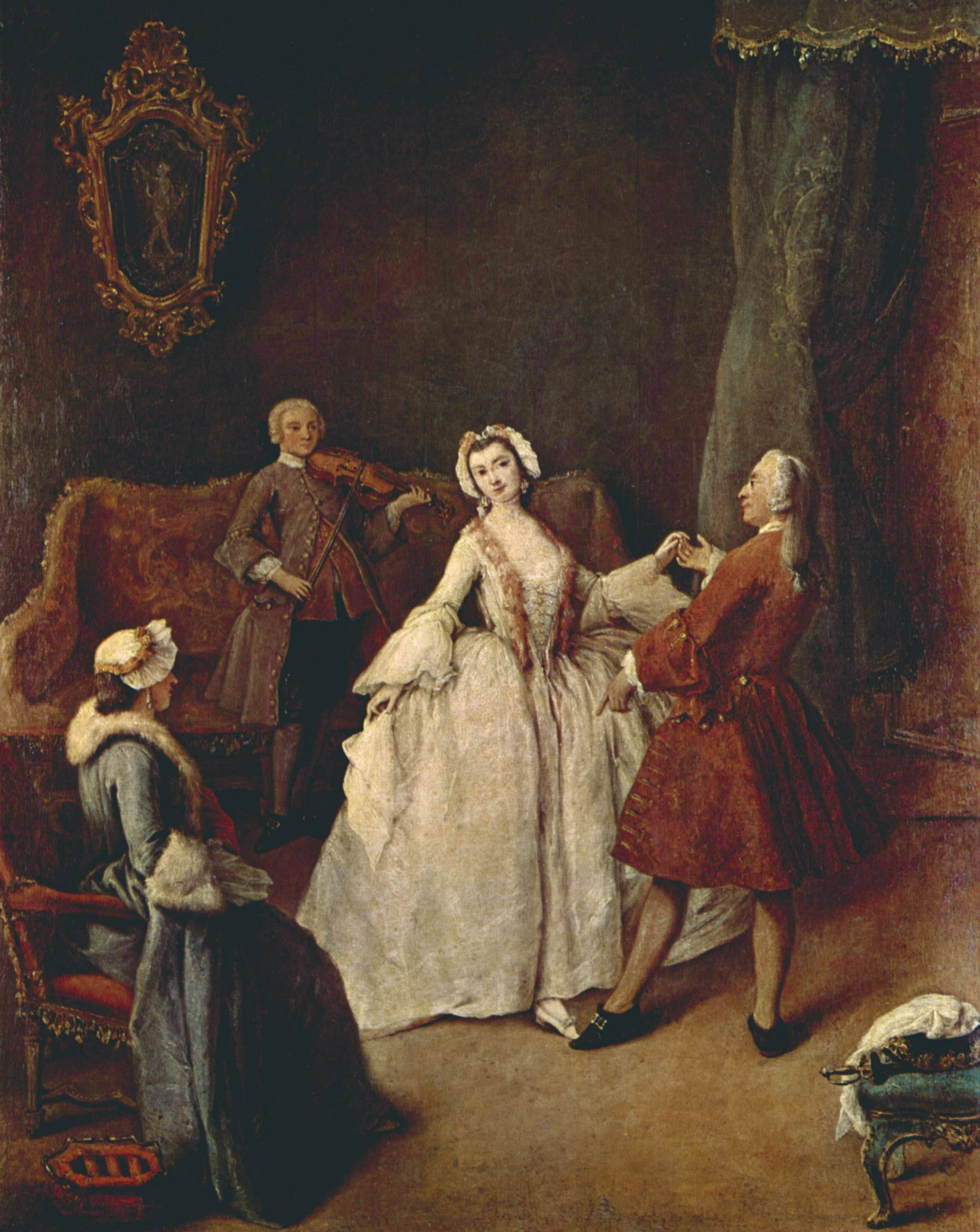
Tanzstunde in Italien, 1741

Waren die frühesten Reifröcke um 1710 herum noch kegelförmig gewesen, wurden sie während der 1720er kuppelförmig und um 1730 vorn und hinten abgeflacht-oval. Die Roben darüber wurden gleichzeitig immer taillierter. Aus den 1740ern haben sich Prachtroben (höfische und/oder Hochzeitsroben) erhalten, die im Querschnitt sehr flach oval sind, im Aufschnitt rechteckig oder trapezförmig (d. h. unten mehr oder minder ausgestellt, z. B. Victoria & Albert Museum, Inventarnummer T.260 & A-1969) oder halbkreisförmig (z. B. Krönungskleid der Luise Ulrike von Schweden, Livrustkammaren, Stockholm).
In England und den Niederlanden hielt sich über die 1720er hinaus eine Kleiderform, die in England Mantua genannt wurde und direkt vom Manteau des späten 17. Jahrhunderts abstammt. Während bei der Robe à la française die Rückenfalten lose herabfallen, werden sie bei der Mantua fest eingebügelt und zum Teil angenäht.
Prachtentfaltung bestand im frühen 18. Jahrhundert vor allem darin, großmustrige Seidenbrokate oder ‑damaste aus Spitalfields bzw. Lyon zu verarbeiten, für besondere Anlässe auch mit Gold- oder Silberfäden durchwirkte Seiden oder Gold- bzw. Silberstickerei, kombiniert mit Klöppelspitzen am Ausschnitt und am Ellenbogen (Engageantes). Verzierungen in Form von Rüschen, Schleifen oder ähnliches waren bis um ca. 1750 noch nicht üblich. Da die Robe zwischen Dekolleté und Bauch aufklaffte, wurde dort die Schnürbrust meist durch einen Stecker verdeckt, sofern sie nicht selbst prächtig verziert war.
Das Haar wurde im Allgemeinen aufgesteckt getragen; die Frisuren waren schlicht. Perücken und Haarteile waren für Damenfrisuren noch nicht üblich, weil das natürliche Haar für die modischen Frisuren ausreichte. Mindestens außer Haus, meist aber auch im Haus, trugen Frauen und Kinder eine Haube.

### Die Herrenmode
So, wie die Robe à la française auf Formen des späten 17. Jh. zurückgeht, kann auch der Herrenrock des frühen 18. Jh. seine Abstammung von Röcken des späten 17. Jh. nicht verleugnen. Ein vollständiger Männeranzug besteht aus Kniehose (Culotte), Weste und Rock (Justaucorps). Zu Anfang des 18. Jahrhunderts sitzt der kragenlose Rock eng, kann vom Hals bis zu den Knien zugeknöpft werden (wird aber, wie das ganze Jahrhundert lang, meistens offengelassen), die Ärmel reichen nicht bis zum Handgelenk, dafür reichen die weiten Ärmelaufschläge bis zum Ellenbogen oder sogar darüber hinaus. Relativ weit unten, etwa auf Hüfthöhe, sind Taschen angebracht, die von großen, leicht gebogenen, mit Knopfschluss versehenen Klappen verdeckt werden.
Die Weste ist fast ebenso lang wie der Rock und hat kleinere Taschen. Anfangs waren Westen noch so gearbeitet, dass man sie ohne Rock darüber tragen konnte, d. h., sie hatten Ärmel und die Vorderseite und Rücken waren aus dem gleichen Stoff (z. B. V&A Nr. T.200-1984). Ab ca. 1720 wird die Weste der Tatsache angepasst, dass immer ein Rock darübergetragen wurde: Die Ärmel verschwinden, und da der Westenrücken unsichtbar bleibt, ist nur die Vorderseite mit dekorativem, kostbarem Stoff belegt, während die Rückseite meist aus naturfarbenem Leinen besteht. Der Rücken ist in der hinteren Mitte von den Schulterblättern bis zum Saum geschlitzt, so dass hier durch eine Schnürung die Weite reguliert werden kann. Ärmelwesten werden nunmehr fast ausschließlich von der arbeitenden Bevölkerung getragen.
Die Kniehose ist mit leicht gespreizten Beinen und voluminösem Hosenboden geschnitten. Dies ist nötig, um trotz einer am unteren Oberschenkel eng anliegenden, am Knie befestigten Hose sitzen und reiten zu können. Um beim Ankleiden den Fuß durch die enge Stelle am Knie stecken zu können, wird in die äußere Hosenbeinnaht ein Schlitz mit Knopfschluss eingearbeitet. Das Knieband wird mit einer Schnalle verschlossen.
Während am Anfang des Jahrhunderts die Strümpfe noch oft über das untere Ende der Kniehose gezogen wurden, werden sie ab ca. 1730 immer öfter darunter getragen. Kurz unter dem Knie getragene Strumpfbänder hindern sie daran, herunterzurutschen.
Im Verlauf des frühen 18. Jh. werden die Rockschöße allmählich weiter; wie die Reifröcke der Damen erreichen sie in den 1740ern ihre größte Weite. Die Schöße wurden in jener Zeit oft ganzflächig durch Roßhaar verstärkt. Die Ärmel werden länger (bis fast zum Handgelenk), die Weste ein wenig kürzer. Um 1750 ist die Weste kaum noch knielang.
Anders als die Damen trugen die Herren oft Perücken. Bis um 1750 war der vorherrschende Stil die Bourse (dt.: Börse), d. h. ein Pferdeschwanz, der in einen schwarzen Taftbeutel gesteckt wurde. Die eigenen oder die Perückenhaare wurden mit Pomade bestrichen, so dass der Haarpuder daran haftete. Der Puder bestand aus feinem Mehl, das entweder weiß gelassen oder mit Ruß, Ocker oder Zinnober eingefärbt wurde. So, wie eine Frau außer Haus eine Haube trug, trug ein Herr einen Dreispitz.

## Hochrokoko (1750–1770)

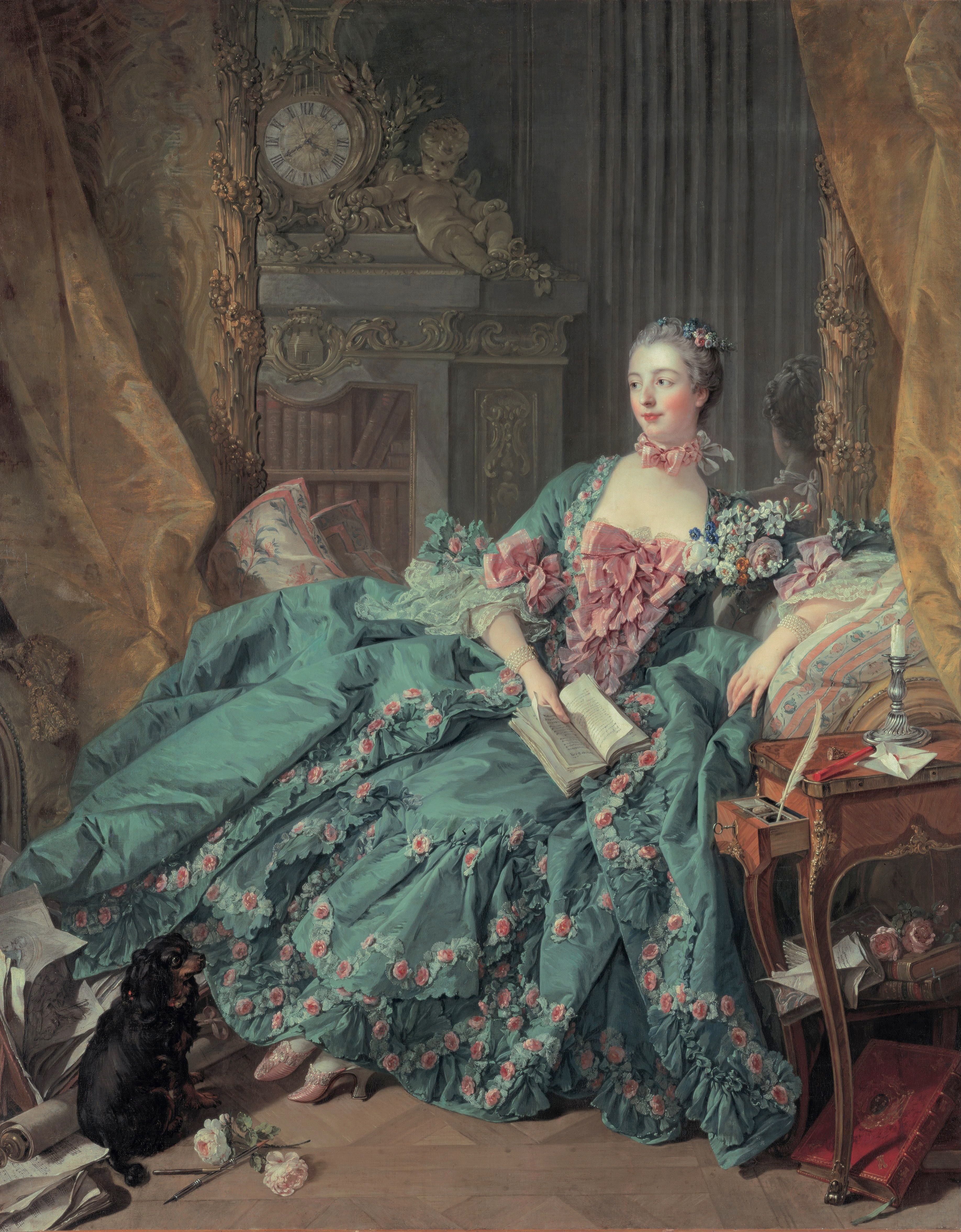
Madame de Pompadour, 1756

### Die Damenmode
Die Mode des Hochrokokos führt die Kleiderformen des frühen Rokokos fort, das heißt, die Robe à la française (frz.: Kleid im französischen Stil) ist weiterhin das verbreitetste Kleidungsstück der Oberschicht auf dem europäischen Kontinent. Sie wird nunmehr mit einem zweiteiligen Vorderteil gearbeitet (d. h., das Rockteil wird an das Oberteil angenäht statt wie zuvor in einem Stück geschnitten), was eine stärkere Taillierung ermöglicht. Stoffmuster werden kleinteiliger. Aufgesetzte Dekorationen in Form von gerüschten oder gefältelten Volants, Schleifen, geknüpften Seidensträngen oder Chenille übernehmen die Funktion der Prachtentfaltung, Stickerei spielt hingegen keine Rolle mehr. Die schlichten, steifen Ärmelaufschläge werden durch zwei- oder dreilagige Ärmelvolants mit bogig geschnittenen Kanten ersetzt.
Um 1750 kommt die Compère auf, die das Ankleiden bequemer macht, weil die Robe nur noch vorn zugeknöpft werden muss. Die Variante mit per Stecknadeln befestigtem Stecker wurde aber weiterhin getragen.
Gleichzeitig entwickelt sich in England das Manteau unter dem Einfluss des eher ländlich geprägten dortigen Adels zu einem Kleidungsstück weiter, das ohne Reifrock auskommt und dessen Oberteil vorn mittig mit Haken und Ösen verschlossen wird (open robe), also auch keinen Stecker benötigt. Unter dem Namen Robe à l’anglaise (frz.: Kleid im englischen Stil) wurde es ab ca. 1770 in die kontinentaleuropäische Mode übernommen.

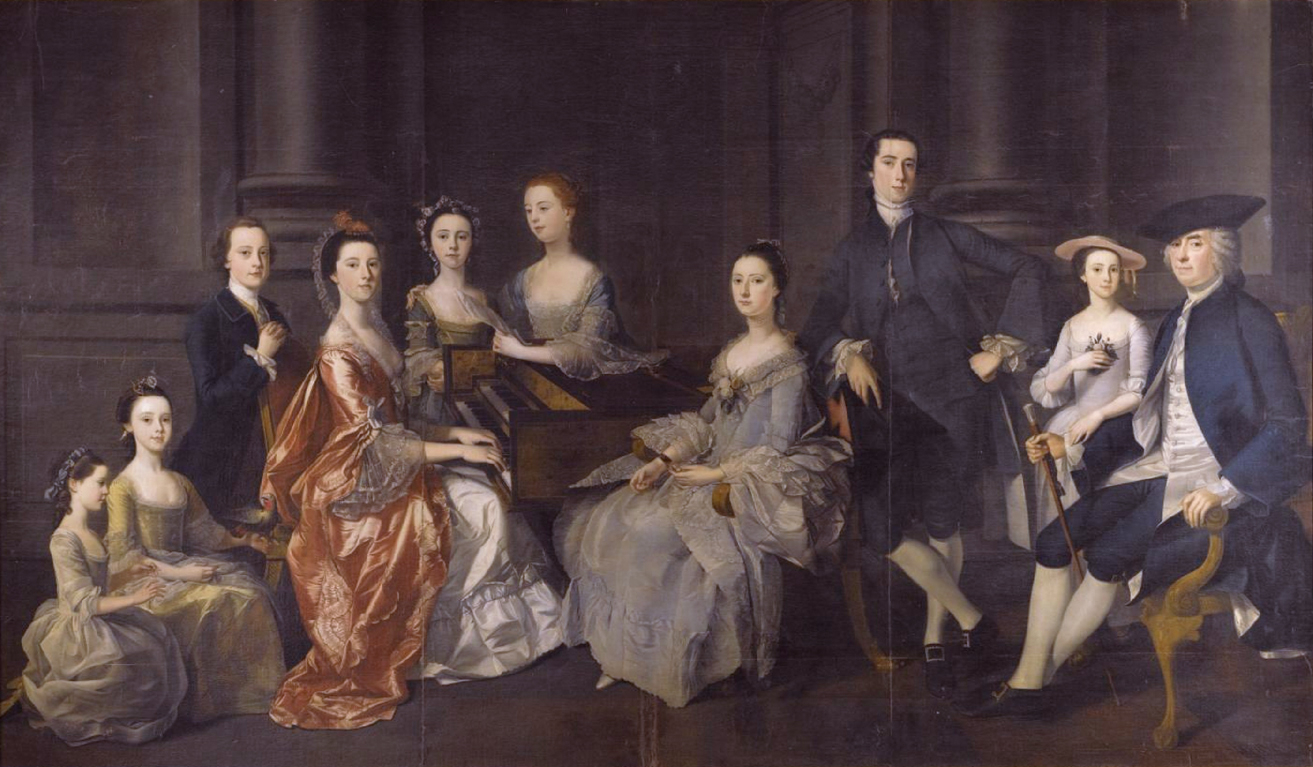
Englisches Familienbildnis, 1755

Reifröcke wurden in der Breite kleiner und zunehmend durch die bequemeren Poschen ersetzt. Nur für festliche Anlässe (z. B. Brautkleider) und Hofkleidung werden wie bisher große Paniers verwendet.
Das Haar wurde weiterhin in schlichten Aufsteckfrisuren getragen, bedeckt von einer Haube. Eine der beliebtesten Frisuren ist ein am Nacken ansetzender Zopf, der den Hinterkopf hoch geführt und oben auf dem Kopf festgesteckt wird. Auch das bekannte Bildnis der Madame de Pompadour im grünen Kleid zeigt diese Frisur im Spiegel hinter ihr. Erst gegen Ende der 1760er türmen sich die Frisuren allmählich auf.

### Die Herrenmode
Auch bei den Herren bleiben die grundlegenden Kleidungsteile bestehen: Weste, Kniehose, Rock. Die Rockschöße werden allmählich kleiner und weniger steif, die Ärmel länger (bis zum Handgelenk), die Ärmelaufschläge kleiner. Hatten die Ärmelaufschläge um 1720 noch vom unteren Unterarm bis zum Ellenbogen gereicht (wobei sie deutlich weiter gewesen waren als der Ärmel), waren sie in den 1760ern nur noch etwa handbreit und kaum weiter als der Ärmel. Die Vorderkante des Rockes wird untenherum immer weiter nach außen weggeschnitten. Konnte der Rock um 1750 noch über dem Bauch zugeknöpft werden, reichte es um 1770 herum gerade noch zu einer Knöpfung über der Brust. Immer häufiger wird der Rock mit einem Umlegekragen oder einem niedrigen Stehkragen versehen.
Die Weste wurde noch kürzer und reicht ab ca. 1760 nur bis knapp über die Hüfte. Die Vorderkanten der Weste waren bisher gerade oder leicht gebogen gewesen; ab ca. 1760 aber knicken die Vorderkanten ab etwa Hüfthöhe auswärts. Zweireihig geknöpfte Westen kommen auf.
Durch die kürzer werdende Weste wird der Hosenschlitz in der vorderen Mitte sichtbar. Wahrscheinlich deshalb wird er allmählich durch eine Frontklappe verdrängt, die in der französischen Literatur „bavaroise“ genannt wird und tatsächlich Ähnlichkeit mit dem Verschluss der bayrischen Lederhosen hat.

## Spätrokoko (1770–1794)

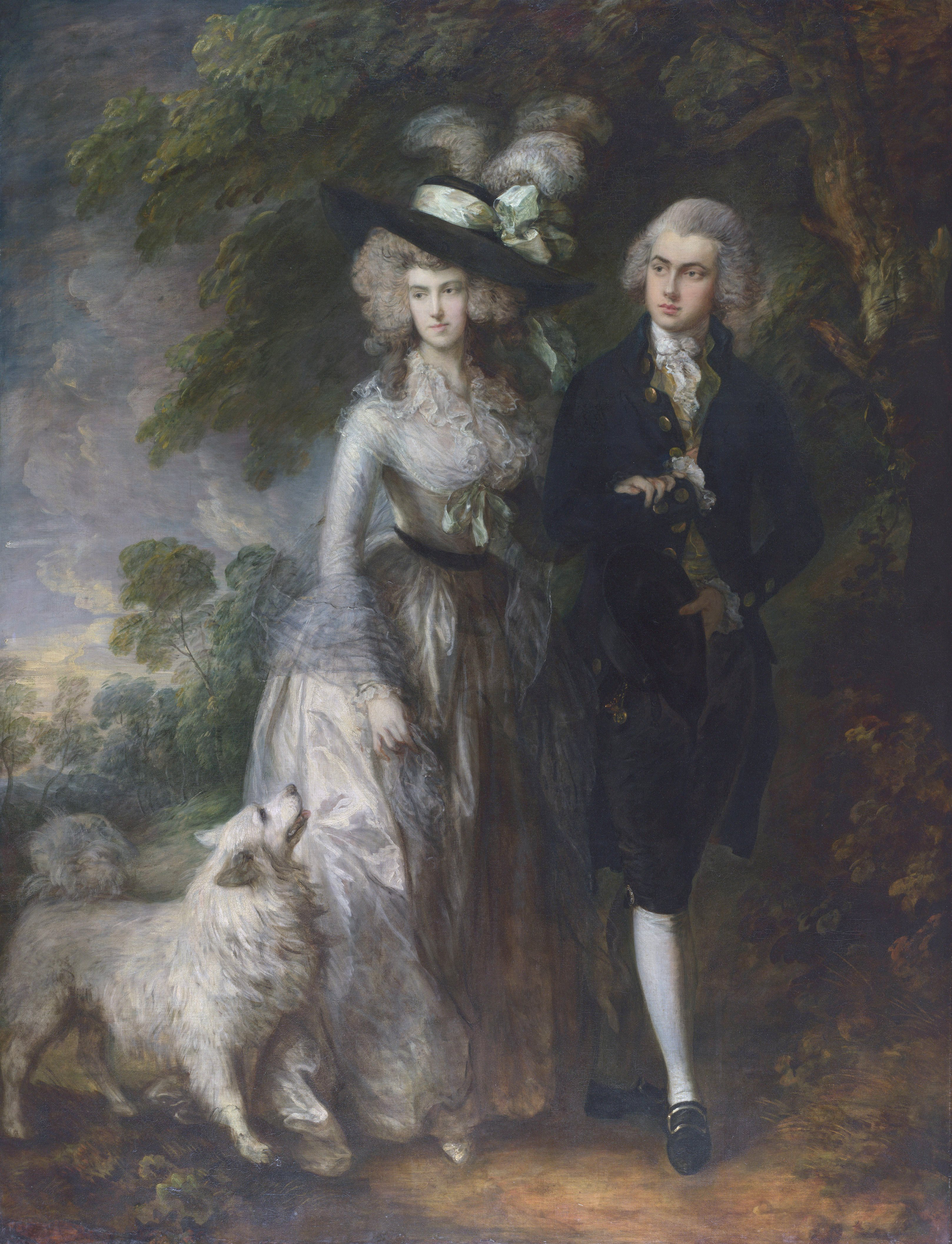
Englisches Paar, 1785

Um 1770 herum gewinnt die englische Mode auf dem Kontinent zunehmend an Bedeutung. Der dortige Adel hatte eine Vorliebe für das Leben auf seinen Landsitzen entwickelt, für Reiten, Fahrten ins Grüne, Spaziergänge und Jagdausflüge. Dementsprechend verzichtete man bei der Kleidung auf alles, was dabei allzu hinderlich war, wie z. B. große Rockunterbauten oder große Ärmelaufschläge.

### Die Damenmode

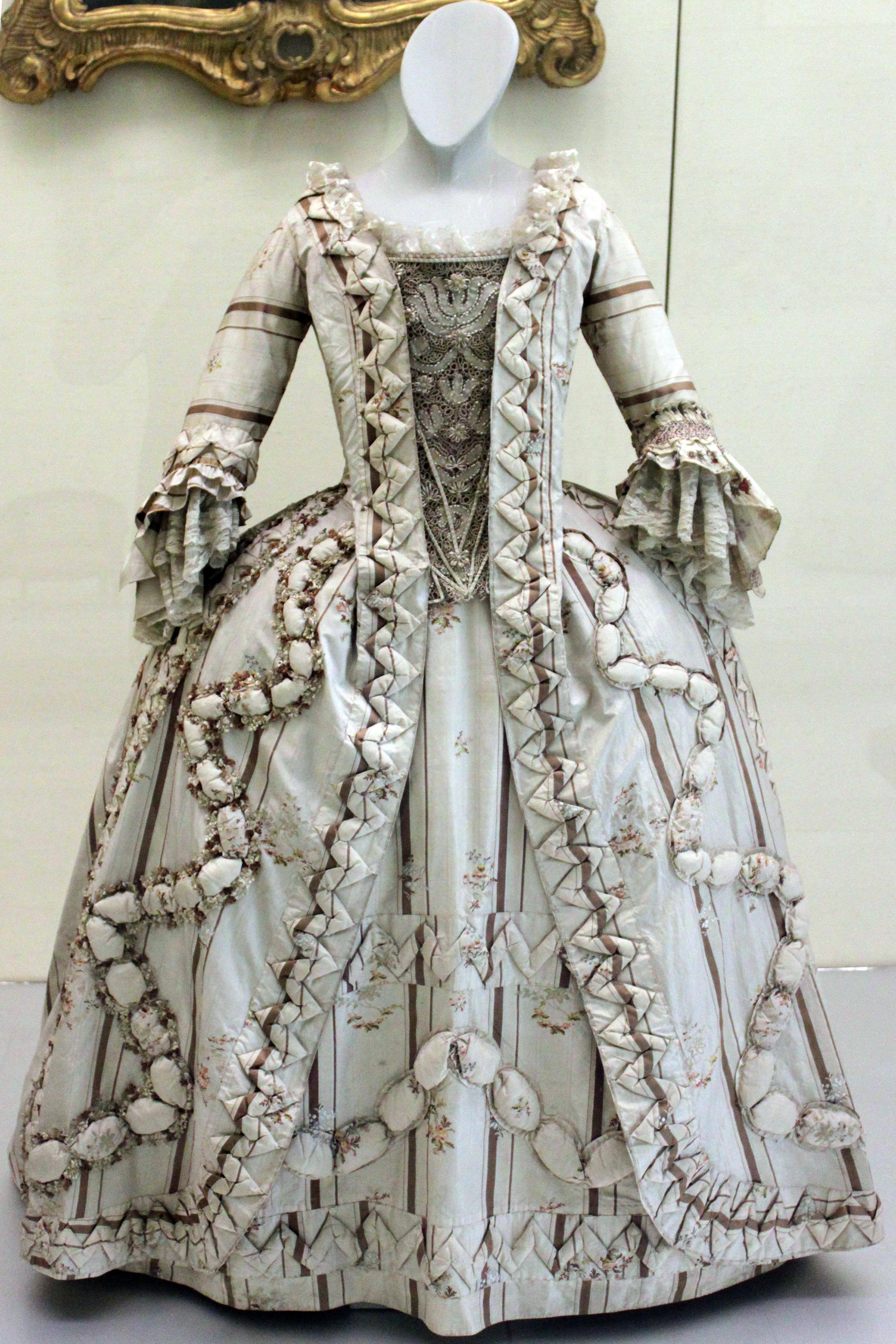
Damenkleid mit Längsstreifen, 1780, Germanisches Nationalmuseum Nürnberg

Das Manteau, das sich in England unabhängig weiterentwickelt hatte, wird nun unter dem Namen Robe à l’anglaise (frz.: Kleid im englischen Stil) gewissermaßen reimportiert. Die Anglaise kommt ohne Stecker aus, weil sie vorn mittig mit Haken und Ösen verschlossen wird, und wird nicht über einem Reifrock getragen, sondern nur über einem Polster, das auf dem Hintern aufliegt. Um 1772 entwickelt sich daraus die Robe à la polonaise, die sich von der Anglaise dadurch unterscheidet, dass der Rock beidseits der hinteren Mitte hochgerafft wird.
Die Robe à la française mit ihrem – im Vergleich zum Pokissen – vergleichsweise unbequemen Unterbau wird aus dem Alltag weitgehend verdrängt und fast nur noch zu festlichen Anlässen und bei Hof getragen. Für eine kurze Zeit in den 1780ern entwickelt sich die Abart der Robe à la piemontaise, bei der die Rückenfalten nicht mehr integraler Bestandteil des Kleidrückens sind, sondern nachträglich angesetzt werden.
Die Damenfrisuren, die schon Ende der 1760er Tendenzen zum Höhenwachstum gezeigt hatten, erreichten um 1775/76 ihr Maximum. Nun wird es für die meisten Frauen erstmals nötig, Haarteile oder gar Perücken zu tragen, weil ihre eigenen Haare für die hohen Frisuren nicht ausreichen (siehe Pouf ). Diese Frisuren werden im höfischen Umfeld aufwendig mit Federn, Perlen, gemalten Miniaturen, aber auch mit Schiffsmodellen (à la Belle Poule) dekoriert; im bürgerlichen Milieu sitzen passend geformte Hauben obenauf.
Schon gegen Ende der 1770er werden die hohen Frisuren wieder niedriger und schließlich, um 1780, von Wuschelkopffrisuren abgelöst, zu denen entweder breitkrempige Hüte oder eine Art Mini-Zylinder getragen werden. Bei den Kleidern setzt sich die „englische“ Mode fort. Einzige Ausnahme davon ist die Chemise à la Reine, ein sehr weit geschnittenes Kleid aus weißem Musselin, das nur durch horizontale Zugbänder auf Figur gebracht wird: Sie soll von Marie-Antoinette von Frankreich als Umstandskleid erfunden worden sein. Gegen Ende der 80er entwickelt sich die „Taubenbrust“: Ein hoch aufgebauschtes Brusttuch, das mehr vortäuscht, als vorhanden ist.
Die Mode des Spätrokokos überlebte die Französische Revolution um mehrere Jahre. Erst um 1794/1795 entwickelte sich die gräcisierende Mode der hohen Taillen, die für das Directoire und Empire typisch ist.

### Die Herrenmode
Auch die Frisuren der Männer wachsen in der ersten Hälfte der 1770er in die Höhe, um wenig später wieder flacher und schlichter zu werden. Die Justaucorps werden an der unteren Vorderkante stärker weggeschnitten, so dass sie nur noch über der oberen Brust verschlossen werden können, und auch da zum Teil nur mit Haken und Ösen. Knöpfe und Knopflöcher sind nur noch Dekorationselemente, wobei die Knöpfe mitunter recht groß und aufwendig verziert sind, zum Beispiel mit Seidenstickerei, Goldstickerei und Pailletten, oder Emaille-Miniaturmalerei.
Die Stehkragen der Röcke werden allmählich höher. Häufig sieht man nun auch breite Revers. Die Westen werden noch kürzer und immer öfter zweireihig (statt zuvor einreihig) geknöpft. Typische Verzierung dieser Zeit sind florale Stickereien in Plattstich (Nadelmalerei) aus unversponnenem Seiden-Filament, die an den Vorderkanten von Rock und Weste entlanglaufen und die Taschenklappen umrahmen.

## Kleidung der Unter- und Mittelschicht

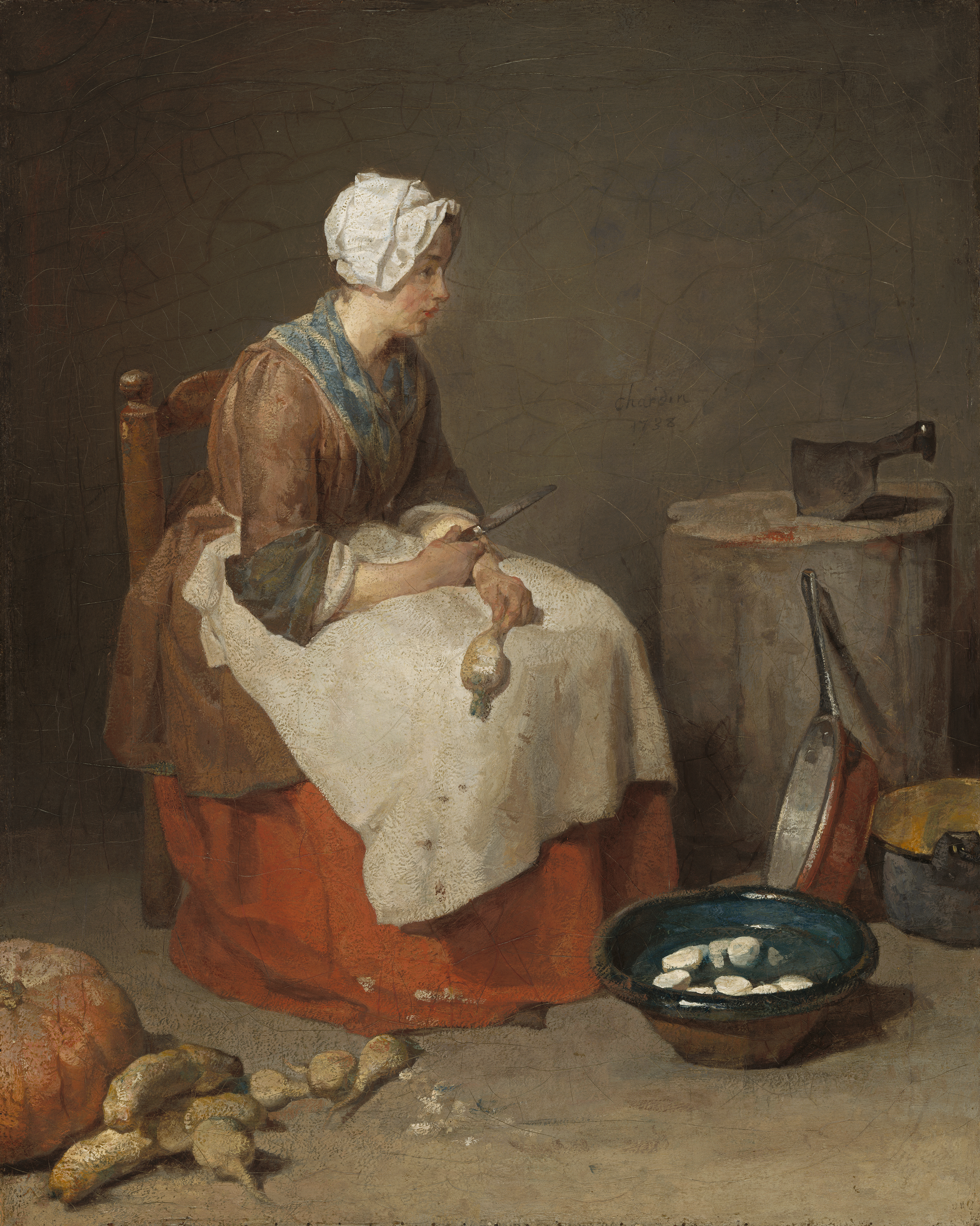
Küchenmagd

Im 18. Jahrhundert wurden von den Herrschern zwar noch Kleiderordnungen erlassen, mit denen die Wahl der Kleidungsstücke eingeschränkt werden sollte, damit der gesellschaftliche Stand des Trägers erkennbar war. Jedoch wurde häufig und zum Teil flächendeckend dagegen verstoßen, so dass sie weitgehend wirkungslos blieben. Theoretisch blieben gewisse Materialien den höheren Ständen vorbehalten, z. B. Brokat und kostbare Pelze wie Hermelin und Zobel. Die Mittel- und Unterschicht partizipierte aber zunehmend am Phänomen der Mode. In den Volkstrachten, die in diesem Zusammenhang entstanden, wurden zeitgenössische Modephänomene aufgenommen, fixiert und zum Teil bis heute überliefert wie beim „Rokokomieder“, das in manchen Volkstrachten erhalten blieb, während die Mode der höheren Stände wechselte.

### Frauen
Die Beschreibungen oben beziehen sich v. a. auf Personen des Adels und der oberen, wohlhabenden Bürgerschicht. Die Gattin eines Handwerksmeisters, Beamten oder Händlers kleidete sich zu besonderen Anlässen der oben beschriebenen Mode entsprechend, aber im Alltag trug sie, wie die meisten gemeinen Bürgerinnen, anstatt der bodenlangen Robe eher eine Kombination aus Rock und Jacke. Bei nicht körperlich arbeitenden Frauen der Mittelschicht folgten Zuschnitt und Auszier im Grunde meist der herrschenden Mode.
Arbeitende Frauen trugen im Alltag typischerweise T-förmig geschnittene, lose sitzende Jacken (Manteau de Lit), die vorn überlappten und von einer Schürze am Platz gehalten wurden, dazu einen knöchellangen Rock, ein Schultertuch (Fichu) und eine Haube. Die Schnürbrust war weniger steif als die der feinen Damen, um mehr Bewegungsfreiheit zu ermöglichen. Sie konnte angenestelte Ärmel haben, so dass es sich erübrigte, eine Jacke darüber zu tragen. Zuschnitt und Auszier änderten sich im Verlauf des Jahrhunderts kaum.

### Männer
Körperlich arbeitende Männer trugen statt der üblichen Weste-Rock-Kombination meist Ärmelwesten, d. h. eine Kombination aus Weste und Rock, die man heute wohl als Jacke klassifizieren würde. Anders als der Rock hatte die Ärmelweste keine Ärmelaufschläge, die bei der Arbeit im Weg sein konnten, und keine weiten Rockschöße, so dass sie sparsamer im Stoffverbrauch und damit billiger war als ein Rock. Die Länge der Ärmelweste änderte sich mit der herrschenden Mode, d. h., sie war zu Beginn des Jahrhunderts fast knielang, später nur noch etwa hüftlang. Die Kniehosen waren, je nach Beruf, zuweilen etwas weiter geschnitten als in der Oberschicht üblich, um größere Bewegungsfreiheit zu ermöglichen.

## Unterkleidung
Die Unterkleidung ist während des ganzen Jahrhunderts und für alle gesellschaftlichen Schichten in etwa gleich. Einzige Ausnahme davon bildet der Reifrock, dessen Wandlungen in den vorstehenden Kapiteln beschrieben werden.
Für Männer und Frauen besteht die Unterkleidung aus dem Hemd und Strümpfen. Männer- und Frauenhemden unterscheiden sich im Schnitt ein wenig, sind aber beide aus Rechtecken und Dreiecken so zusammengesetzt, dass möglichst wenig Stoff verschwendet wird. Männerhemden reichen bis etwa Mitte Oberschenkel, die Ärmel bis zum Handgelenk; sie haben einen Kragen und Manschetten. Frauenhemden reichen mindestens bis gut über die Knie, die Ärmel aber nur bis zum Ellenbogen; der Halsausschnitt ist groß genug, das Dekolleté freizulassen. Das bevorzugte Material ist Leinen, das auch bei heißer Wäsche und starkem Rubbeln lange hält.
Strümpfe konnten am Anfang des Jahrhunderts aus Leder, gewebtem Stoff oder Gestrick sein. Gestrickte Stümpfe waren entweder recht grob oder, wegen des hohen Arbeitsaufwandes für feines Gestrick, sehr teuer. Um die Jahrhundertmitte wurde der Wirkrahmen erfunden, der es ermöglichte, relativ feine Strümpfe ungleich schneller als von Hand zu produzieren, so dass sich auch die obere Mittelschicht feine Strümpfe leisten konnte. Strümpfe reichten bis über die Knie und wurden – bei Frauen wie Männern – von Strumpfbändern gehalten, die um die schmale Stelle zwischen Knie und Wade gebunden wurden.
Ein rein weibliches Stück Unterkleidung ist die Schnürbrust, die von Frauen aller Gesellschaftsschichten getragen wurde. Siehe unter Korsett.

## Materialien
Die hauptsächlich verwendeten Fasern waren Leinen, Wolle, Baumwolle und Seide.
Leinen wurde wegen seiner Strapazierfähigkeit und Resistenz gegenüber hohen Temperaturen vor allem für Leibwäsche benutzt, d. h. für Männer- und Frauenhemden, Männerunterhosen, Schultertücher, Hauben, Schürzen und Taschentücher, wegen seiner Steifheit und glatten Oberfläche auch als Futterstoff z. B. für Justaucorps, oder als Rückenteil von Männerwesten. Ungebleichtes und/oder grobes Leinen war billig, so dass ärmere Leute es auch für Oberbekleidung benutzten. Je feiner gesponnen und je heller gebleicht, desto teurer war der Stoff. Die feinsten, fast durchsichtigen Qualitäten dienten den Wohlhabenden für Ärmelvolants, Jabots, Hauben, Schulter- und Taschentücher.
Wolle der einfacheren Qualitäten war ähnlich billig wie Leinen und daher bei der Unterschicht beliebt. Feinere Qualitäten wurden für Alltagskleidung der Mittelschicht benutzt, vor allem im Winter, für Jagd- und Reitkleidung sowie Mäntel. Unversponnene Wolle diente als Wattierung in Männeranzügen und gesteppten Frauenröcken. Da Wolle Pflanzenfarben sehr gut annimmt, wurden aus feinem Kammgarn auch bunt gemusterte Stoffe gewebt, unter anderem auch Damast und Brokat.
Baumwolle wurde erst seit der zweiten Hälfte des 17. Jahrhunderts in nennenswertem Umfang aus Indien und Nordamerika importiert. Weiße Baumwolle wurde ähnlich wie Leinen benutzt, während bunt bedruckte (Zitz) Kattune für Oberbekleidung verwendet wurden. Einige Länder wie England, Frankreich und Preußen verboten den Import und die Herstellung bedruckter oder bemalter Baumwollstoffe. Sie sahen in den bunten Kattunen eine Bedrohung der heimischen Damast- und Brokatweberei, weil bunt gemusterte Stoffe bis dahin nur als Seiden- oder Wolldamast bzw. -brokat darstellbar gewesen waren. Die Technik des Druckens auf Baumwollstoff war wesentlich einfacher und billiger als diese hochkomplexen Webtechniken und wurde daher schnell vor allem in der Mittelschicht populär.
Seide war bei weitem die teuerste Faser und damit weitgehend der Oberschicht vorbehalten. Taft, Atlas, Faille, Damast und Brokat waren die üblichsten Webarten. Die namhaftesten Zentren der Seidenweberei waren Venedig, Lyon und Spitalfields. Seidenstoffe wurden fast ausschließlich für Oberbekleidung benutzt; eine Ausnahme davon bilden die Oberstoffe von Schnürbrüsten.
Der Pelz spielt bei den Herren jetzt nicht mehr die Rolle, wie es noch Anfang des 17. Jahrhunderts der Fall war. Selten gibt es, im Gegensatz zur Damenbekleidung, noch den Pelzbesatz. Eine auffällige Rolle spielt gegen Ende des Jahrhunderts der Muff, der bei Damen wie Herren mitunter eine beachtliche Größe erreicht. Er kann aus elegantem Hermelinfell, aber auch aus opulentem Bärenfell gefertigt sein. Beliebt sind Pelzfutter, bei denen das Fell beim bequemen Hausrock oder beim bodenlangen Schlafrock an den Kanten als Verbrämung hervorschauen darf.

## Schuhe

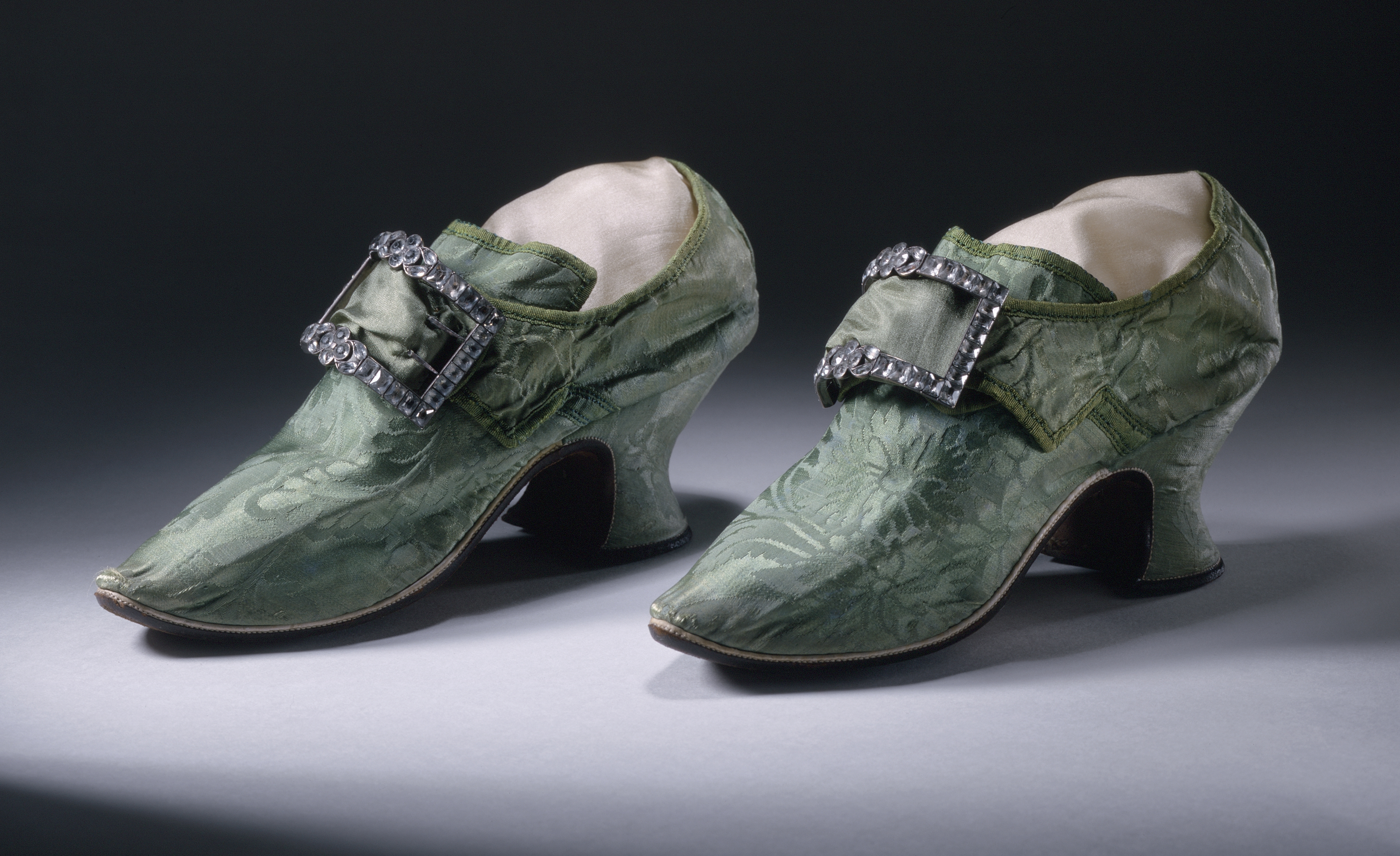
Seidenbezogene Damenschuhe

Schuhe wurden im 18. Jahrhundert rahmengenäht und hatten einen Absatz. Die Schuhe waren einleistig, d. h., der rechte und linke Schuh waren nicht voneinander zu unterscheiden, sofern sie noch nicht eingetragen waren. Frauen- wie Männerschuhe hatten Laschen, die sich über dem Rist kreuzten. In eine dieser Laschen wurden die kürzeren Dornen der Schuhschnalle von oben/außen eingestochen, die andere wurde durch die Schnalle gezogen und die längeren Dornen von innen/unten in diese gestochen.
Die Absätze von Männerschuhen waren großflächig und niedrig, ähnlich wie bei heutigen Männerschuhen, und aus mehreren Lagen dicken Leders gefertigt. Bei Frauenschuhen waren die Absätze höher und bestanden daher aus einem mit Leder bezogenen Holzkern. Sie waren seitlich und nach vorn eingezogen (diese Absatzform heißt noch heute „Louis XV“). Sie waren für gewöhnlich 3–5 cm hoch, in Extremfällen bis zu 10 cm.

## Galerie

### Mode des frühen Rokoko (1720–1750)

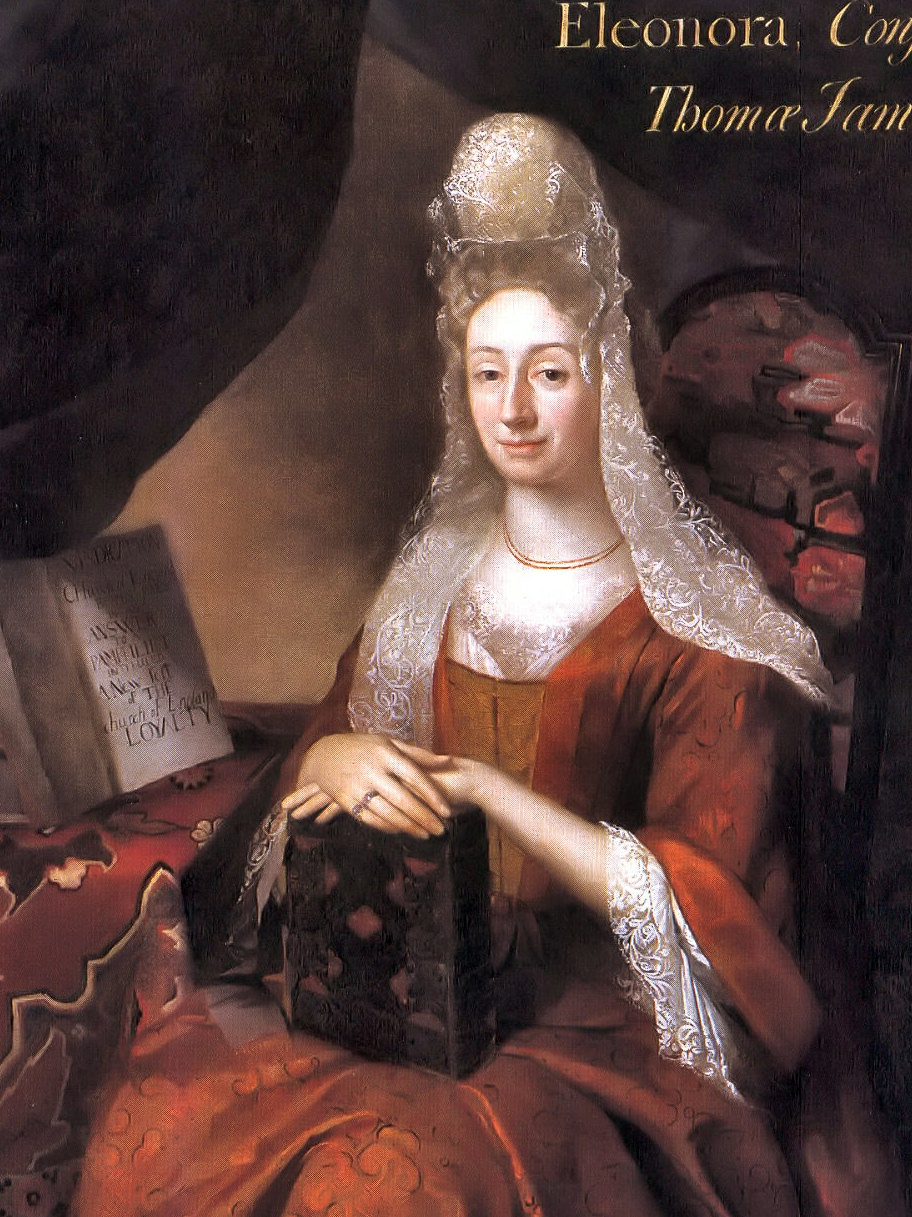
Eleanor James, ca. 1700
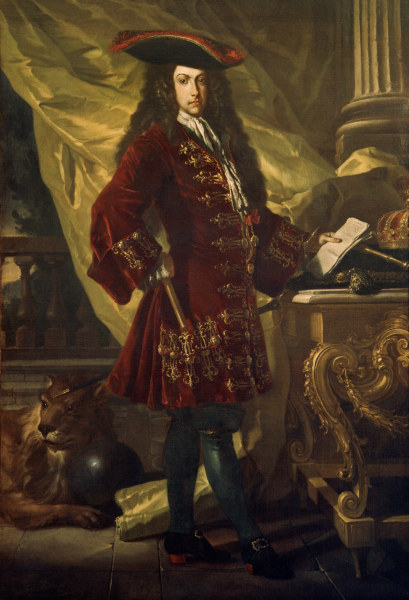
Karl III von Habsburg, 1707
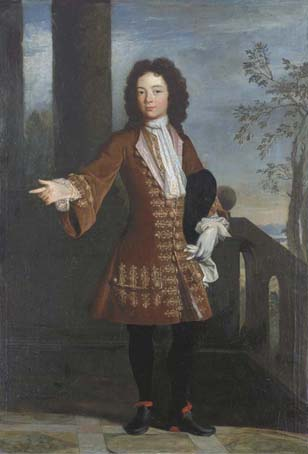
Jean-Baptiste de Roll-Montpellier, 1713
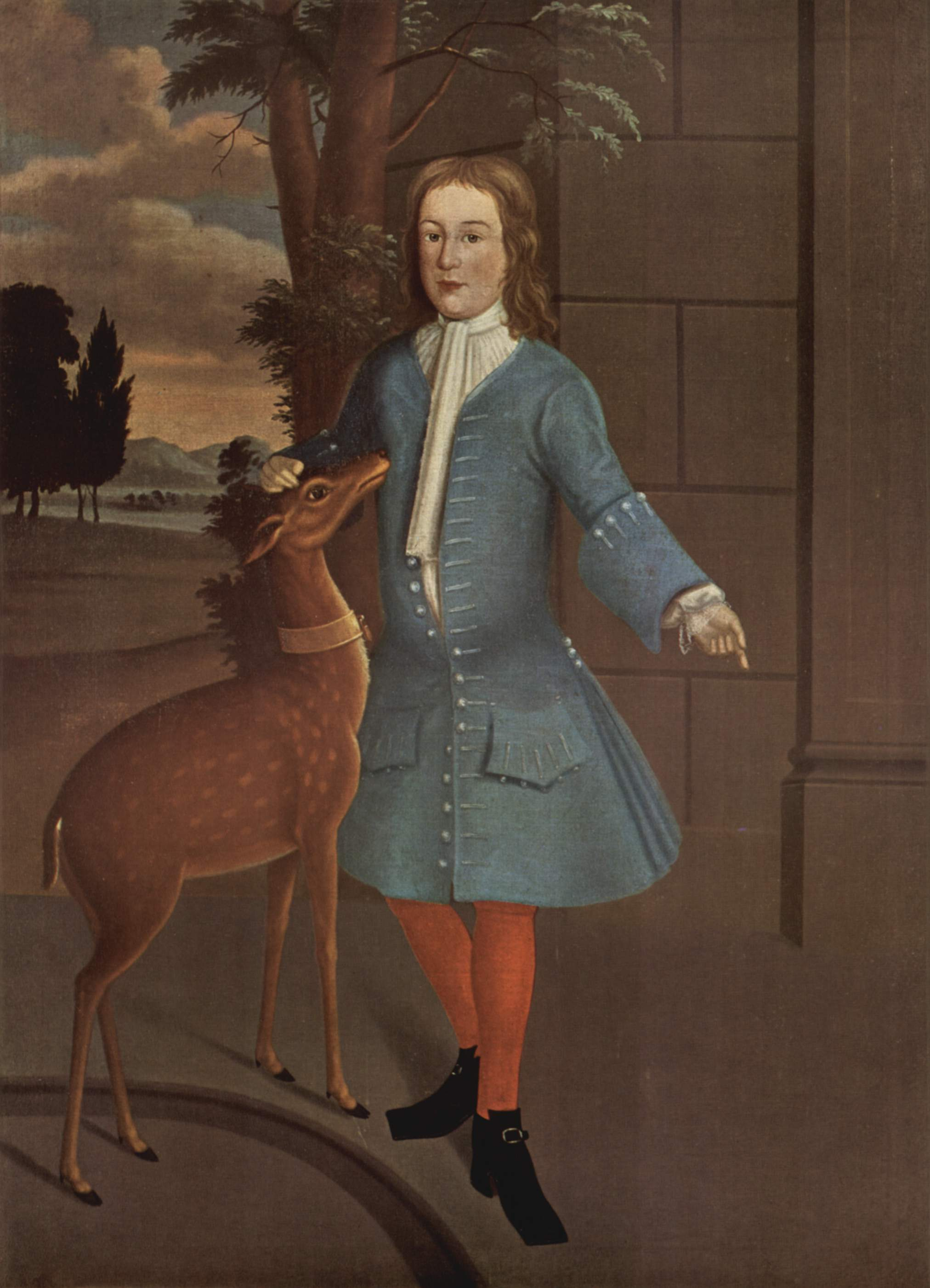
Amerikanischer Maler, 1730
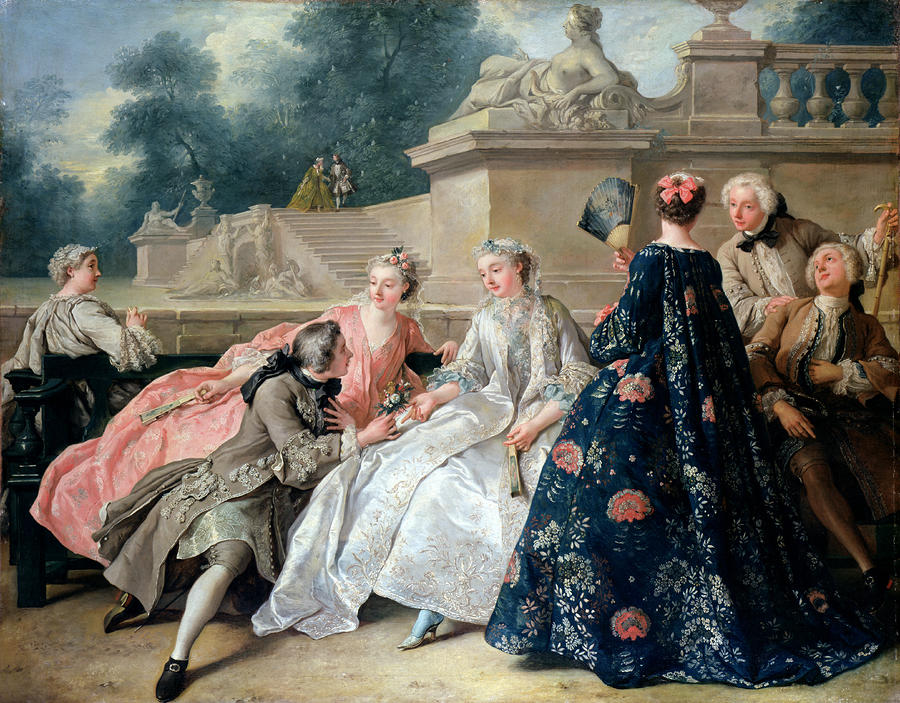
Liebeserklärung, Jean Francois de Troy, 1730
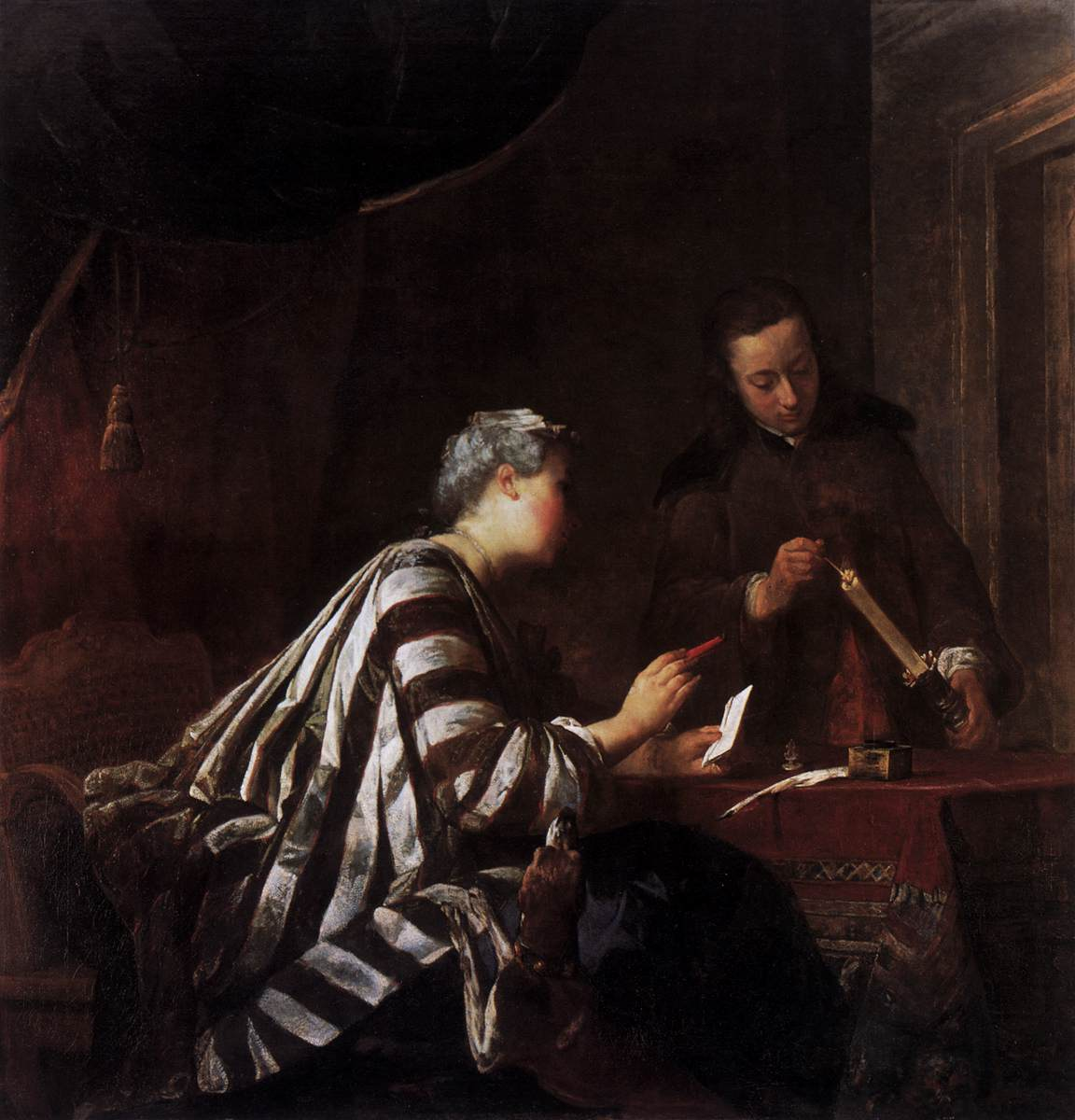
Briefsieglerin, Jean-Baptiste Siméon Chardin, 1732
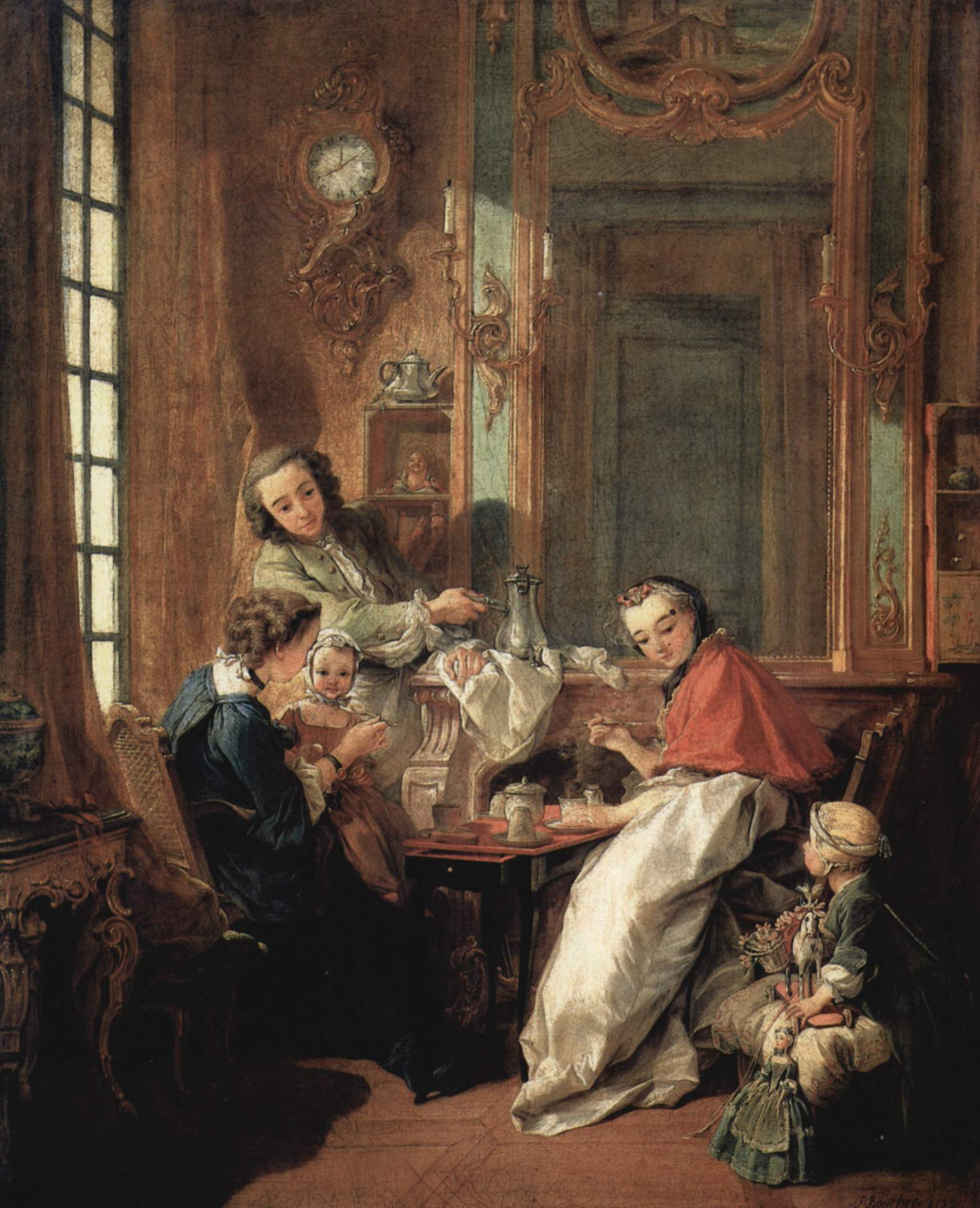
Familienfrühstück, François Boucher, 1739
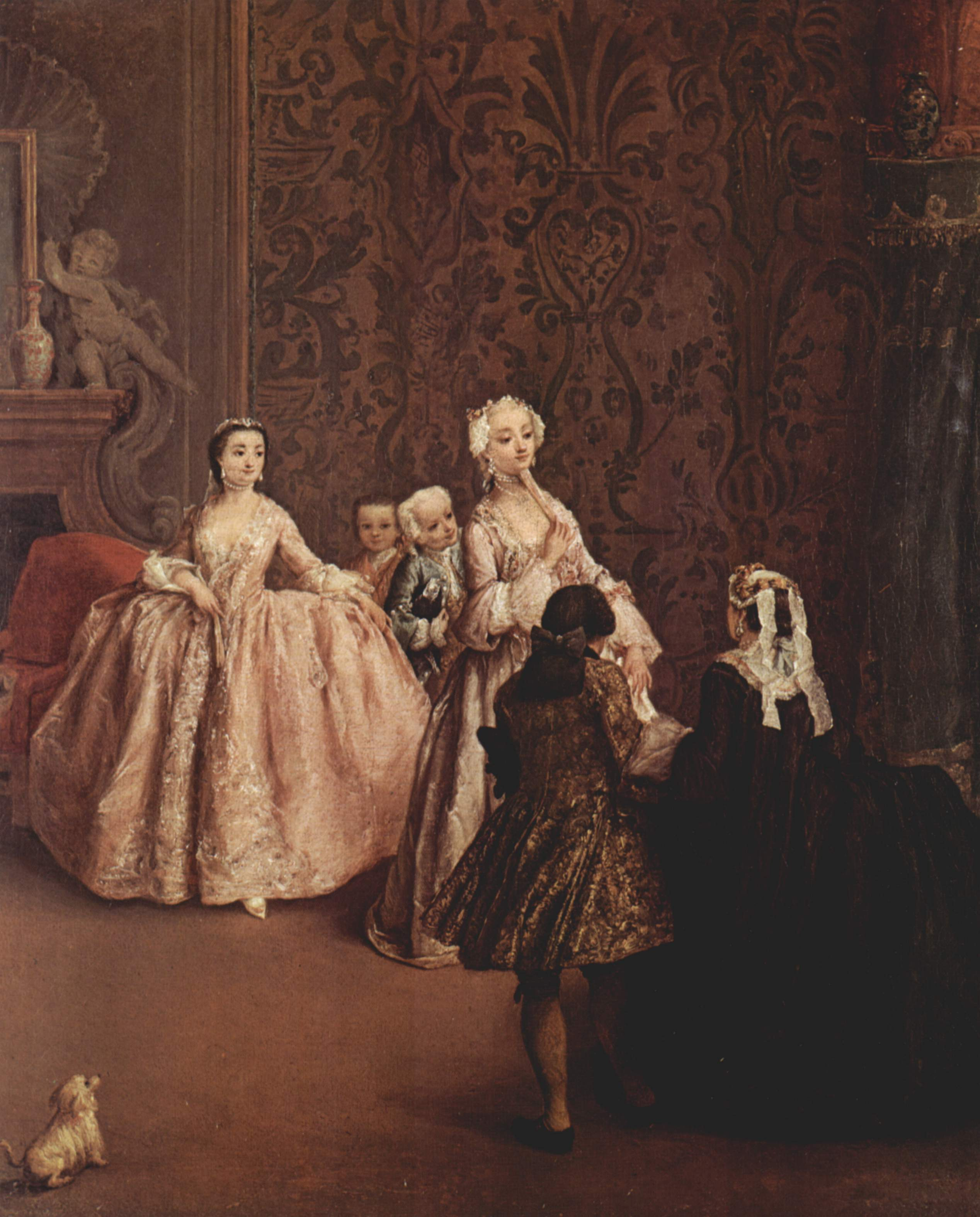
Vorstellung, Pietro Longhi, 1741
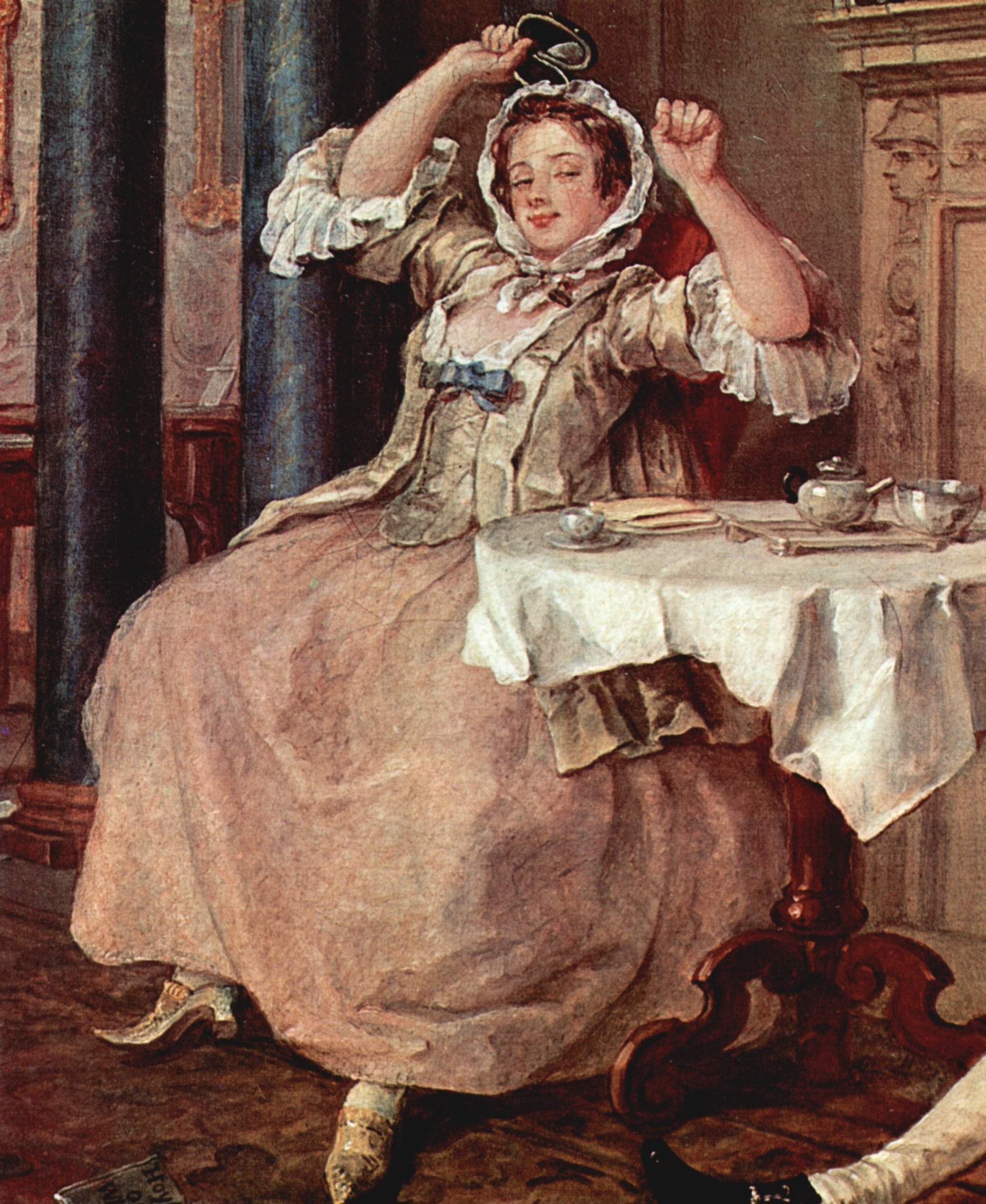
Der Morgen danach, William Hogarth, 1743–45
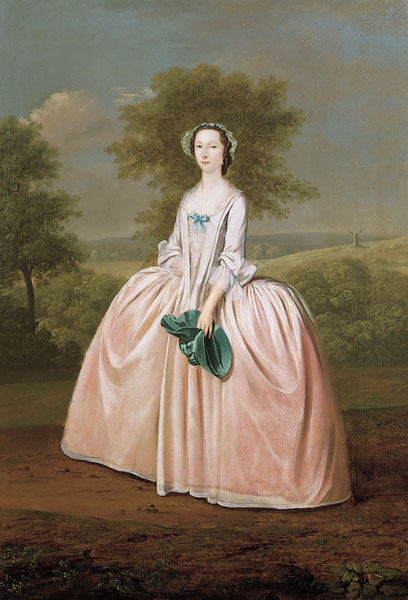
Mary Ducane, 1747
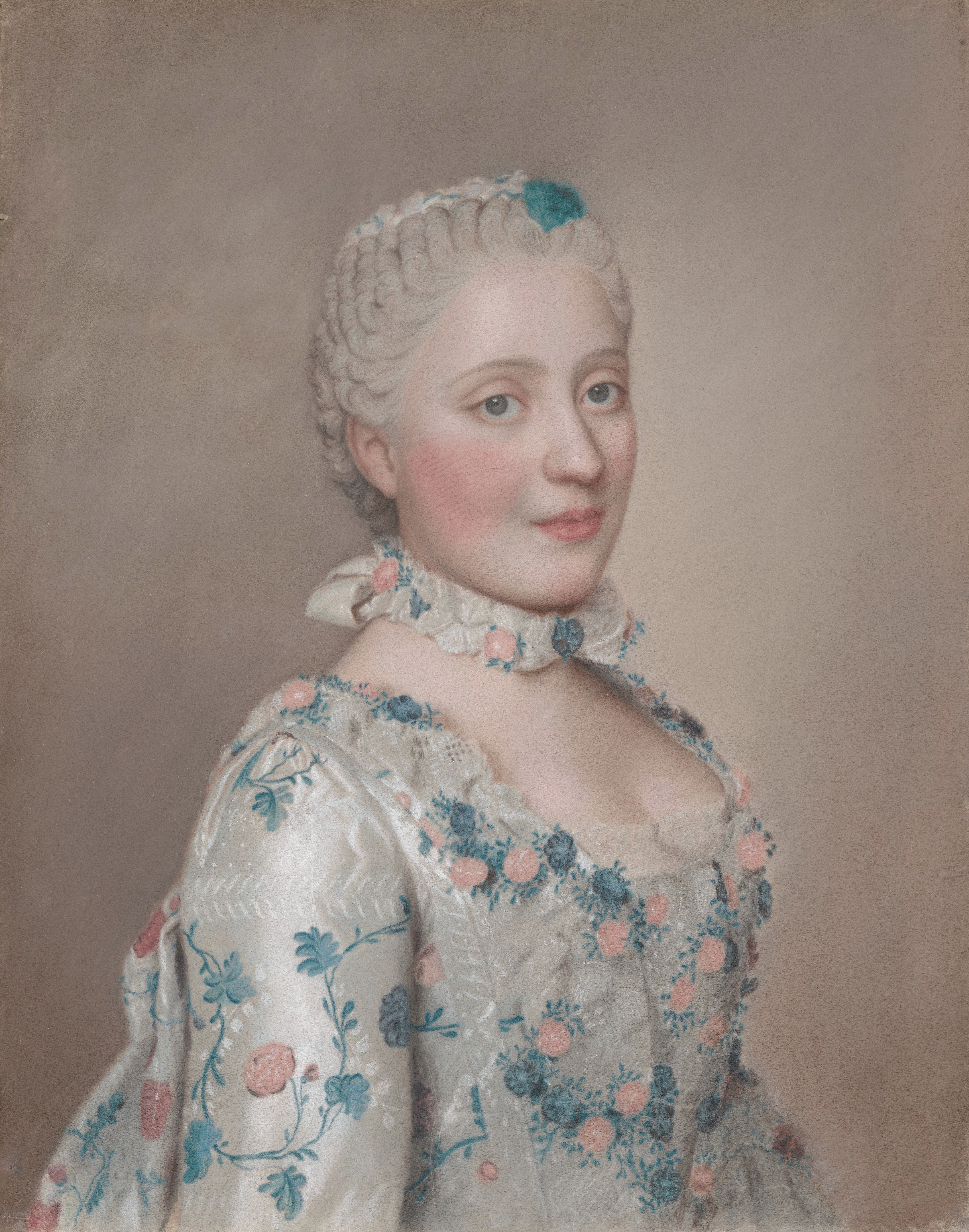
Maria Josepha von Sachsen, Jean-Étienne Liotard, 1749
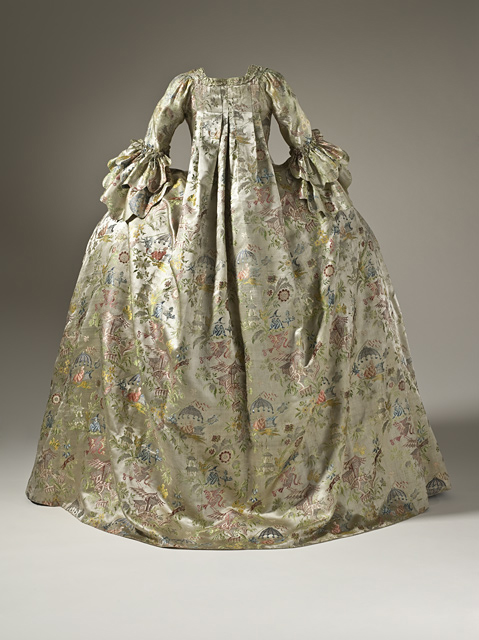
Robe à la française, Amsterdam, 1740–1760

### Mode des Hochrokoko (1750–1770)

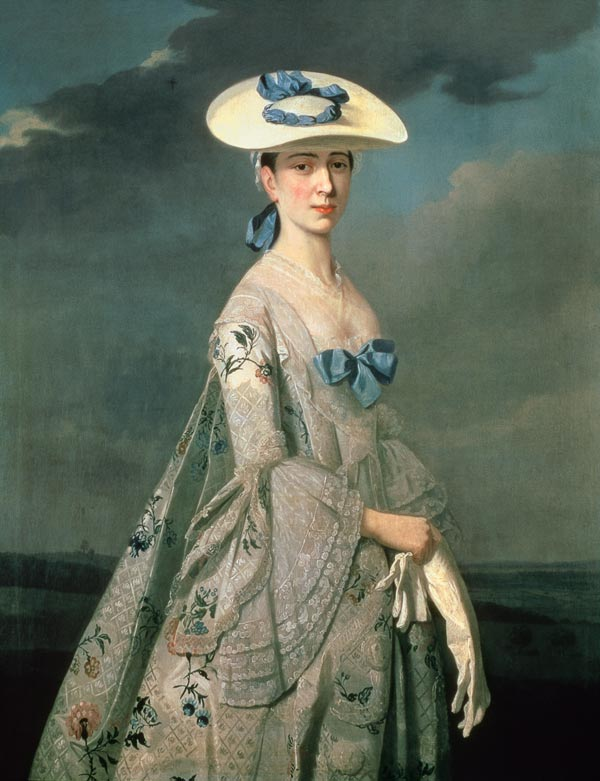
Eleanor Frances Dixie, 1753
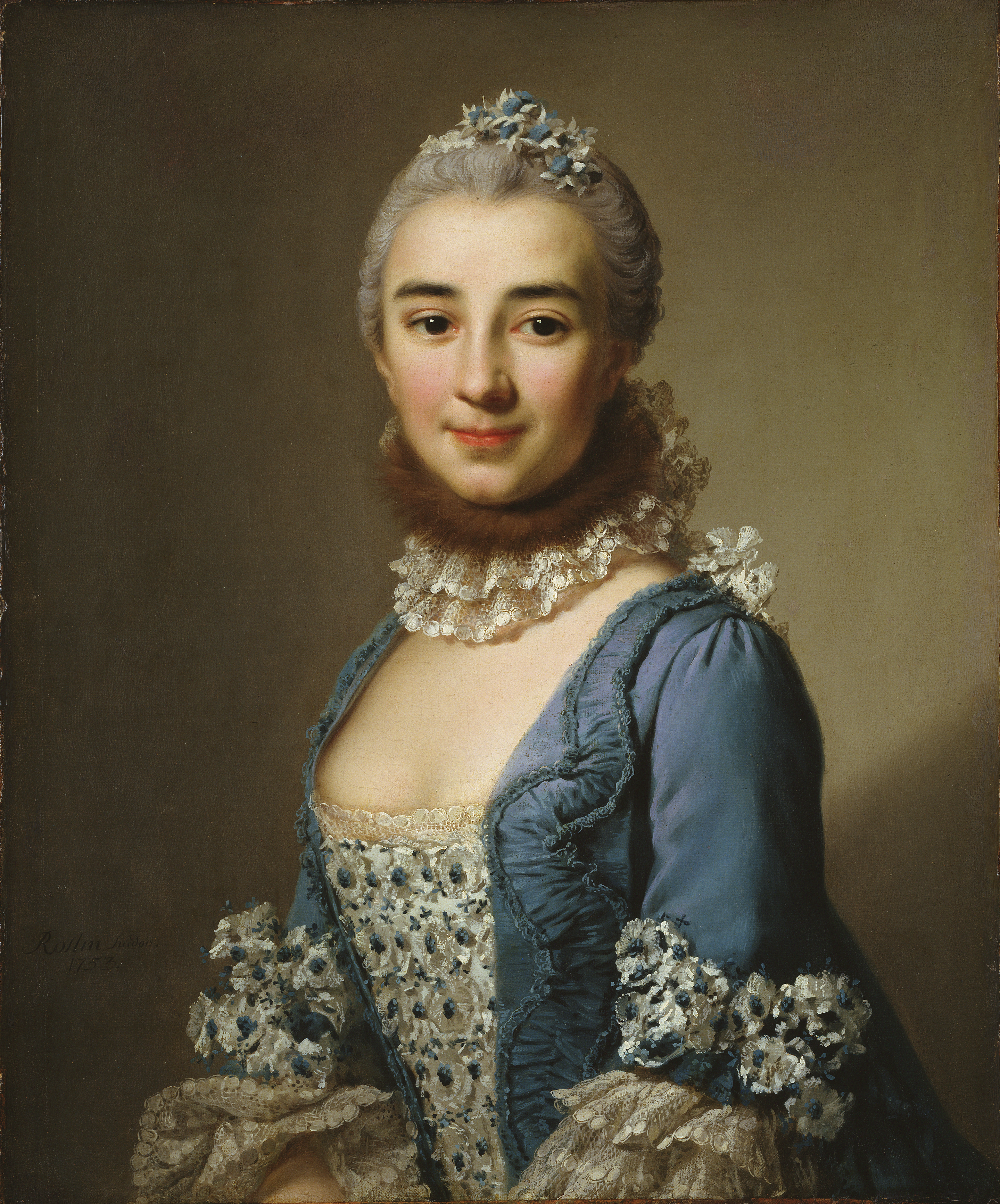
Unbekannte Dame, 1753
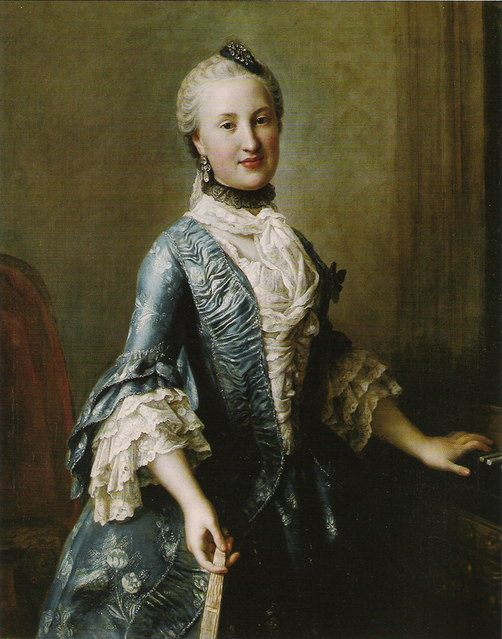
Prinzessin Elisabeth von Sachsen, 1755
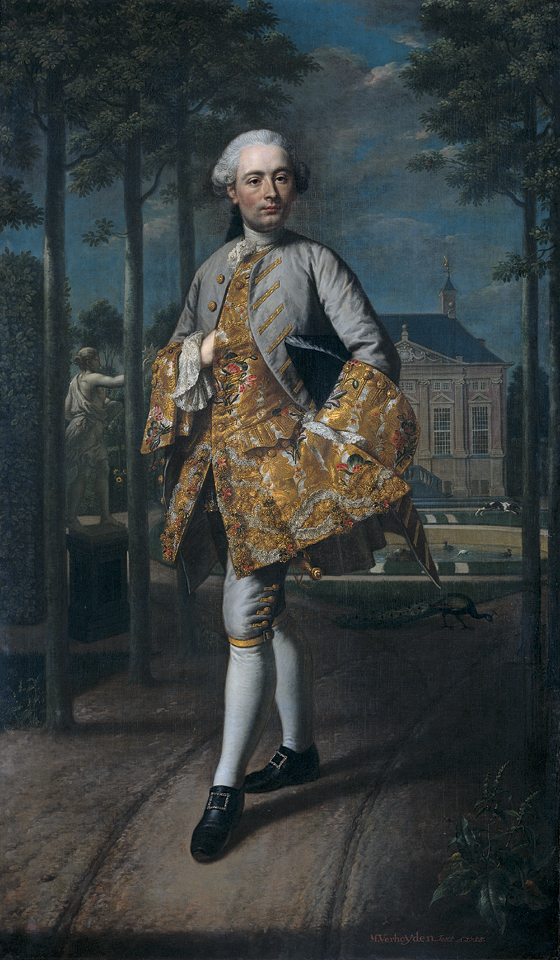
Gerard Cornelis van Riebeeck, 1755
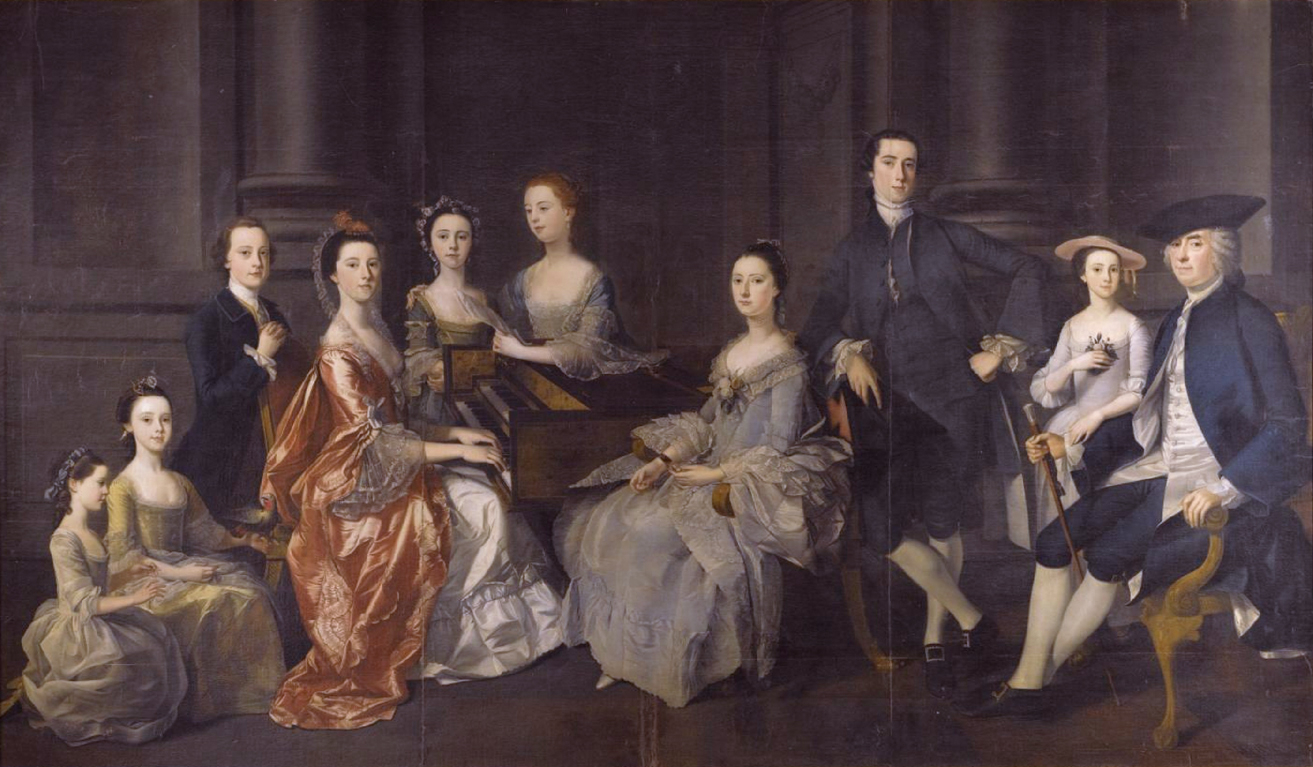
Familie von Wolstan Dixie, 1755
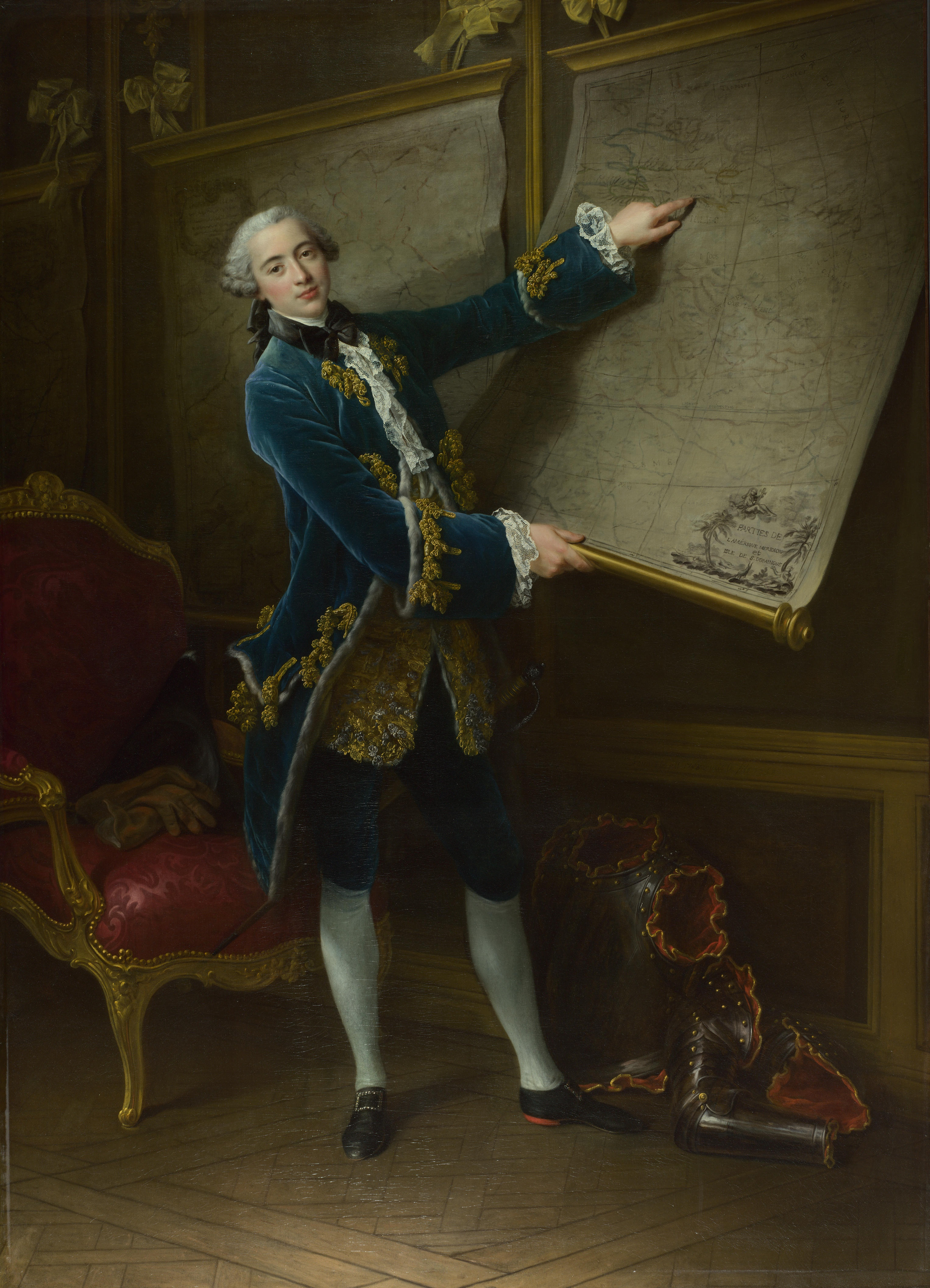
Comte de Vaudreuil, 1758
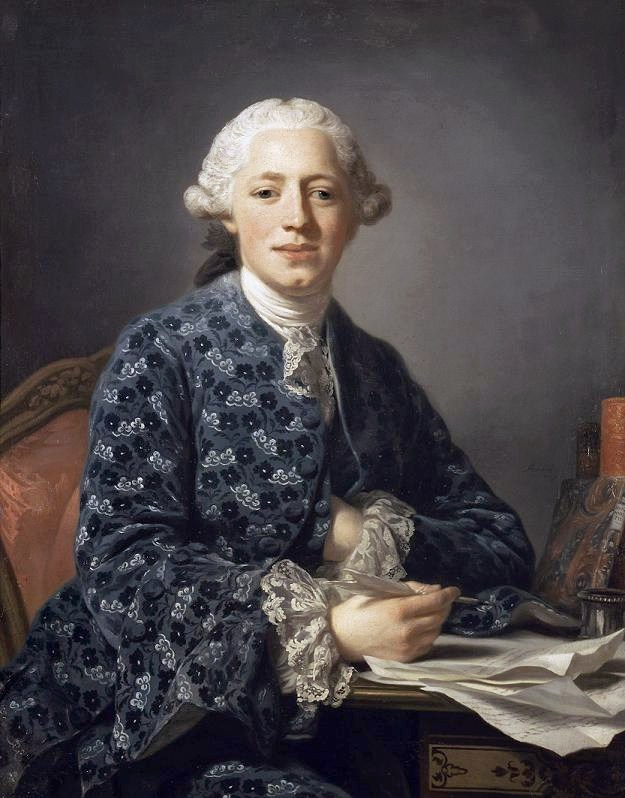
Baron Thure Leonard Klinckowström, 1758
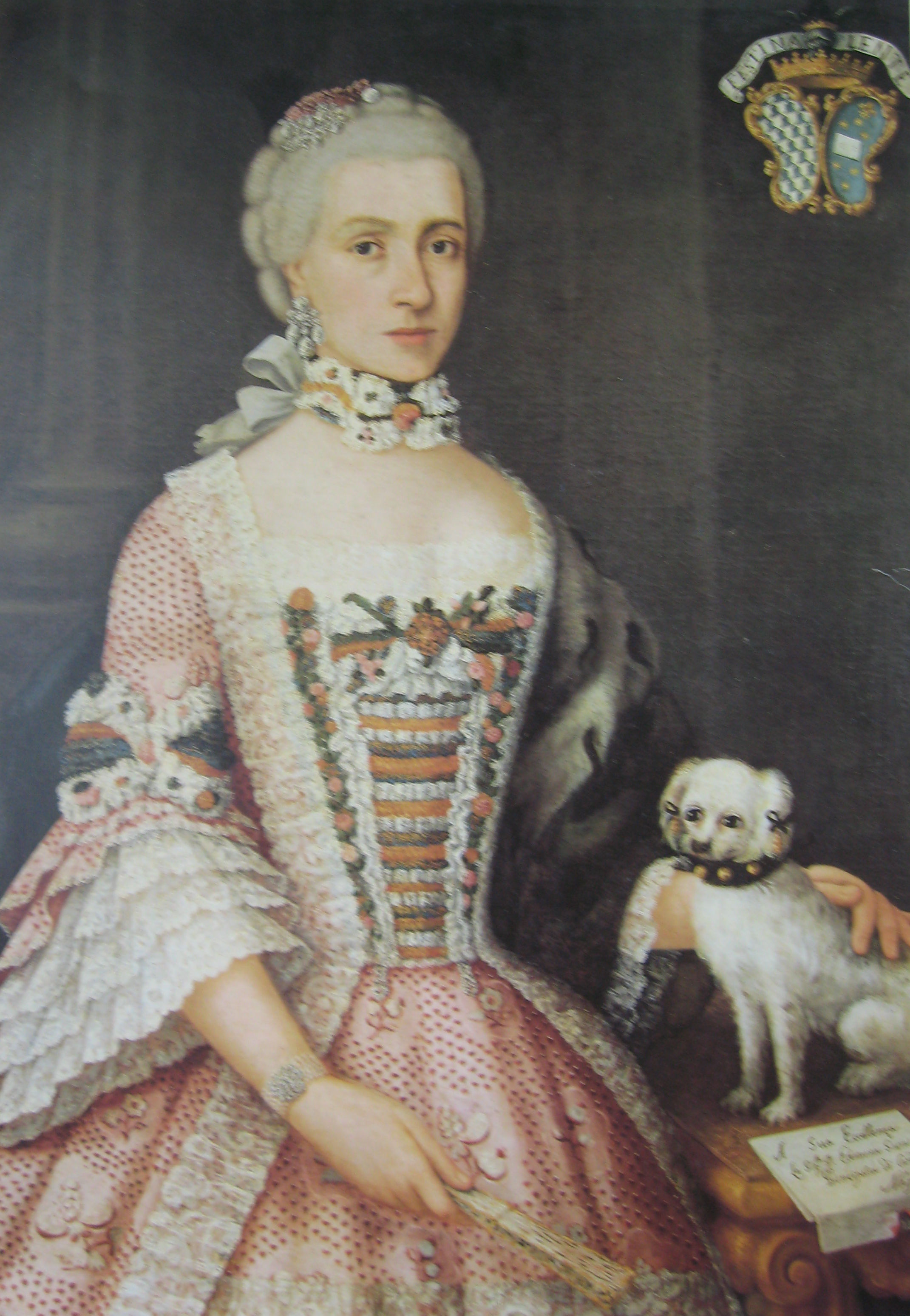
Königin Charlotte, 1764
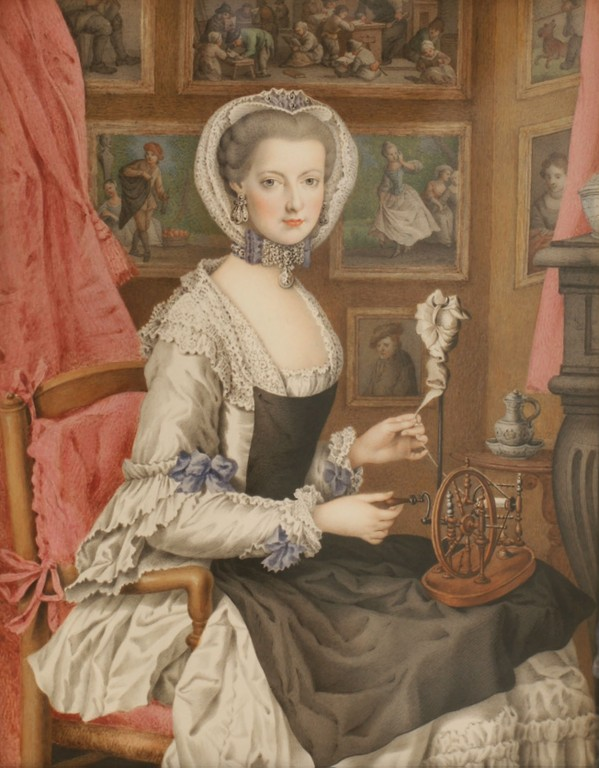
Marie Christine von Österreich, 1765
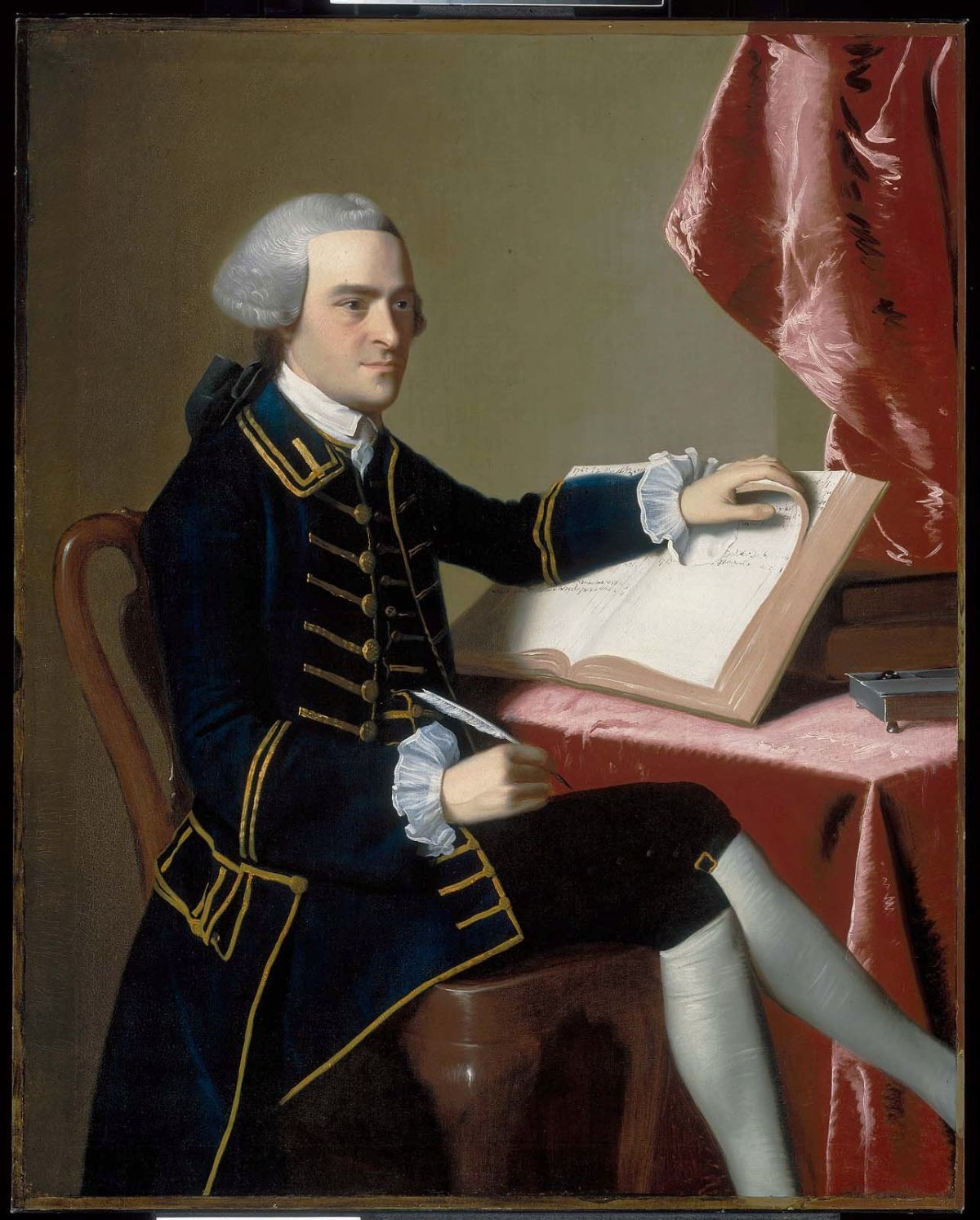
John Hancock, 1765
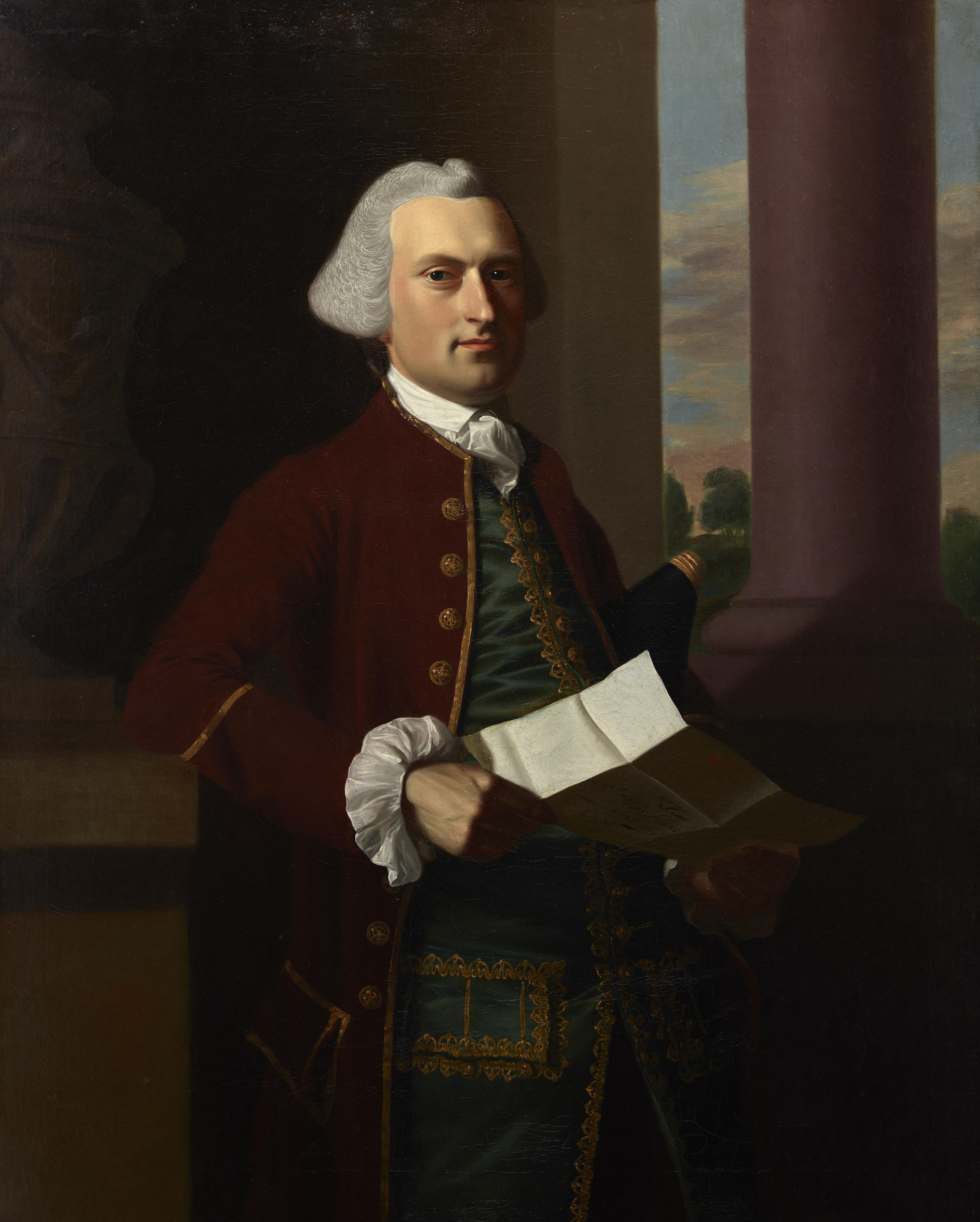
Woodbury Langdon, 1767
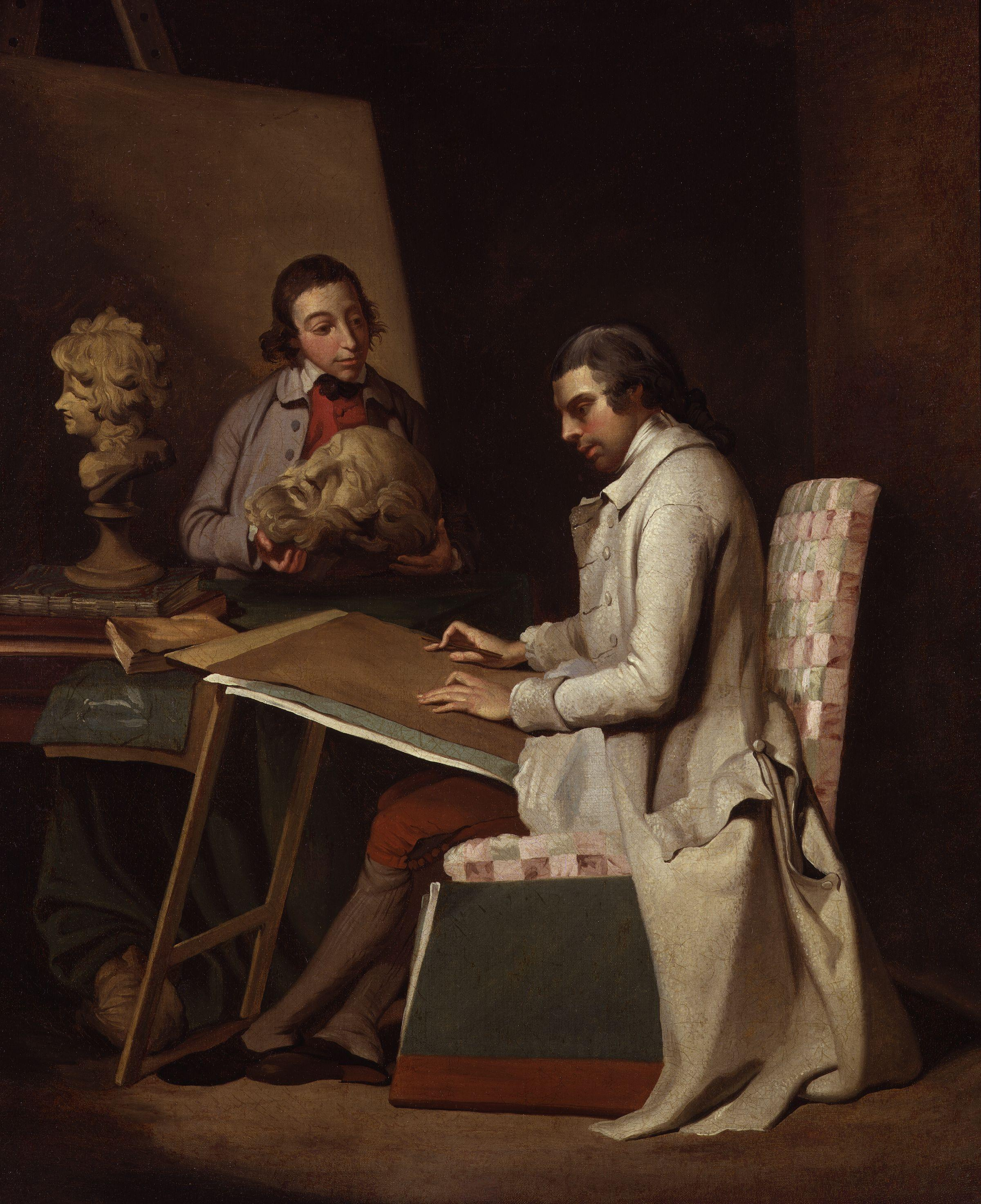
John Hamilton Mortimer, 1768

### Mode des Spätrokoko (1770–1794)

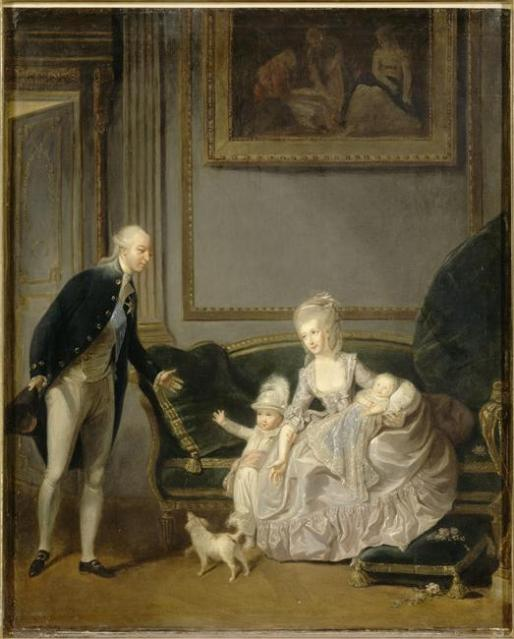
Herzog und Herzogin von Chartres mit Sohn, 1776
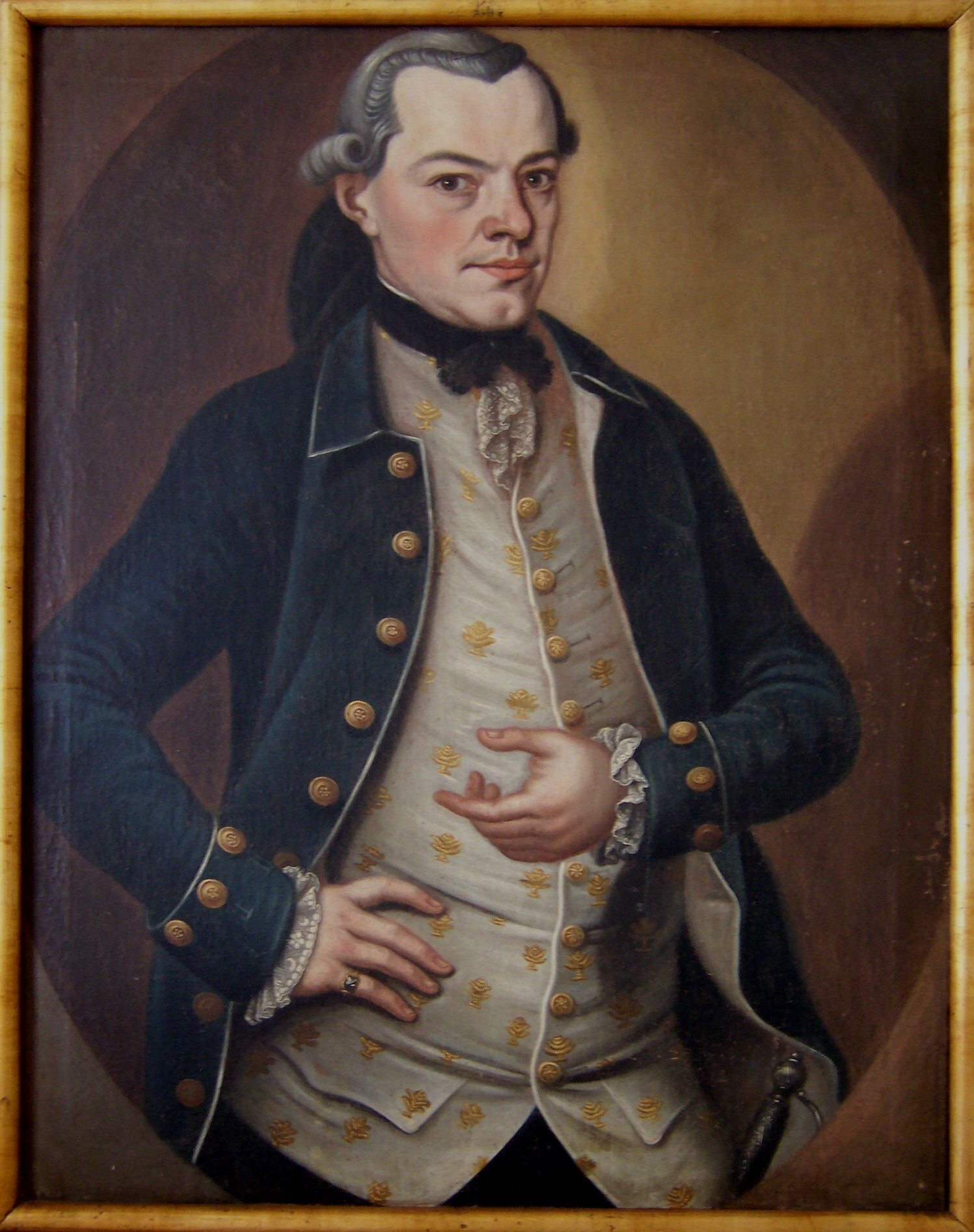
M. Naeff, 1780
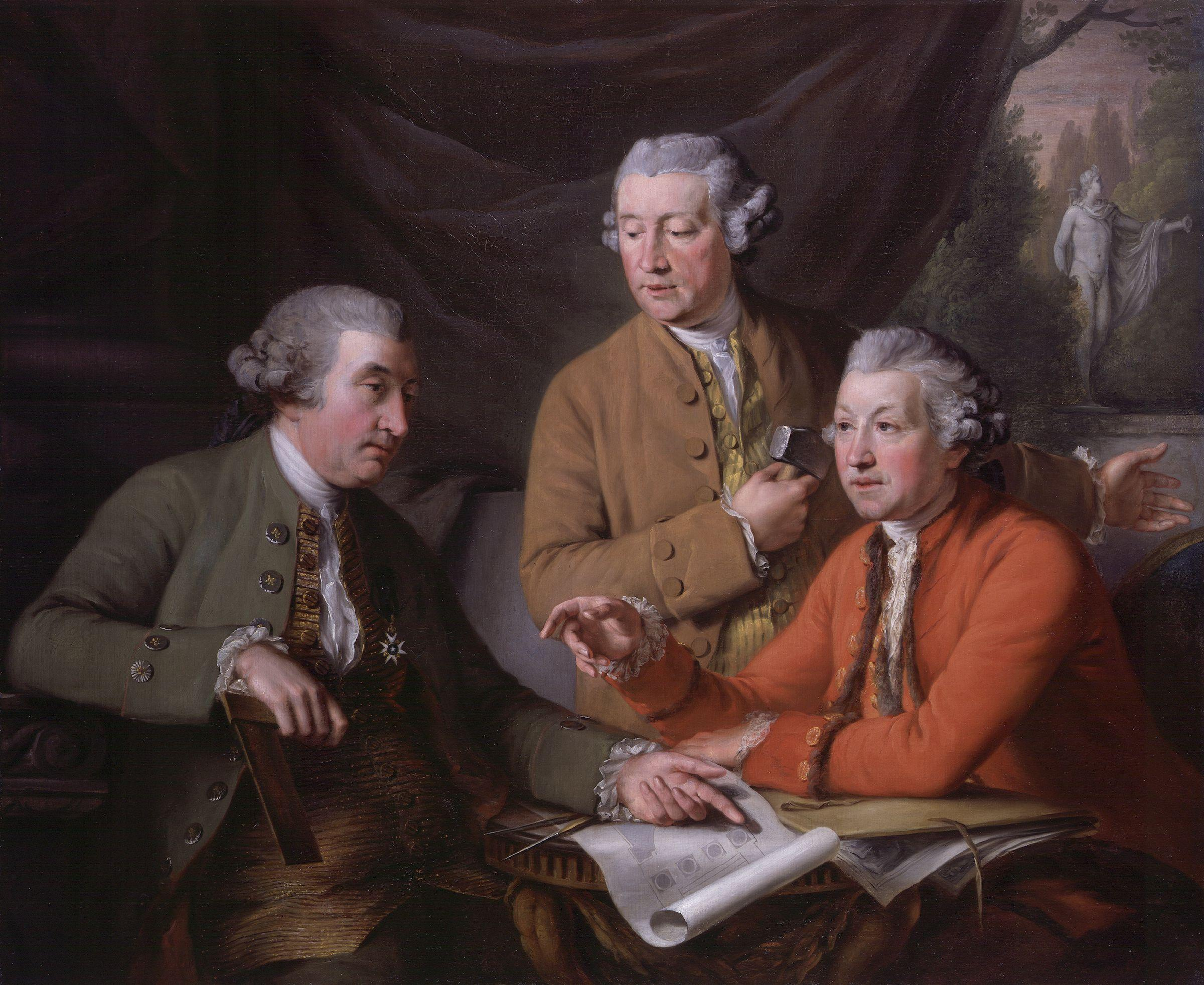
Englische Herren, 1782
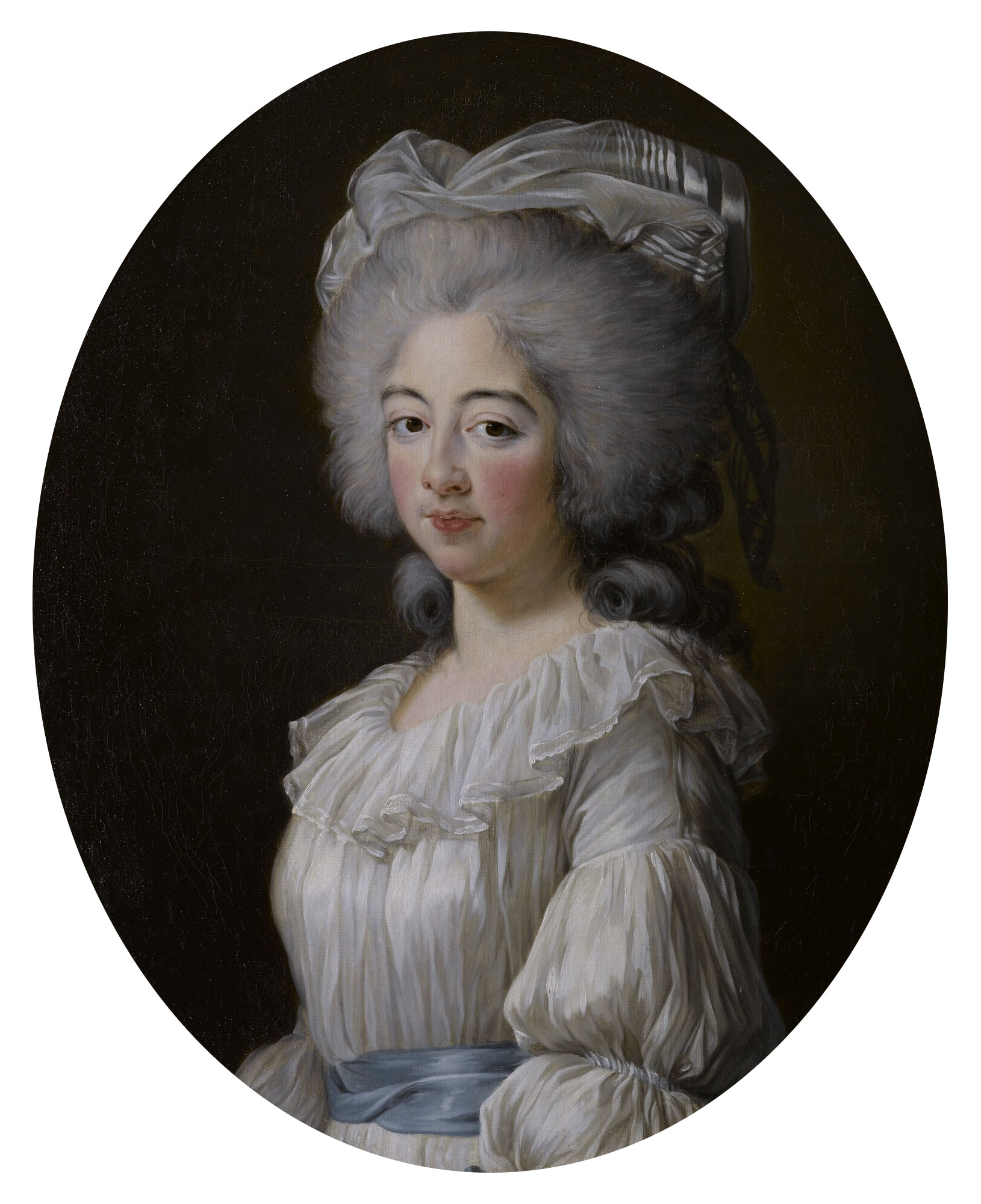
Comtesse de Provence in Chemise à la Reine, 1782
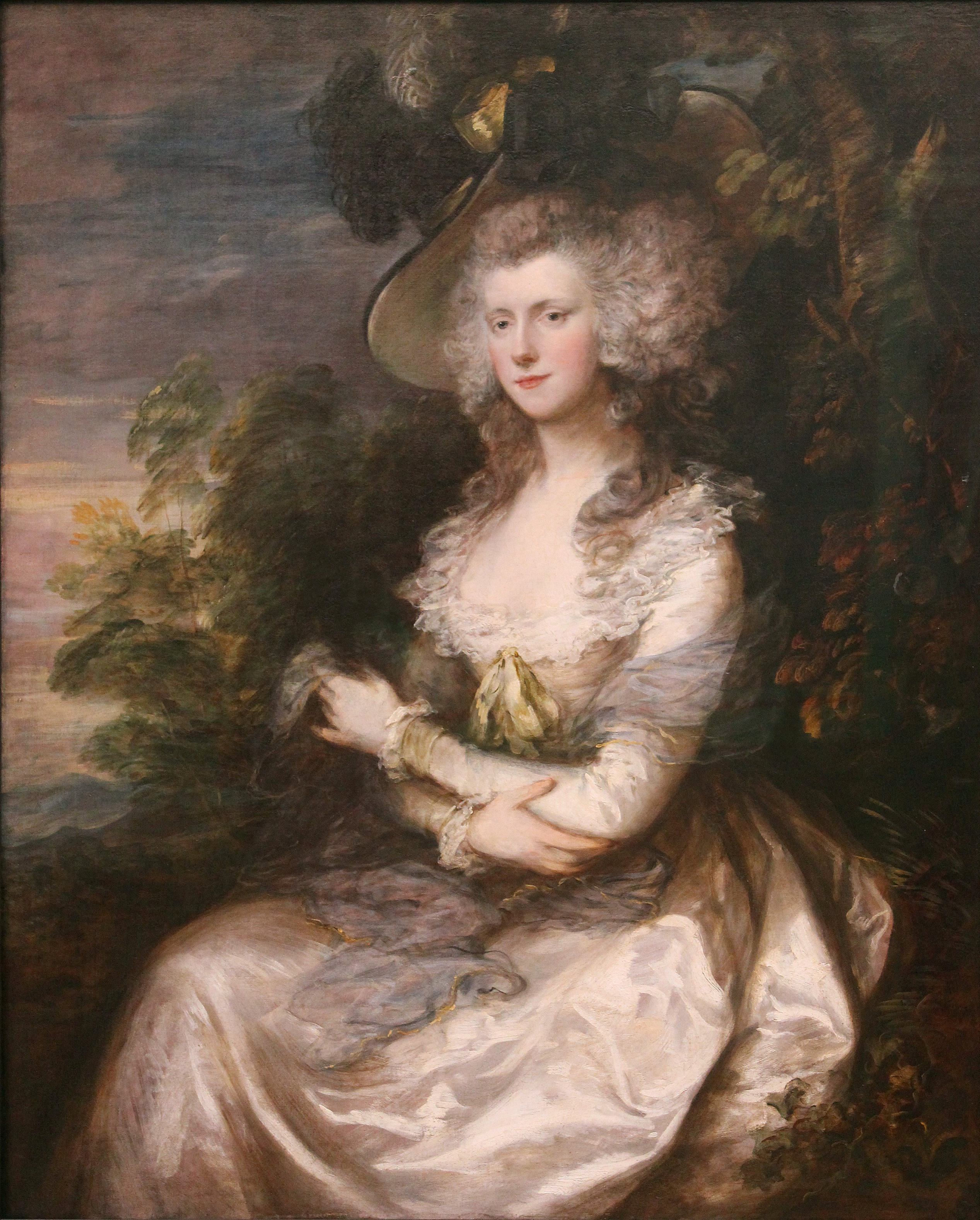
Mrs. Hibbert, 1780er
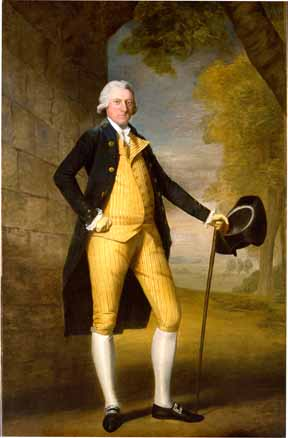
Gabriel Christie, 1784
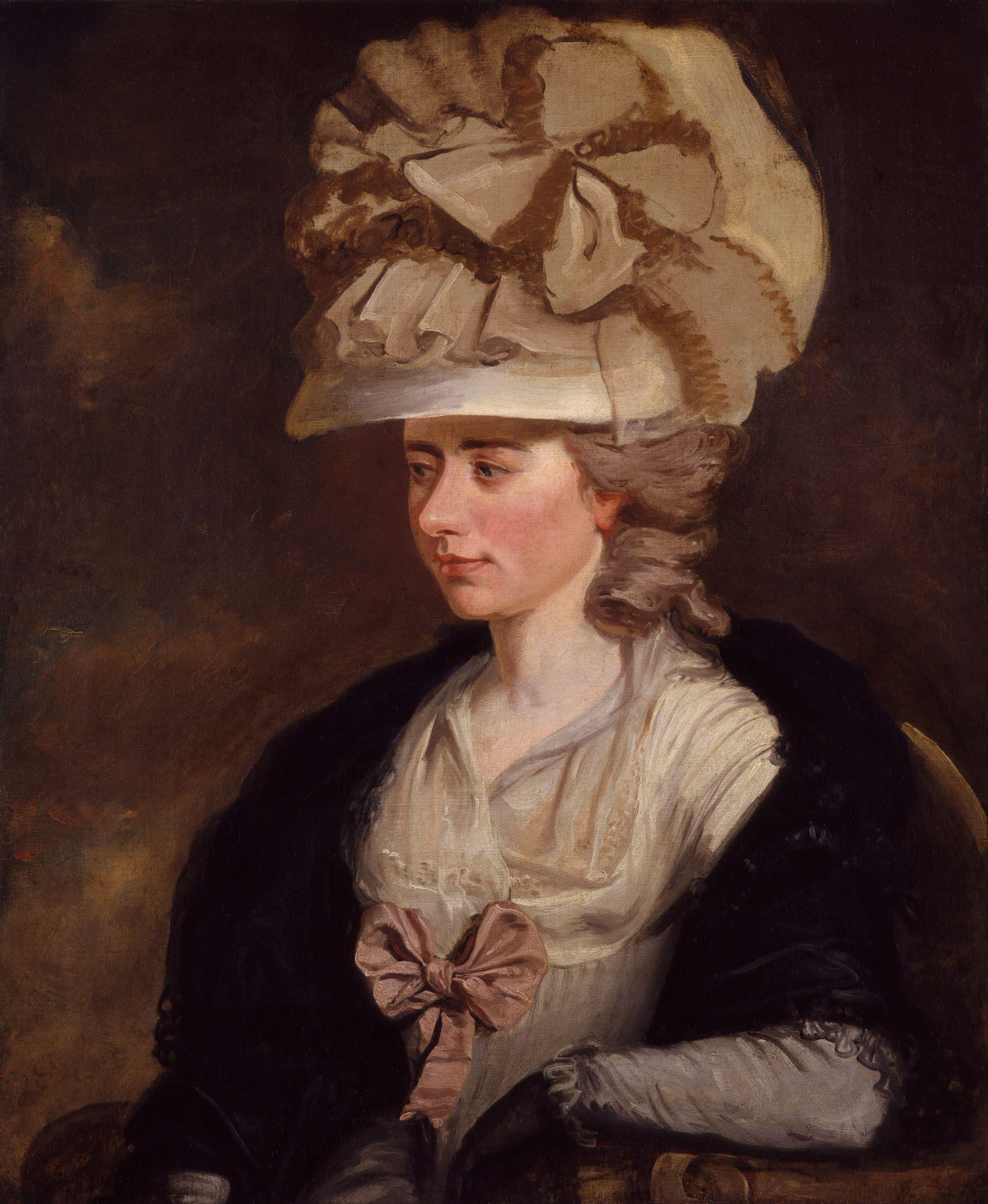
Frances d’Arblay, 1785
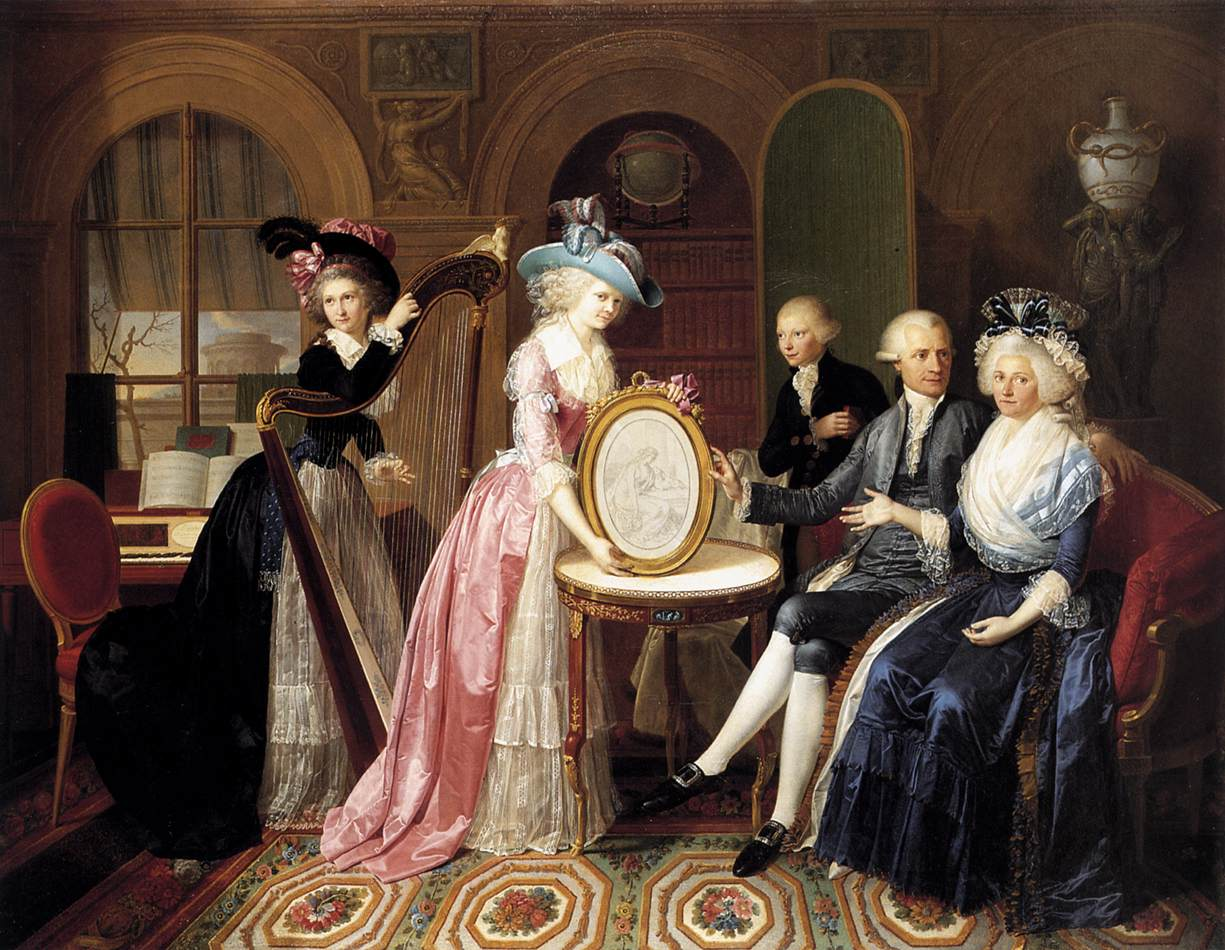
Familienporträt, 1790
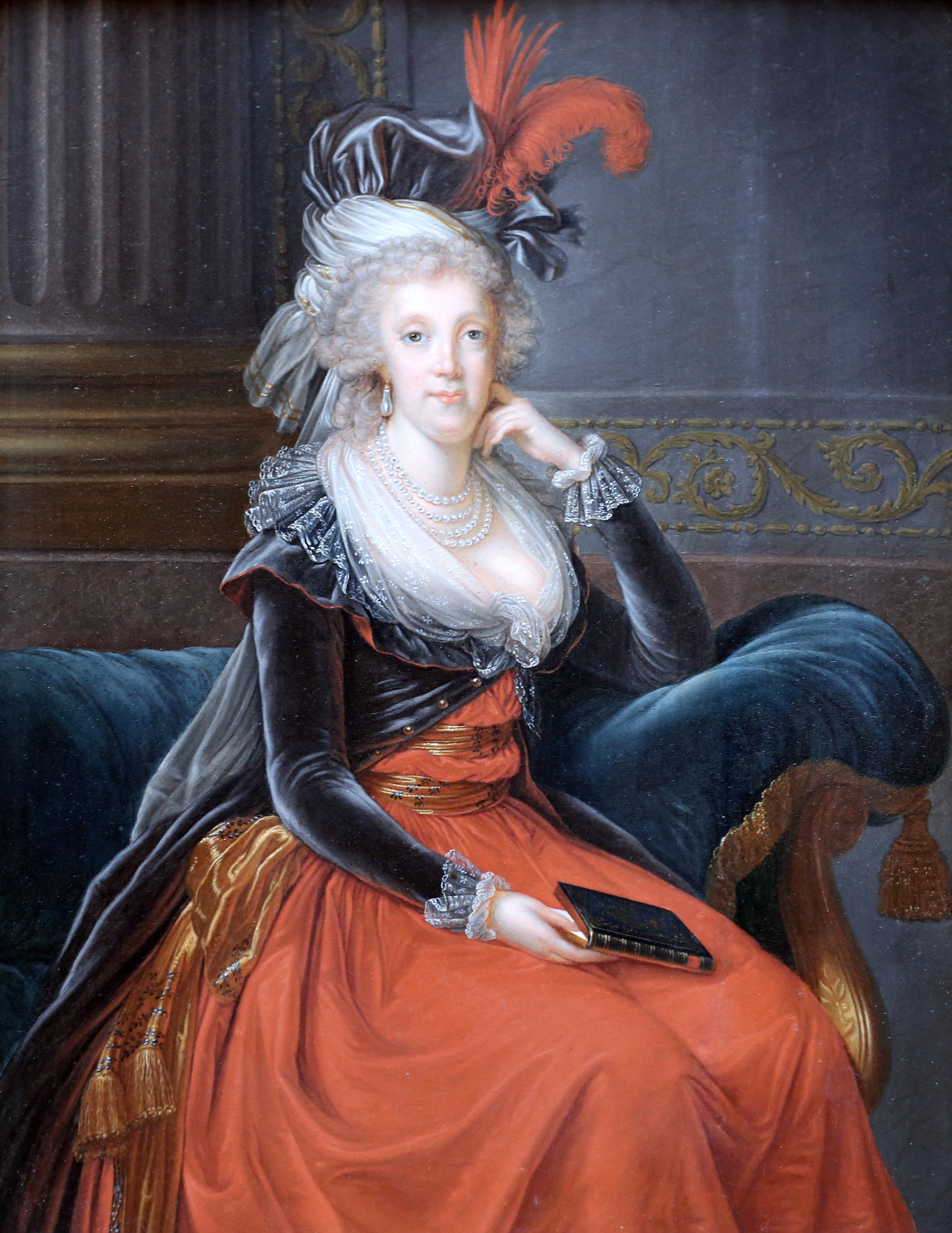
Marie Karoline von Österreich, 1791
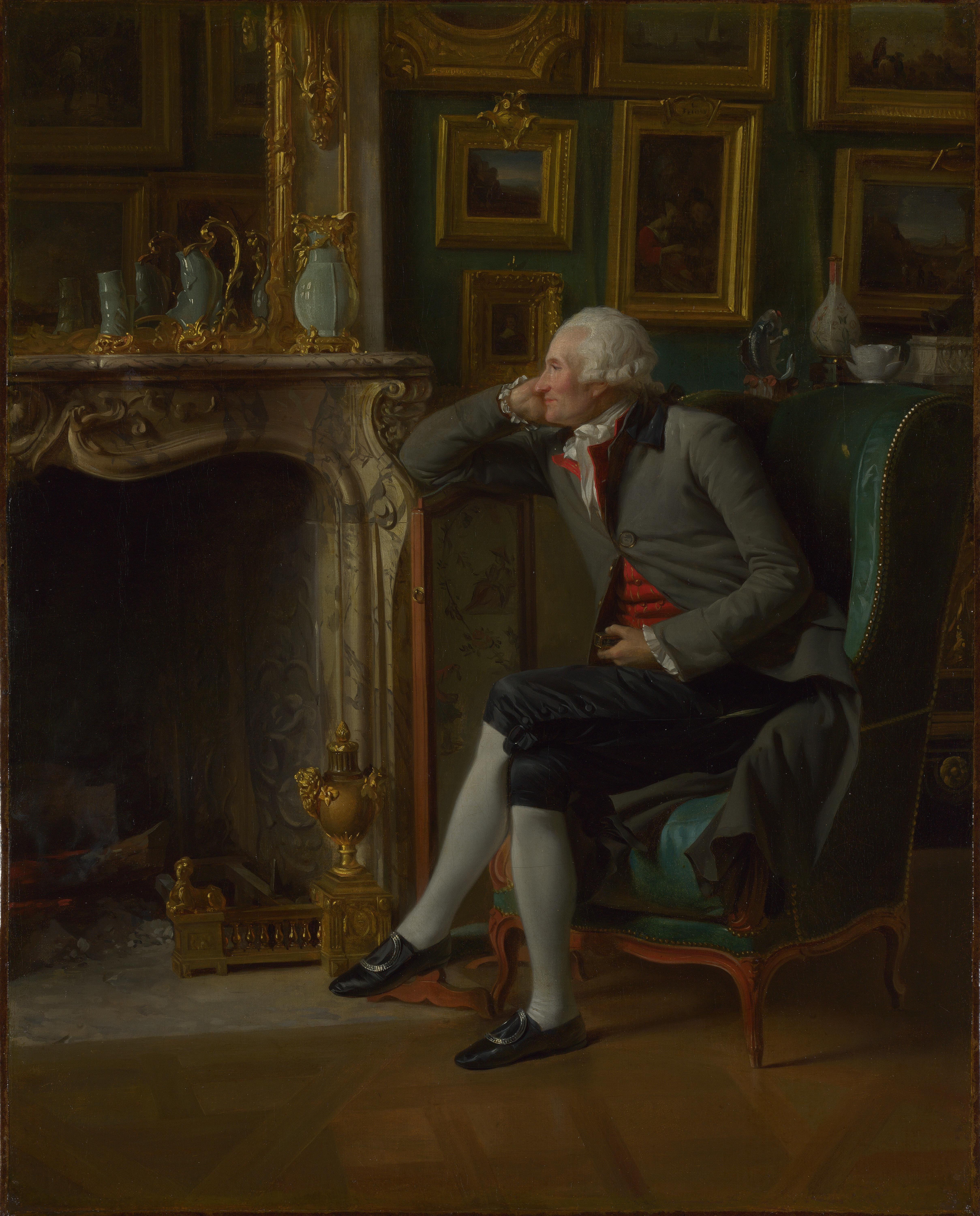
Barn de Besenval, 1792
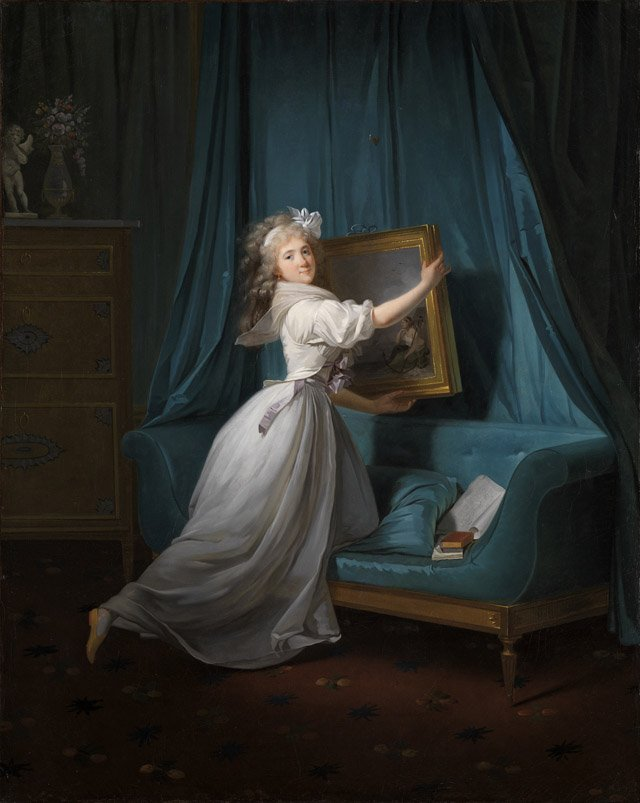
Rosalie Duthé, 1792
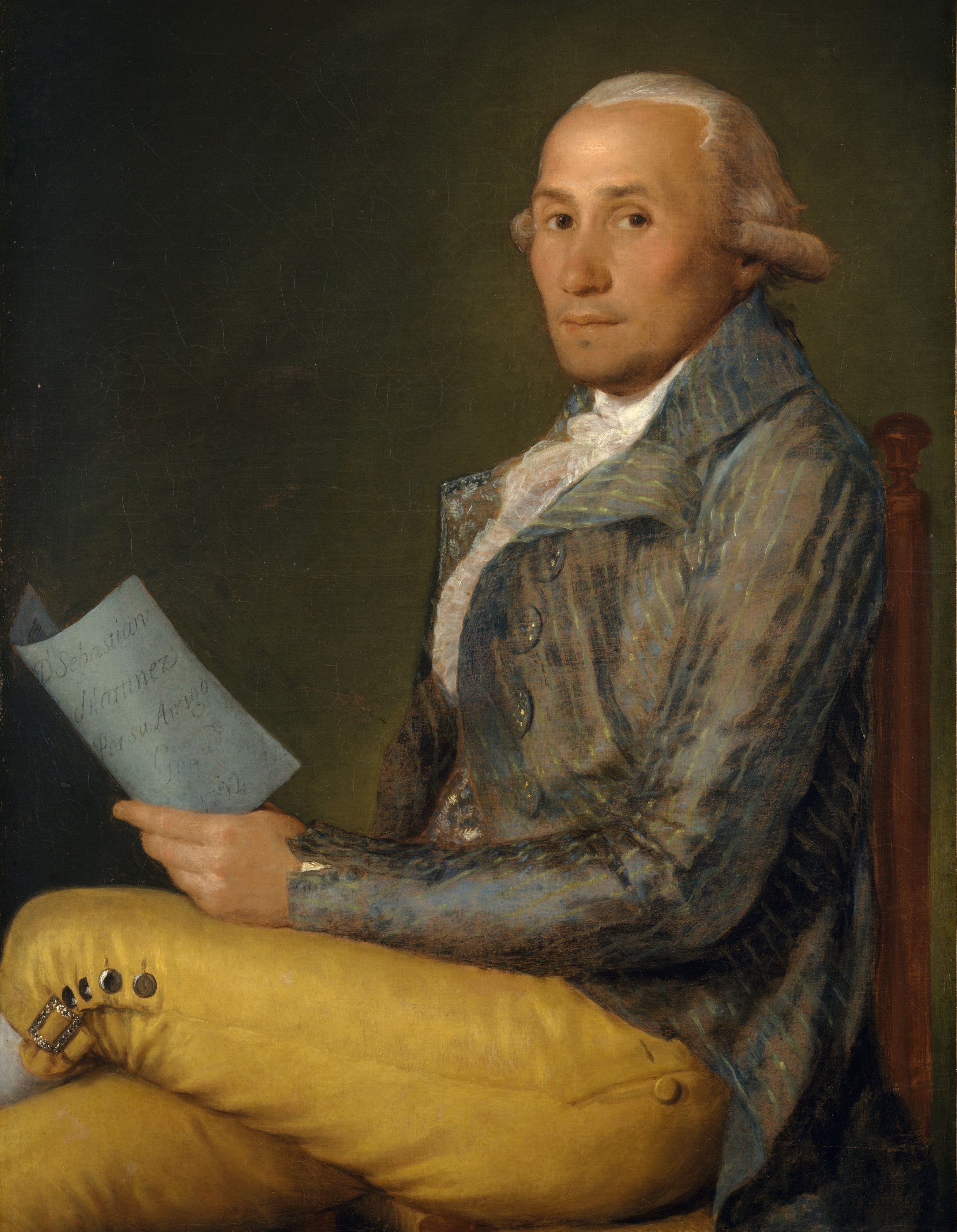
Sebastián Martínez y Pérez, 1792

### Höfische Kleidung

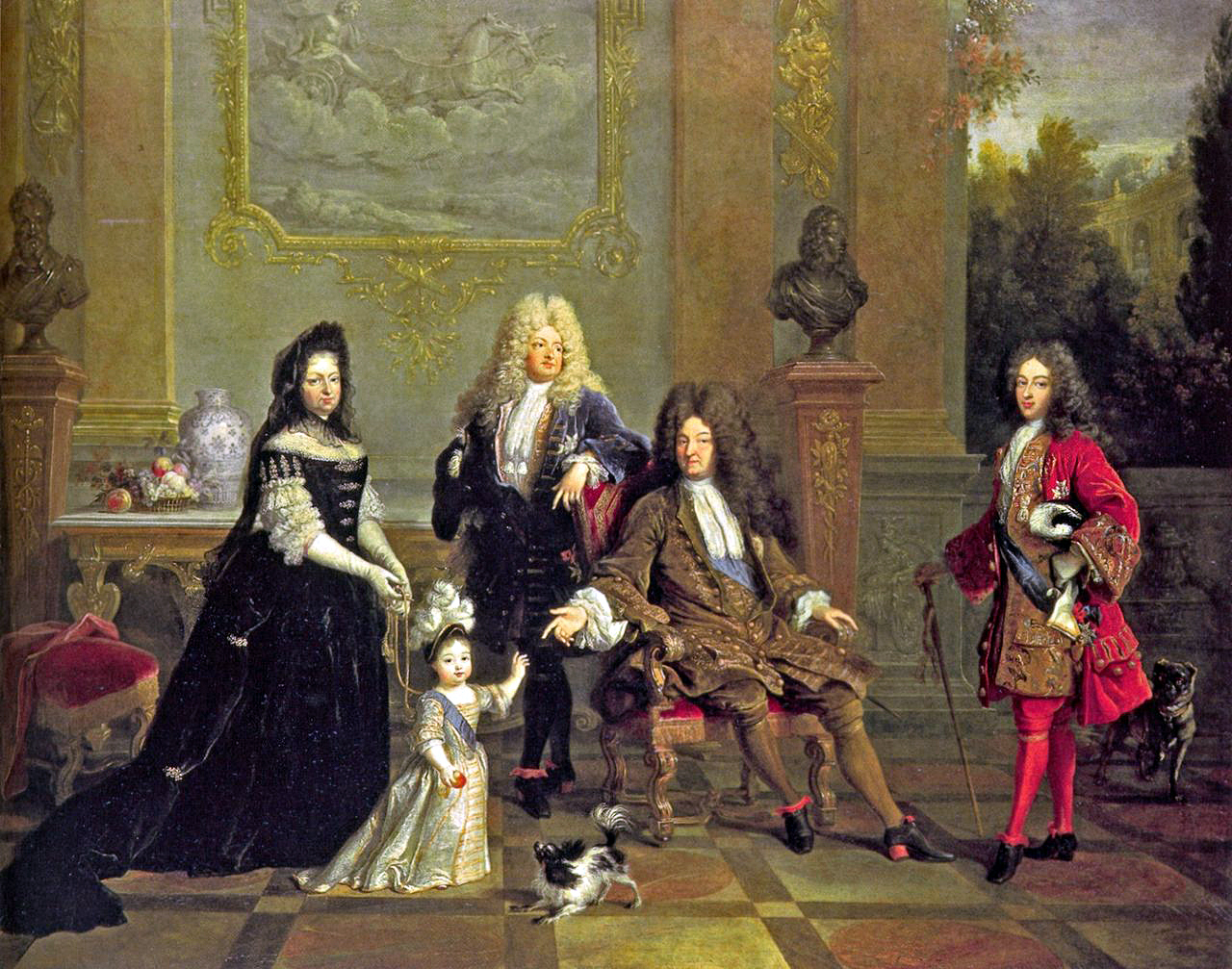
Die Familie Ludwigs XIV., Frankreich, um 1710
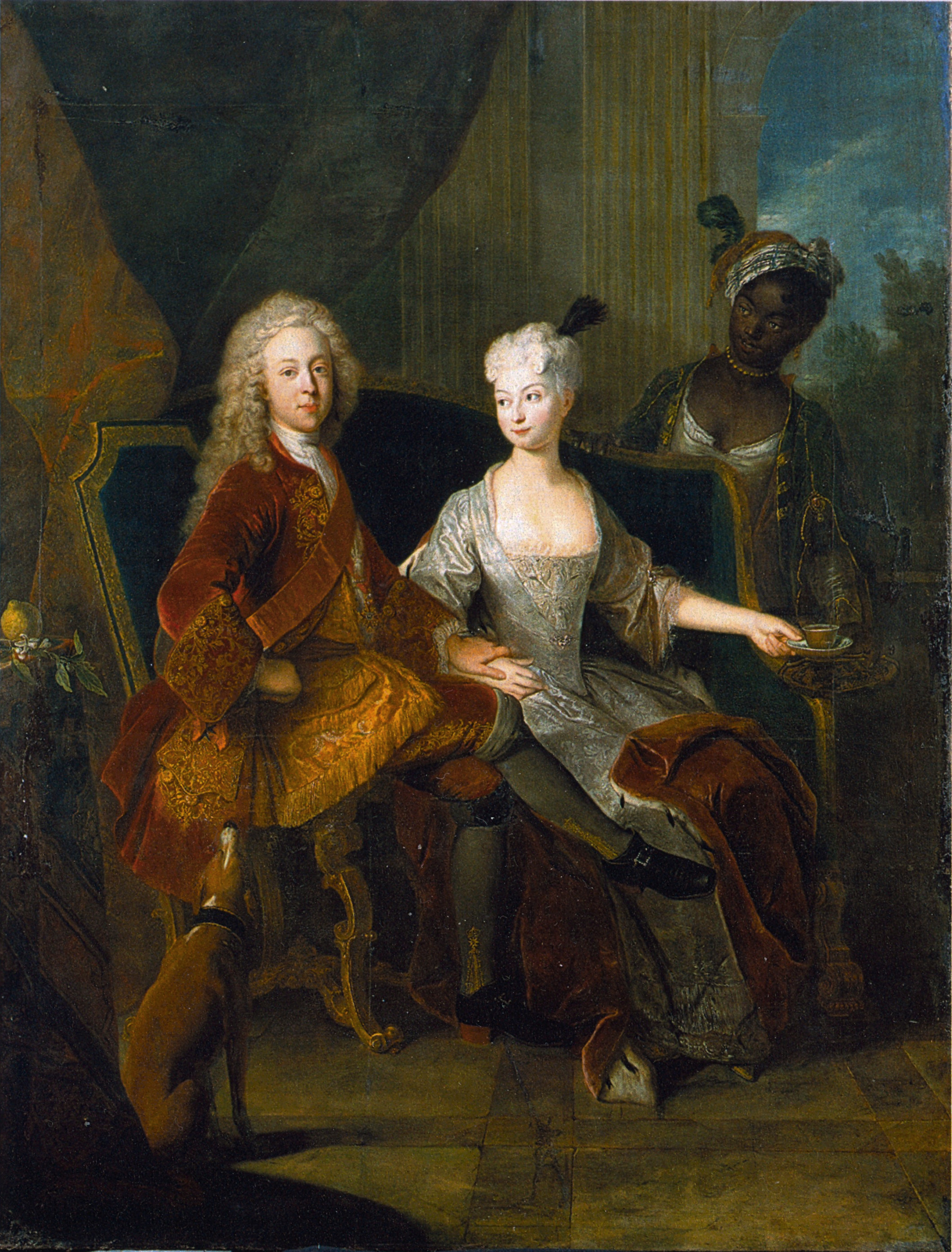
Friedrich Ludwig von Württemberg und Gemahlin, ca. 1716
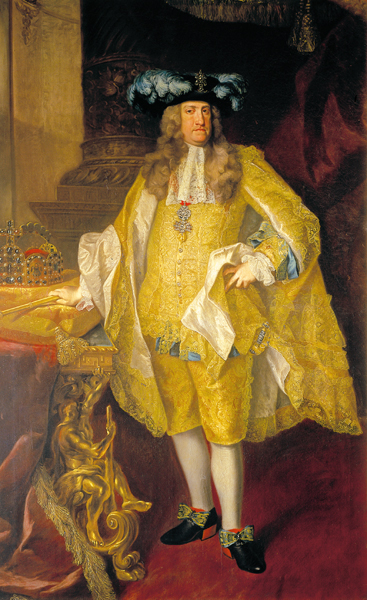
Kaiser Karl VI., Österreich, 1735
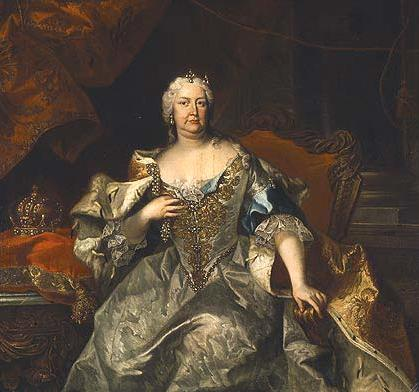
Kaiserin Elisabeth Christine, Österreich, 1735
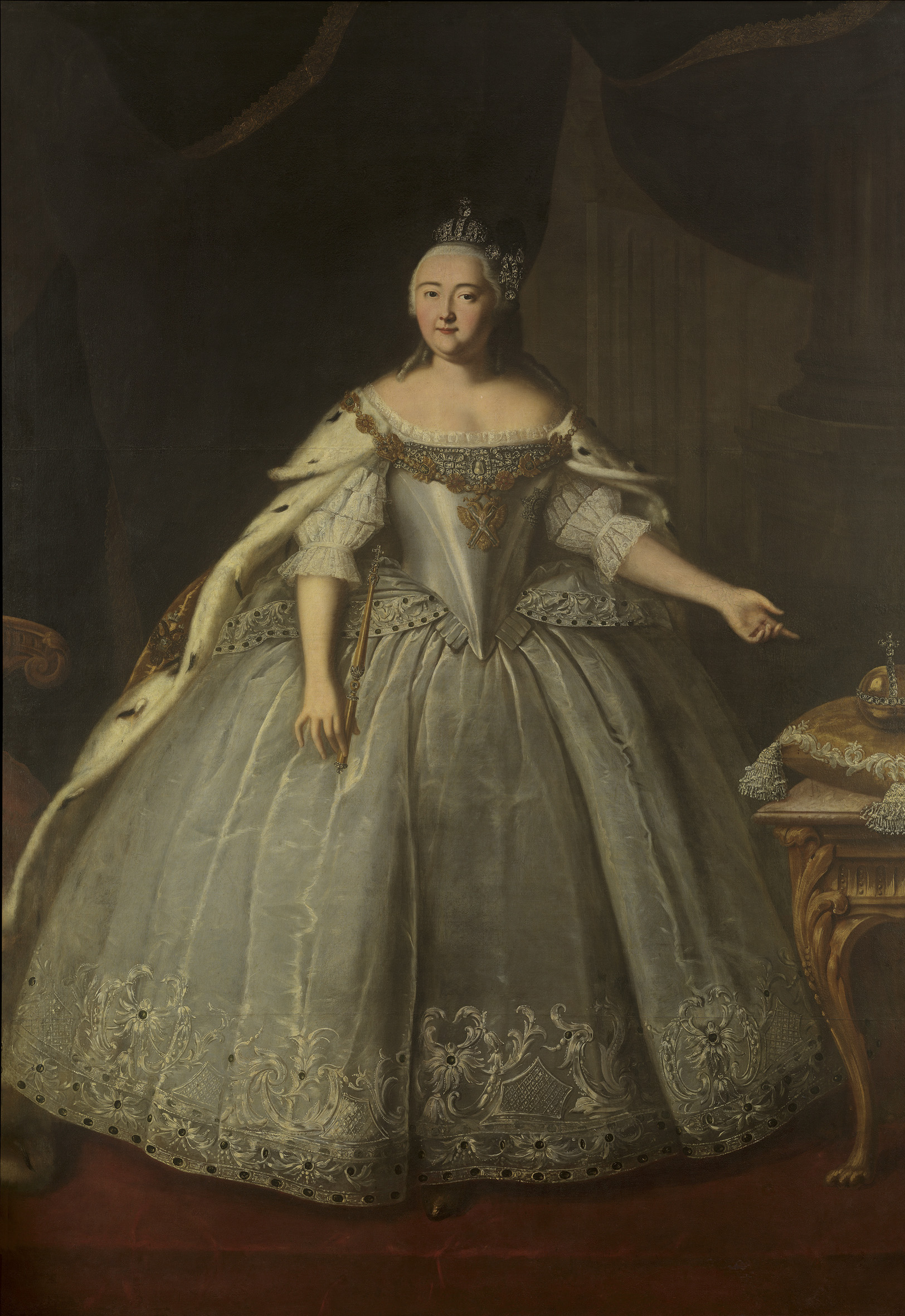
Zarin Elizaveta Petrovna, Russland, 1743
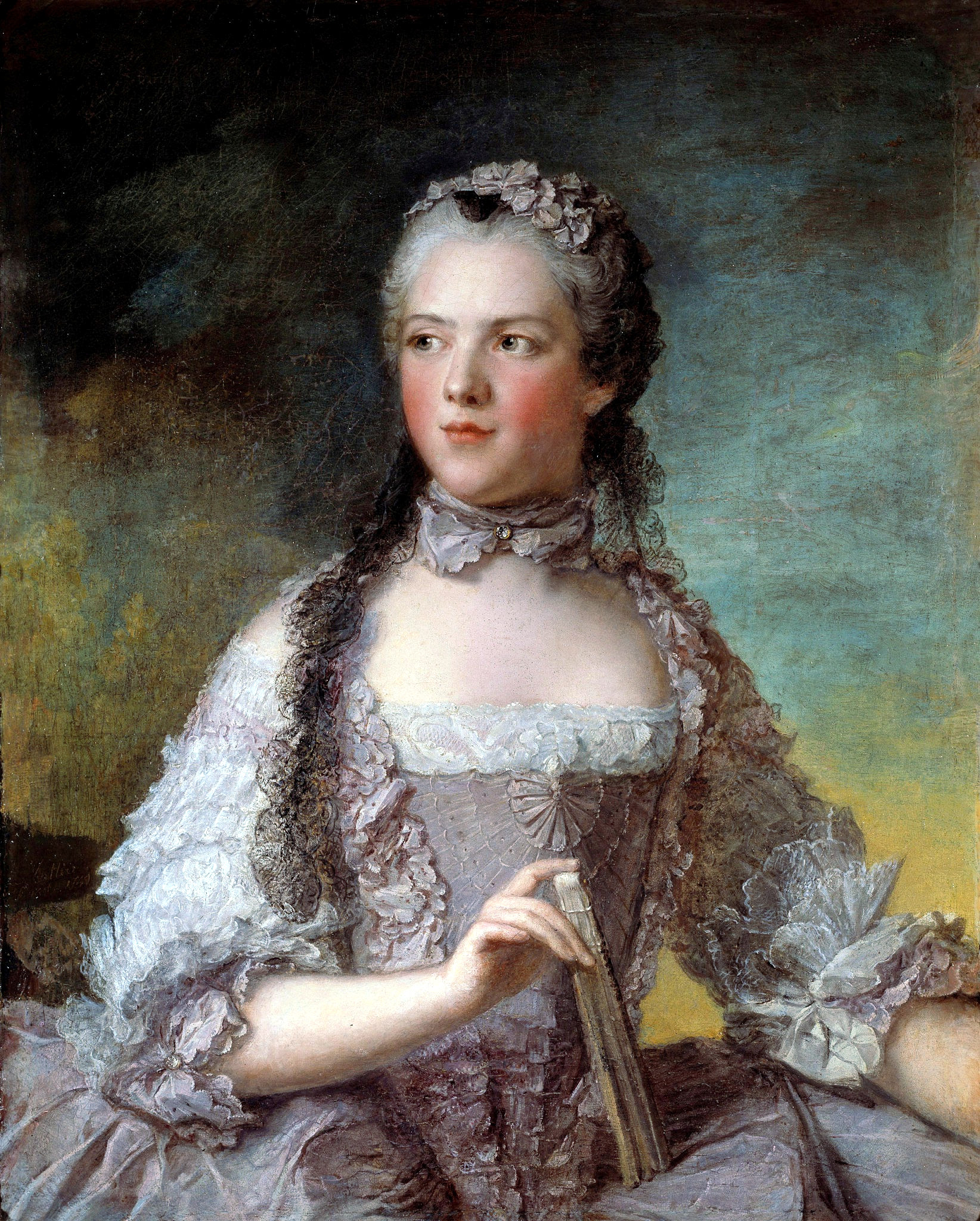
Prinzessin Adélaïde, Frankreich, 1749
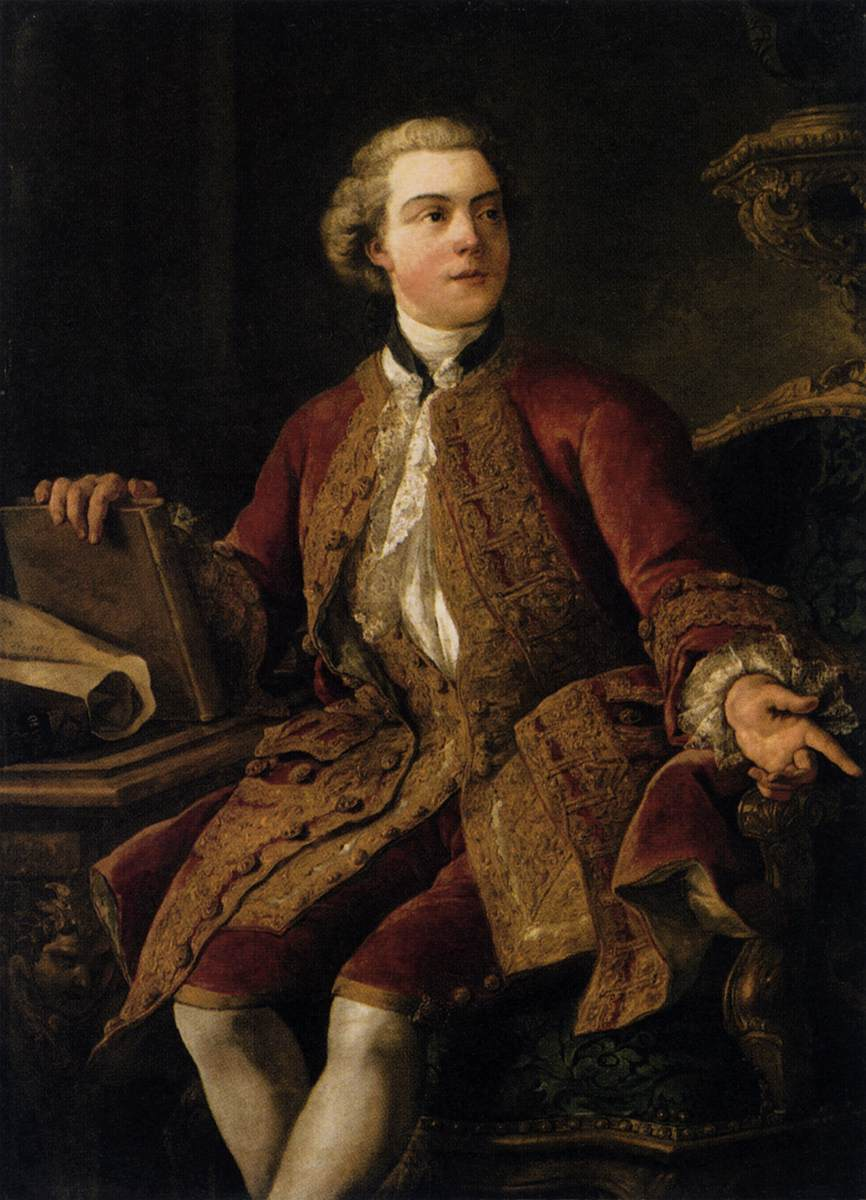
Marquis de Marigny, Frankreich, 1750
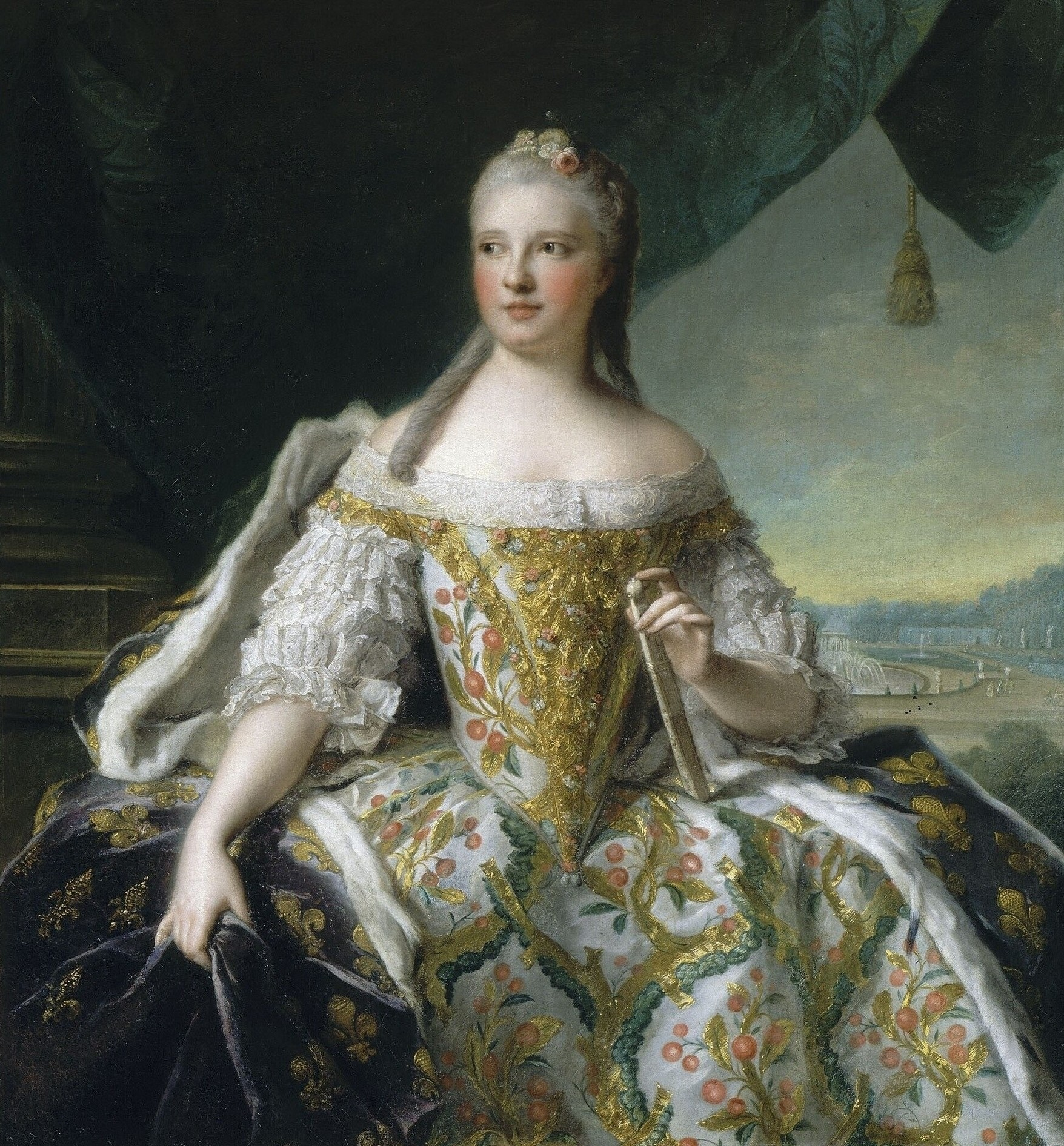
Maria Josepha von Sachsen, Frankreich, 1751
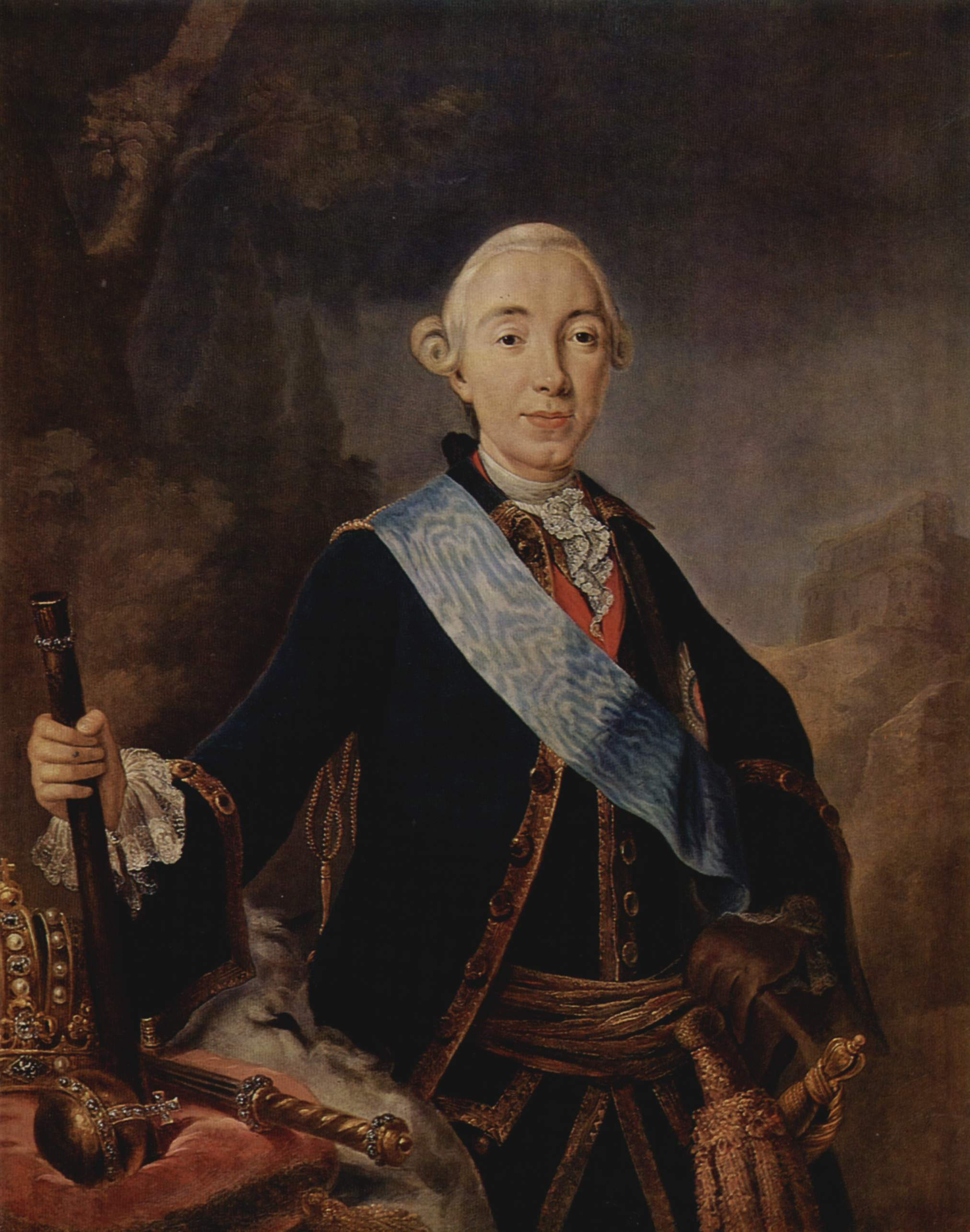
Zar Peter III., Russland, 1761
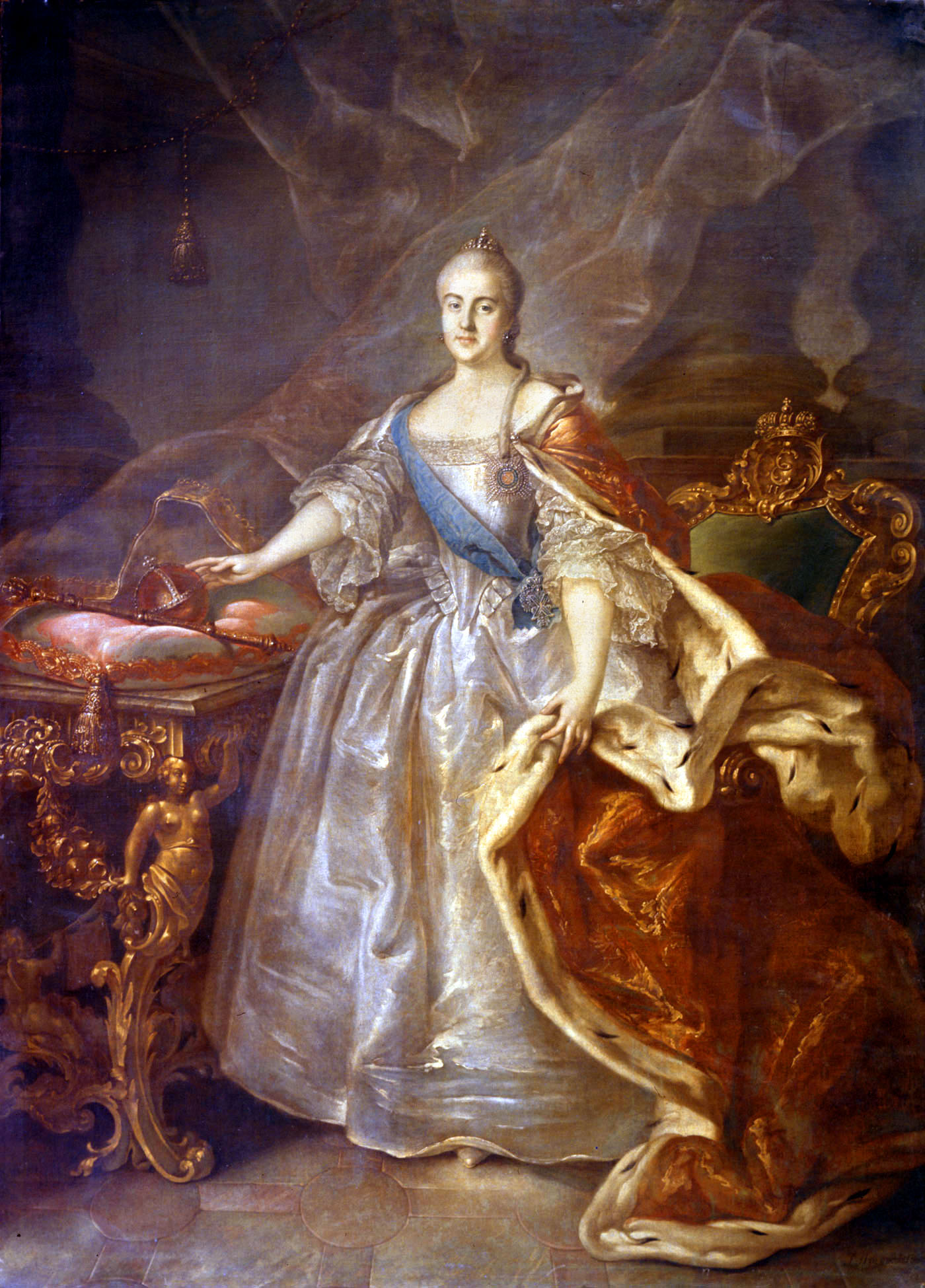
Katharina II, Russland, 1762
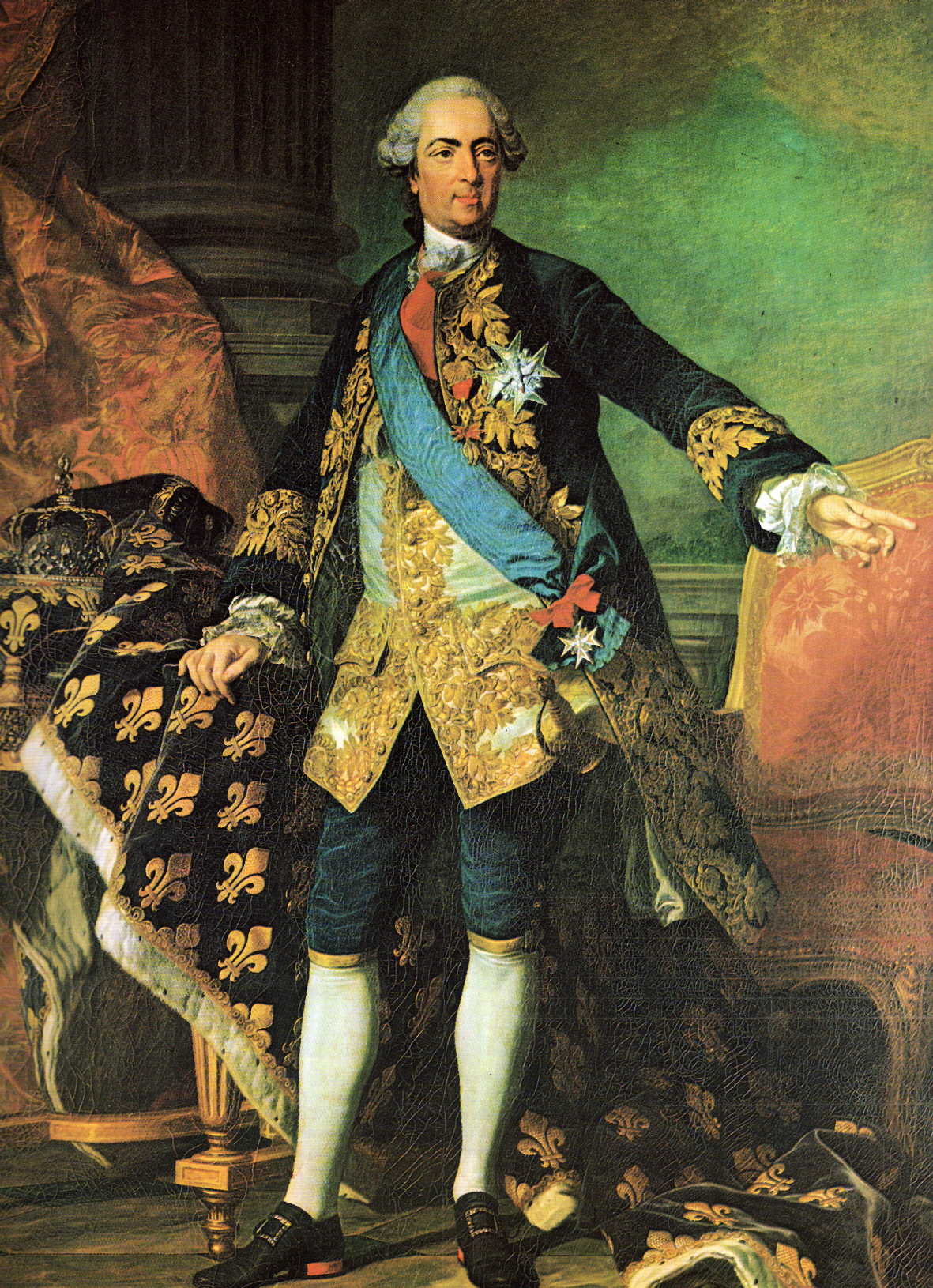
Louis XV., Frankreich, 1763
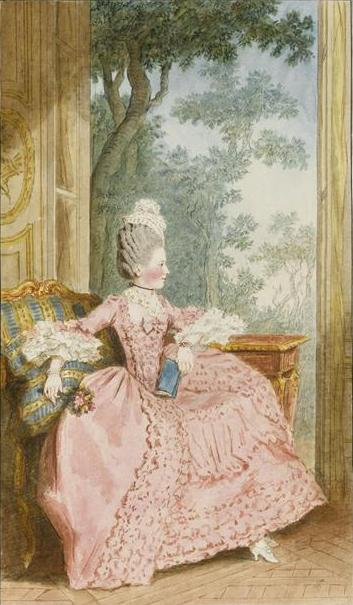
Louise Marie Adélaïde de Bourbon, Frankreich, 1770
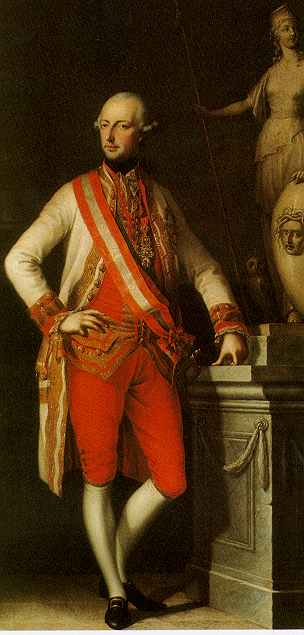
Joseph II, Österreich, 1776
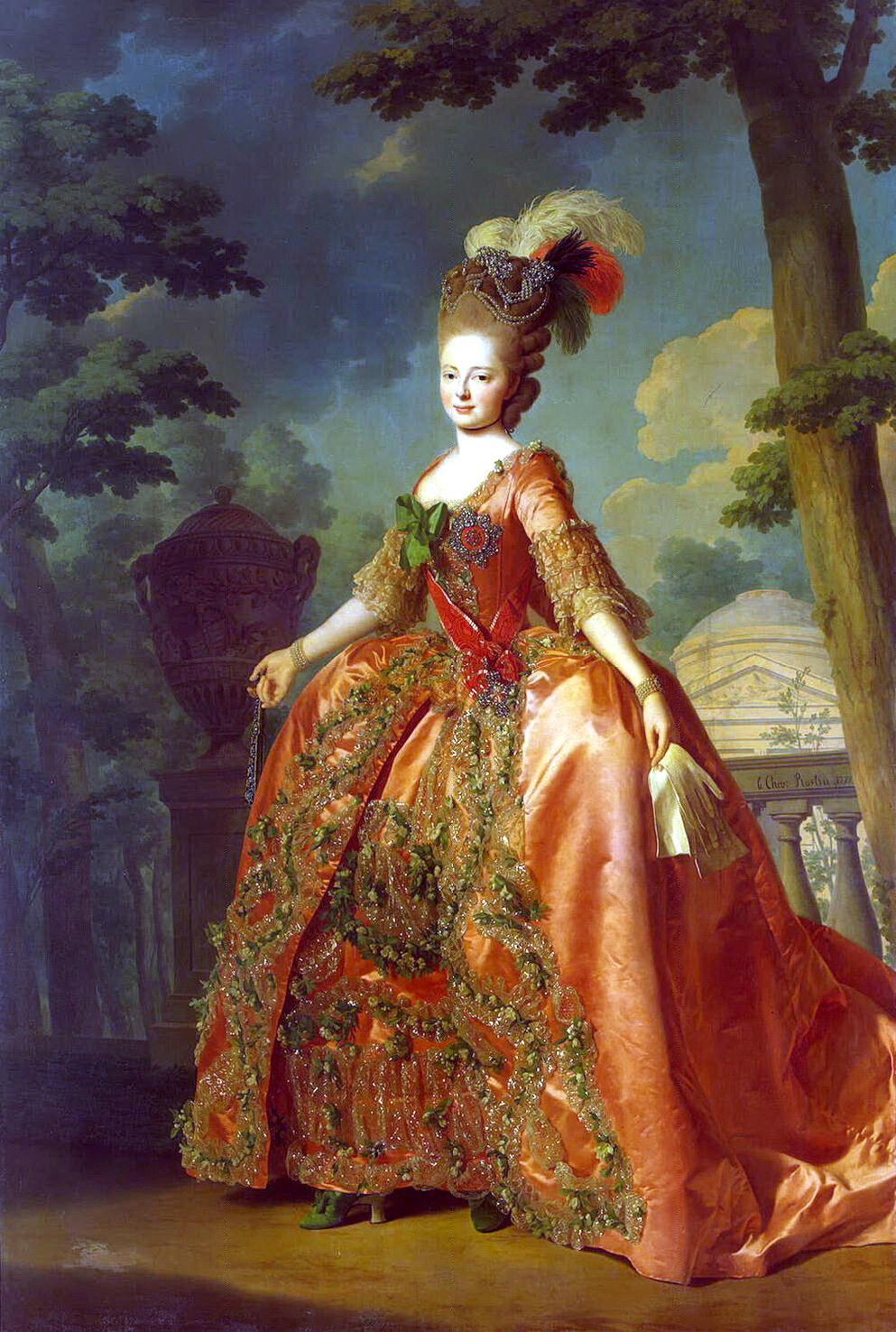
Maria Feodorovna, Russland, 1777
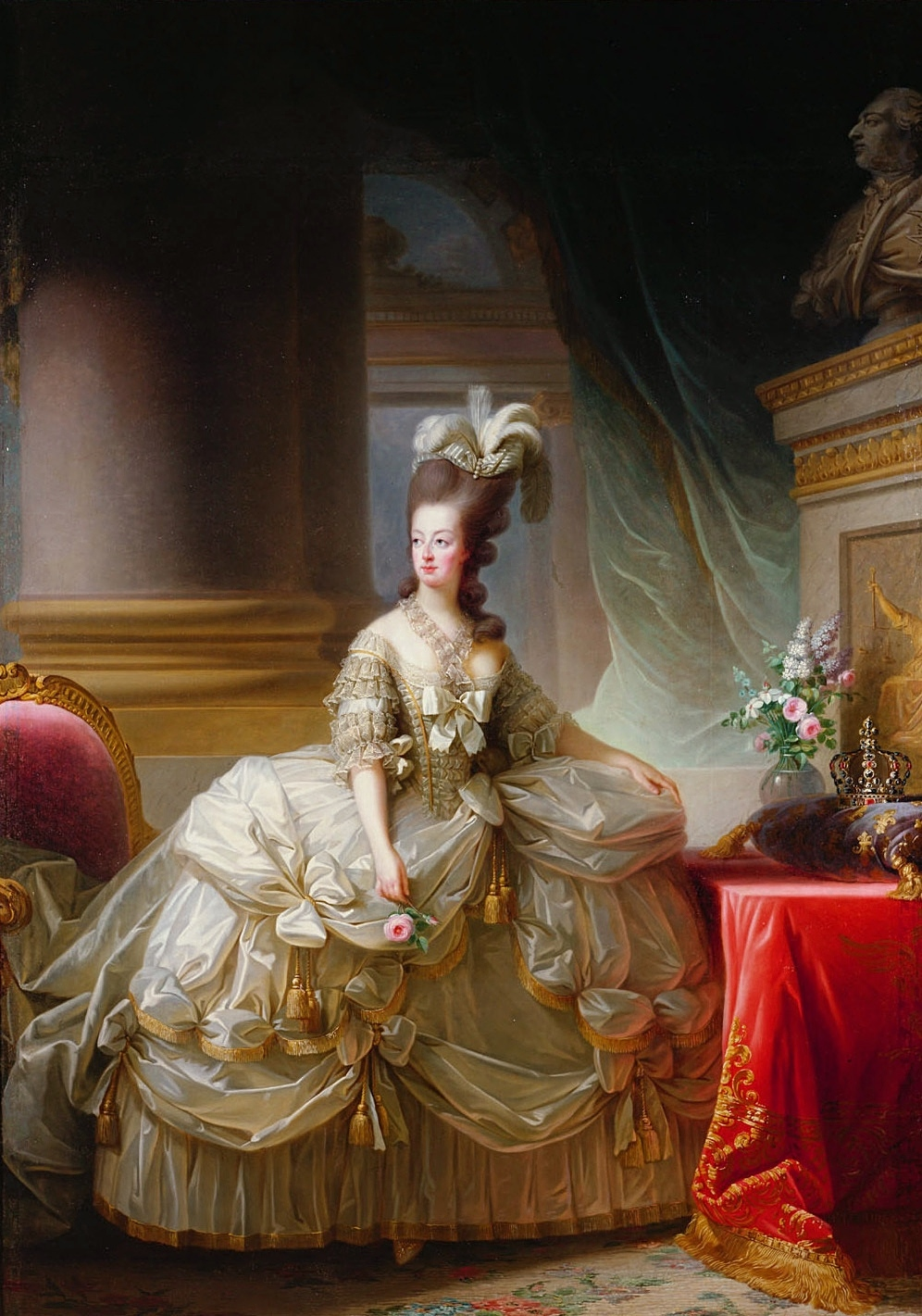
Marie-Antoinette, Frankreich, 1778
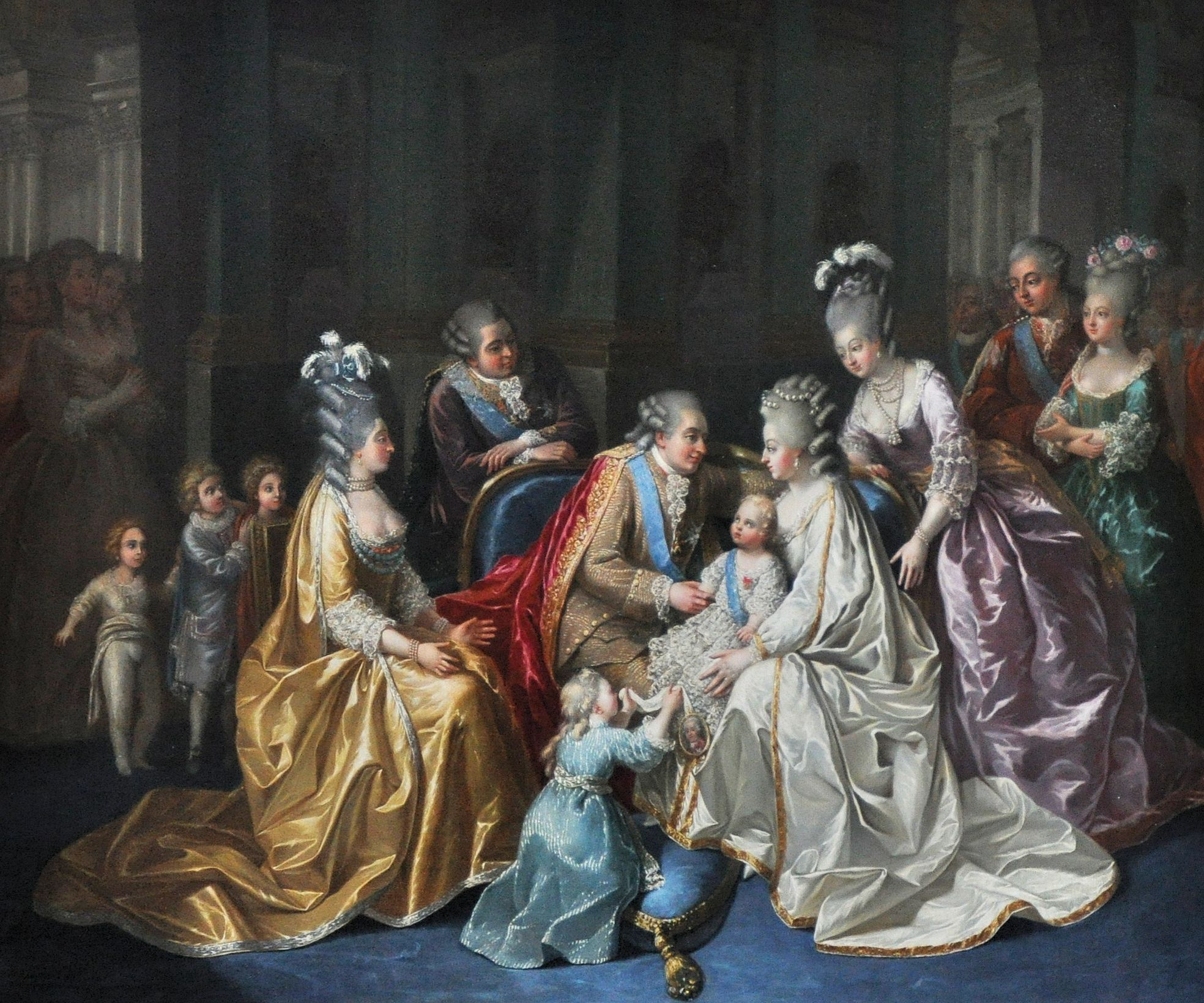
Die französische Königsfamilie, 1782
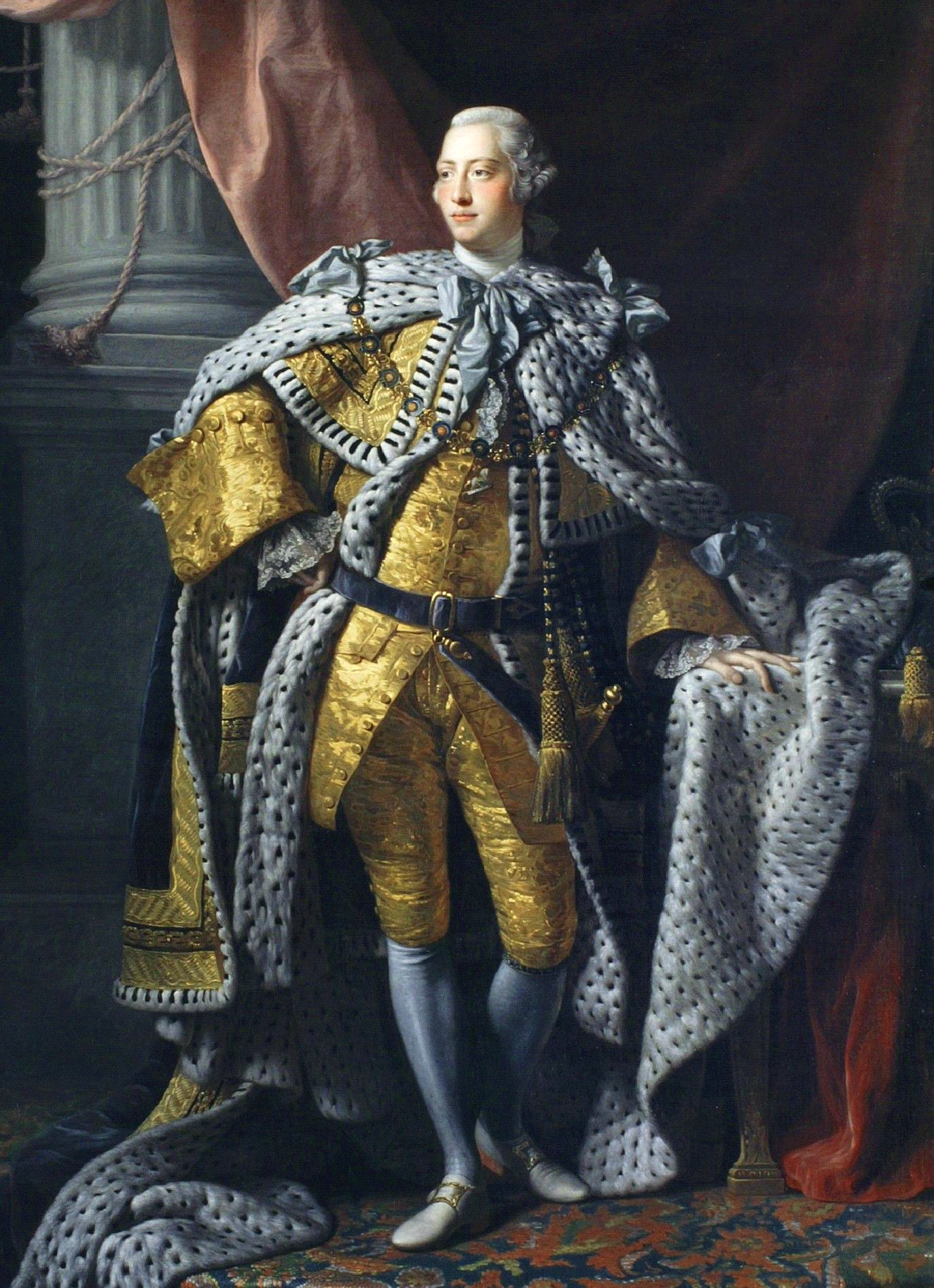
George III, England, 1787
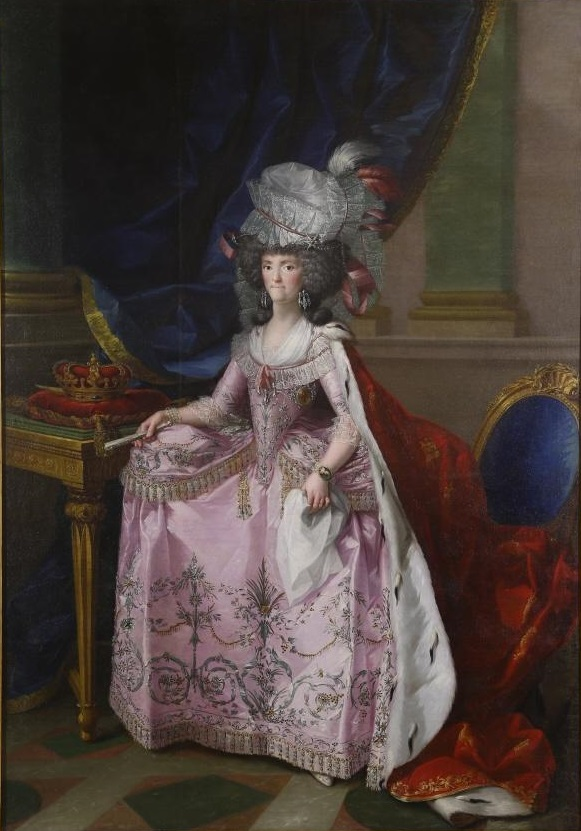
Maria Luisa von Parma, Spanien, ca. 1790

### Kleidung der Mittel- und Unterschicht

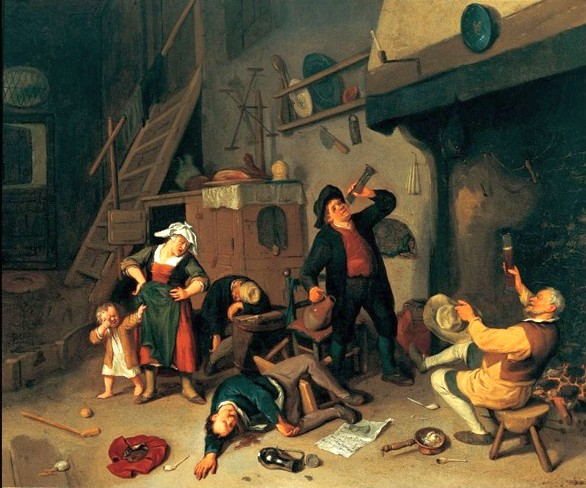
Saufgelage, um 1702
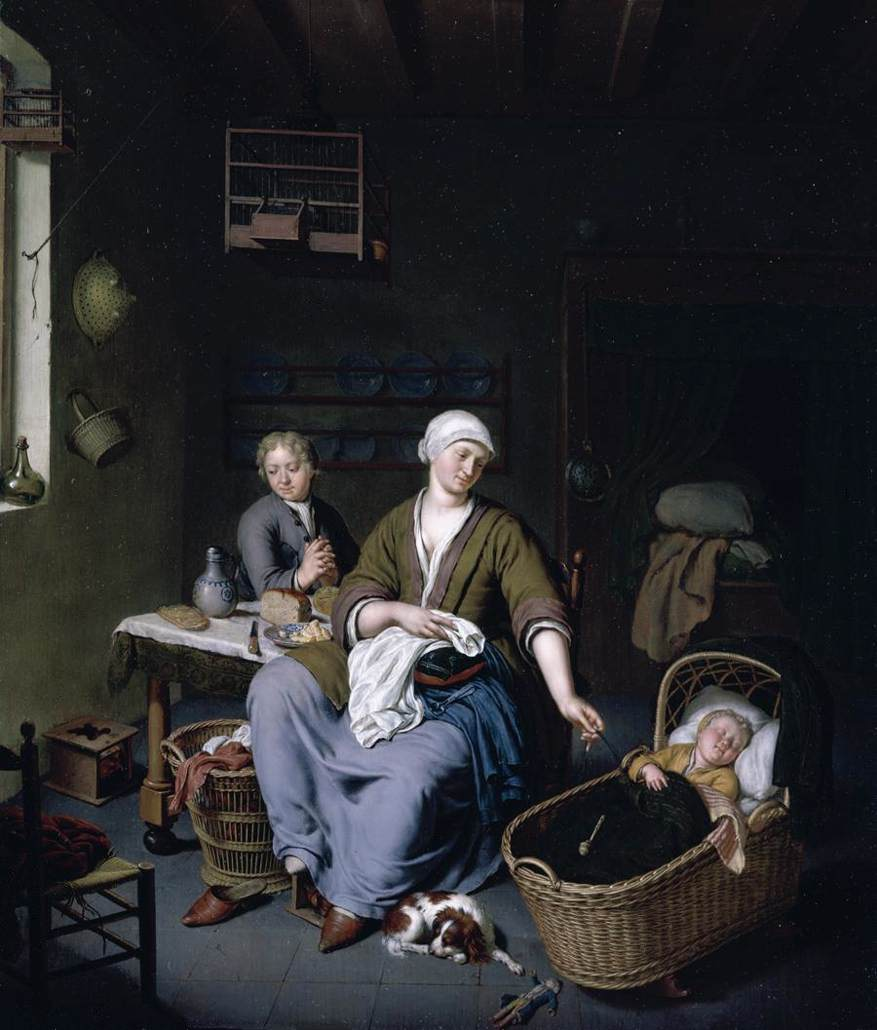
Mutter mit Kindern, 1728
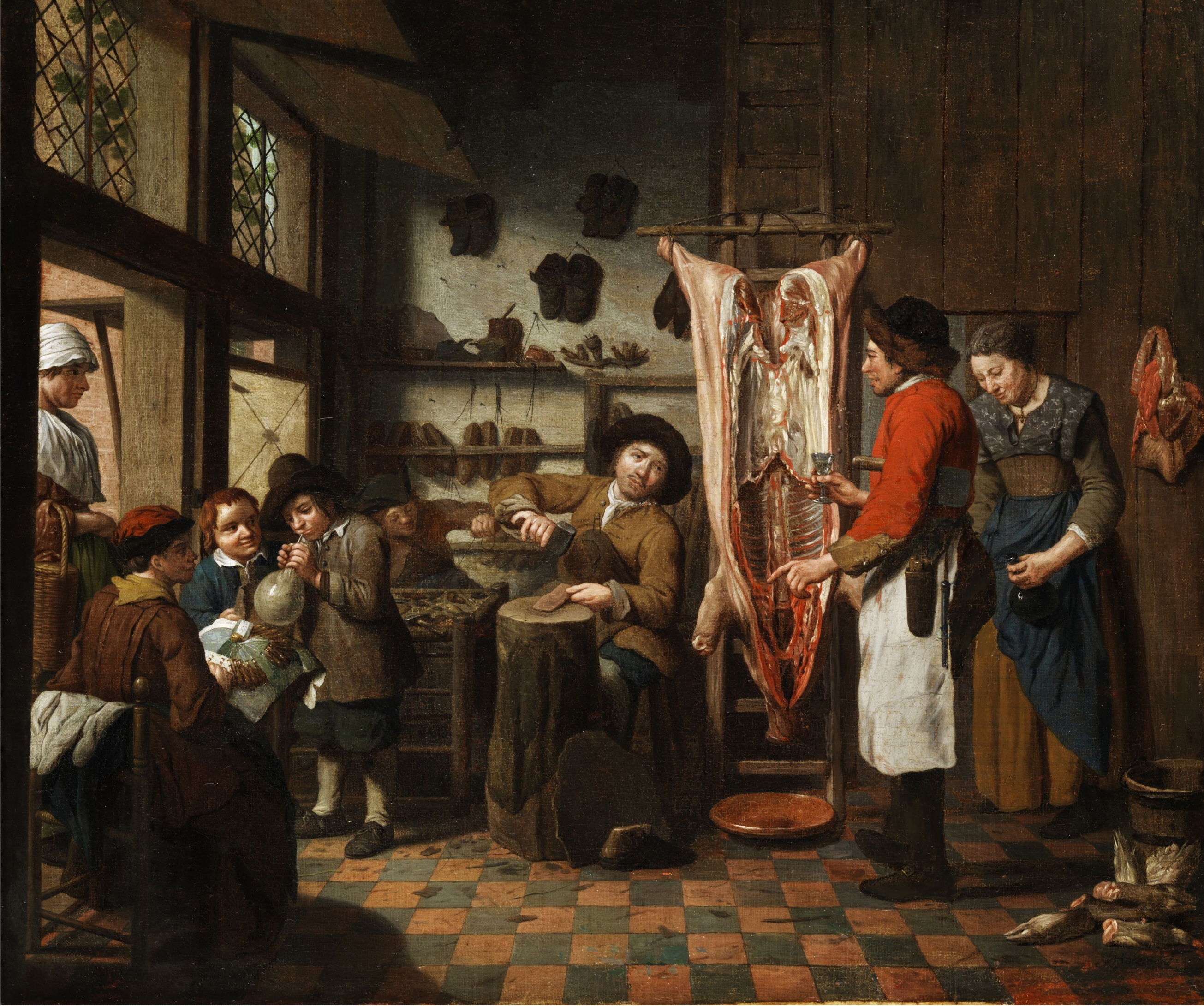
Verschiedene Gewerke, frühes 18. Jh.
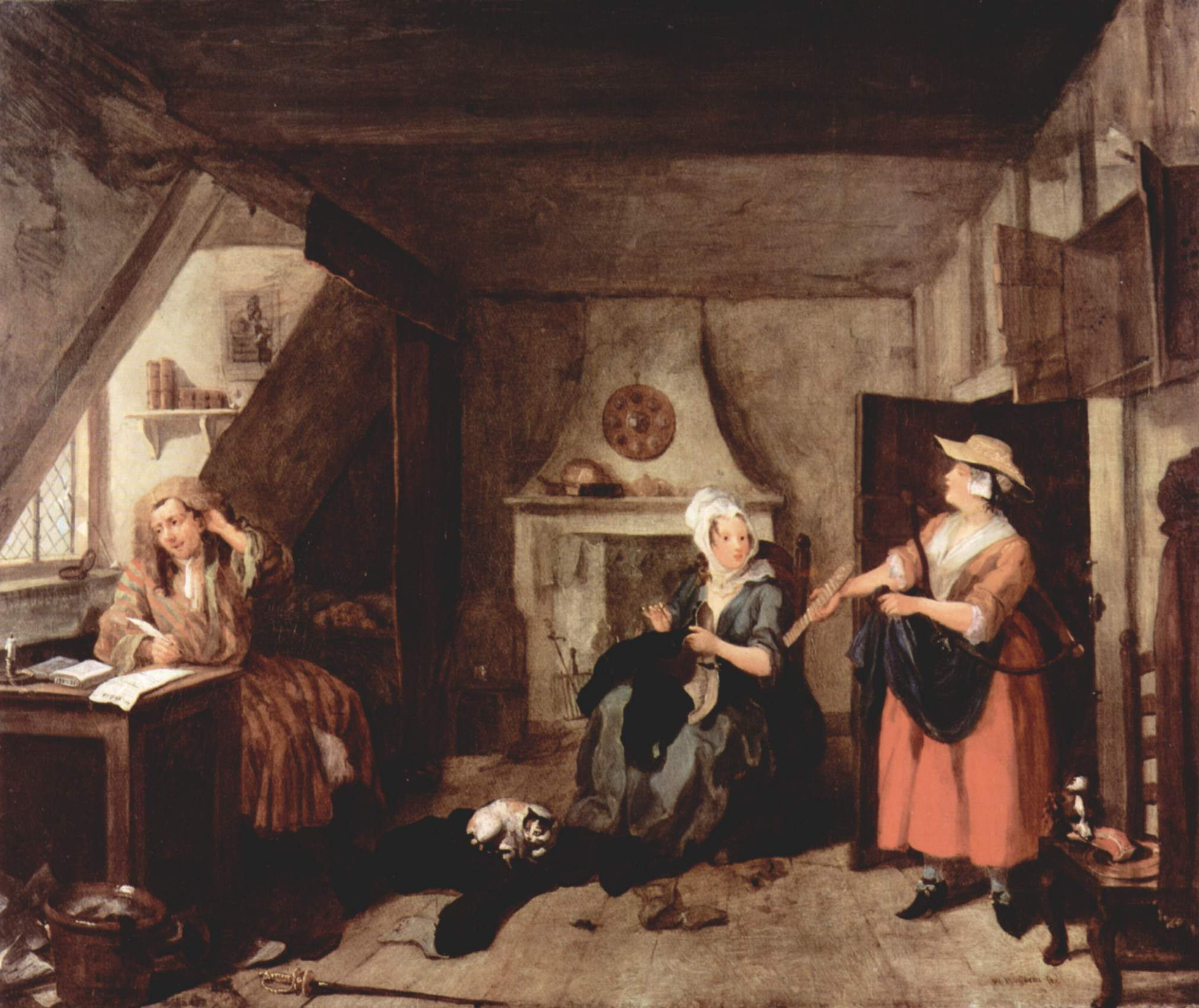
Armer Poet, um 1730
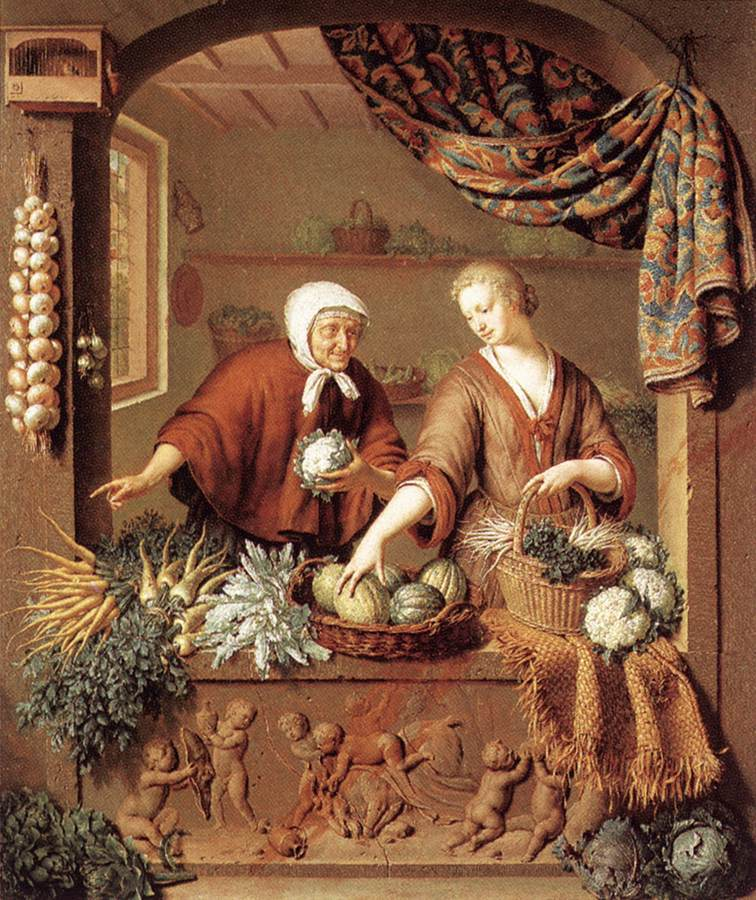
Gemüsehändlerin, 1731
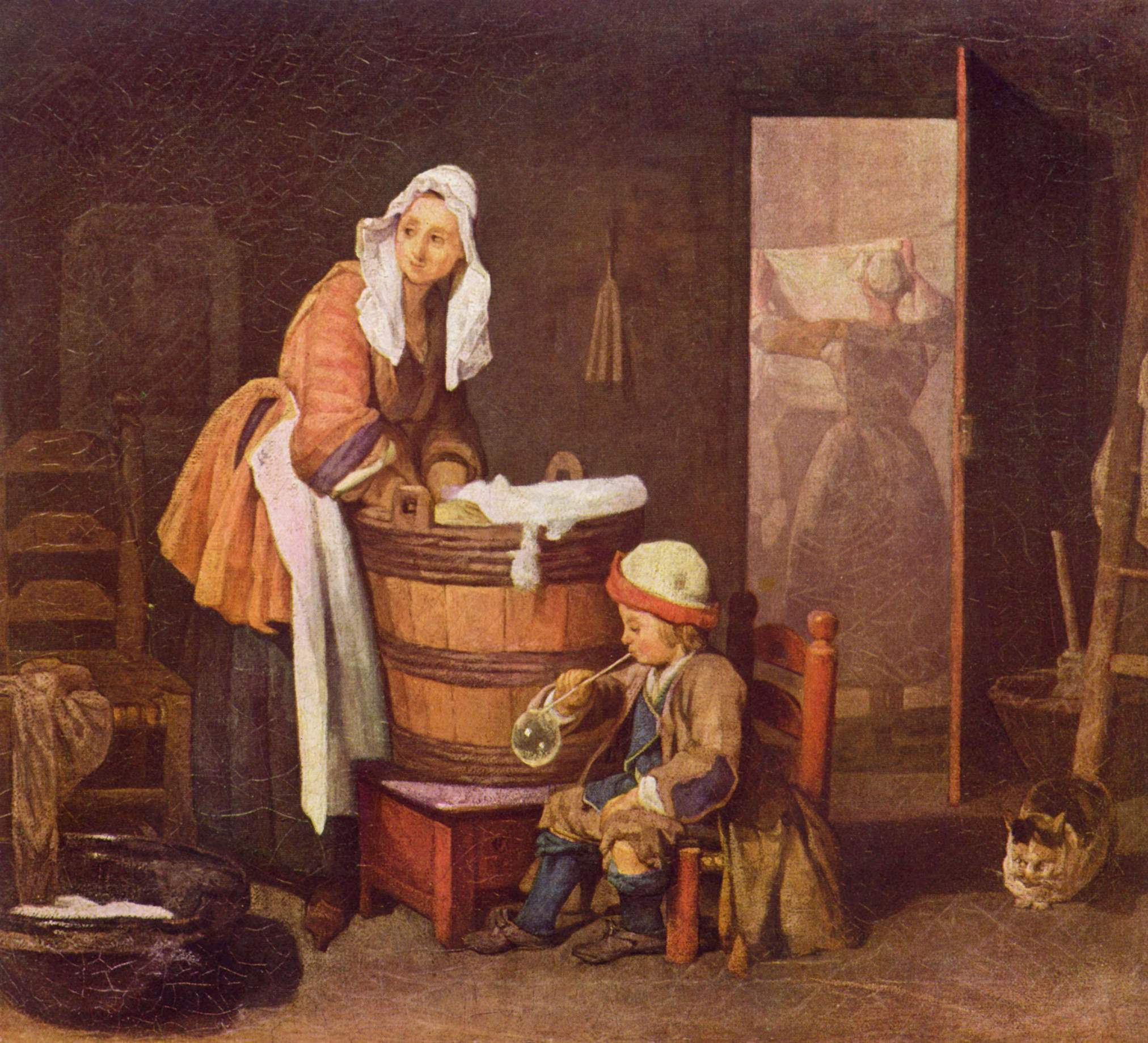
Wäscherin, 1735
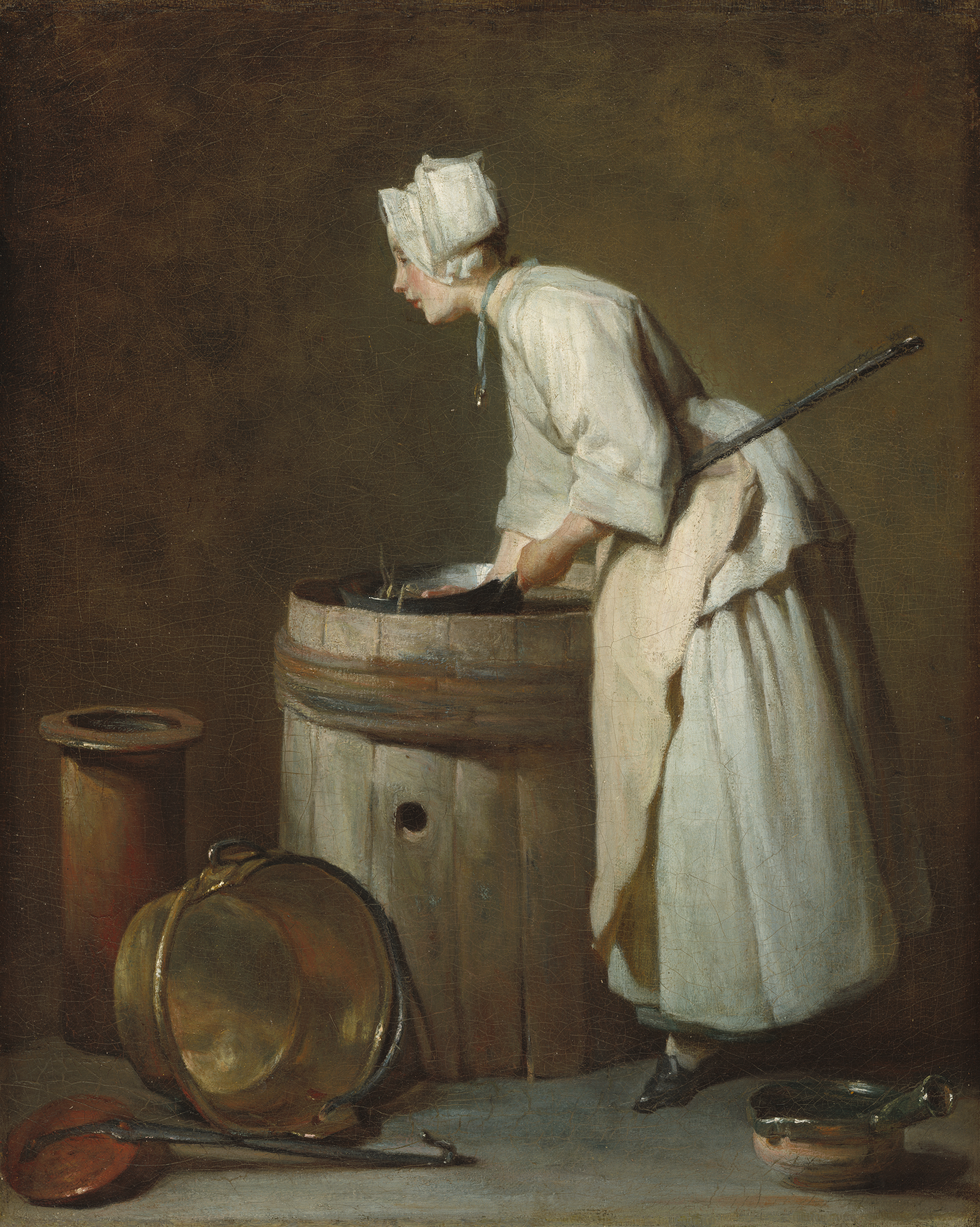
Küchenmagd, um 1736
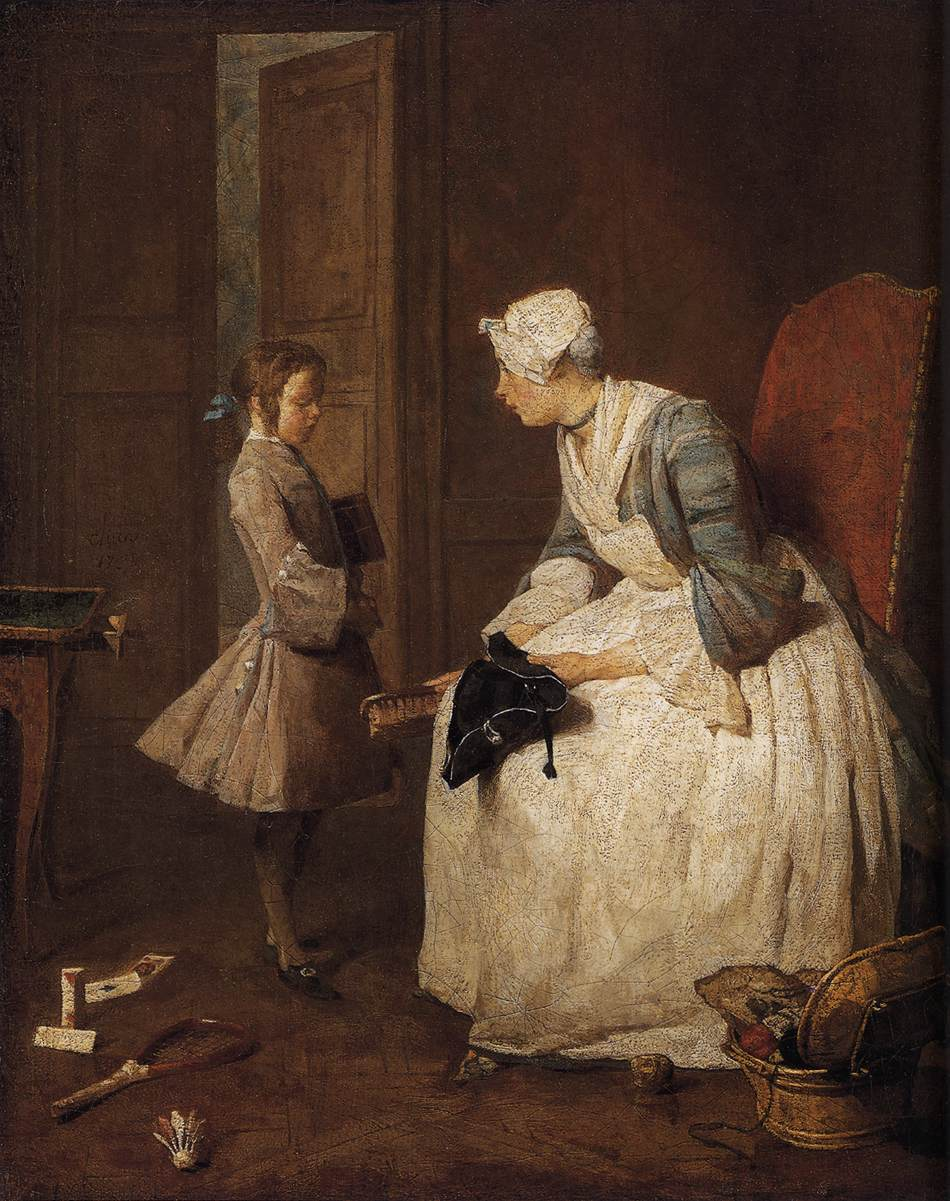
Gouvernante, 1739
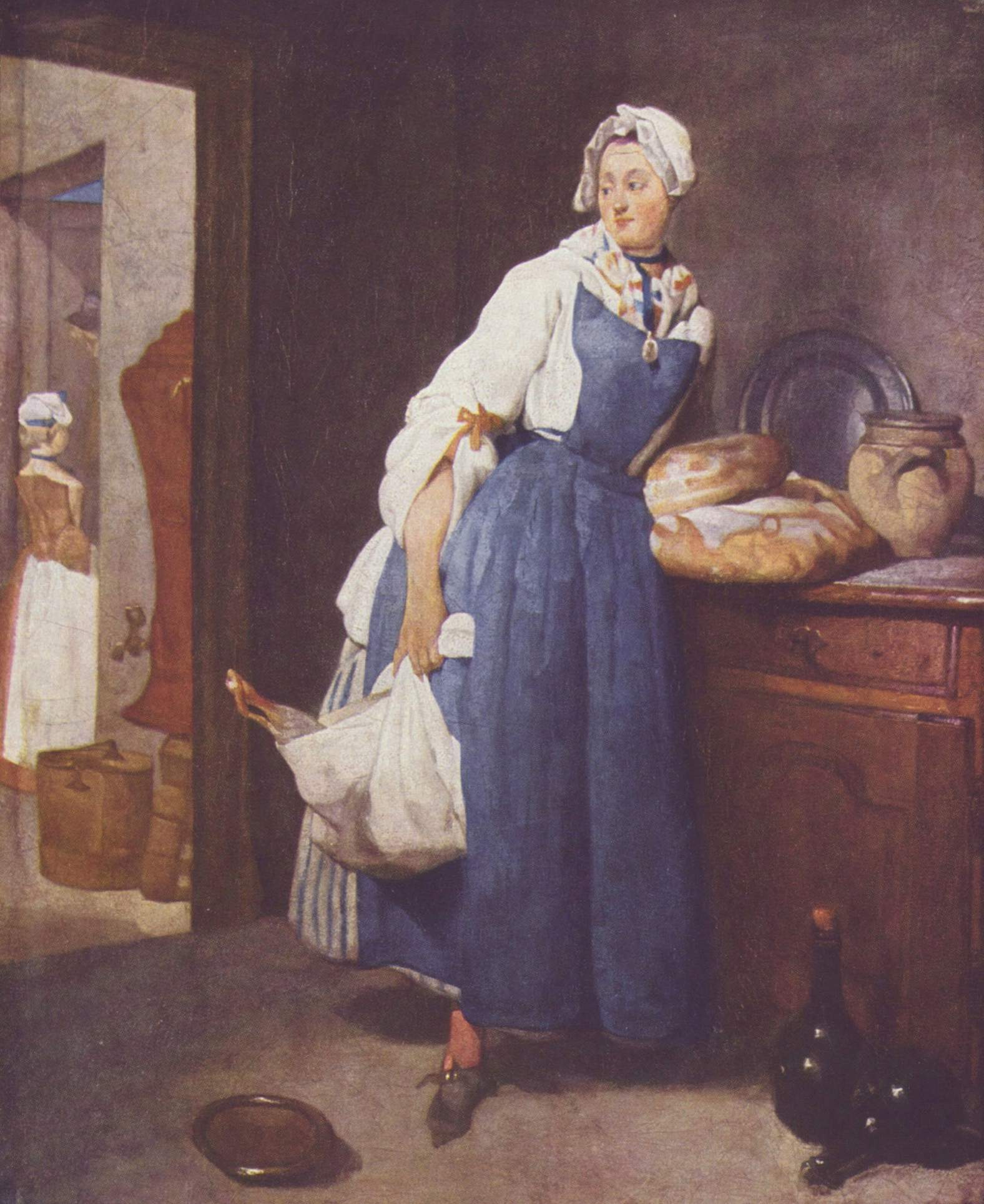
Köchin, 1739
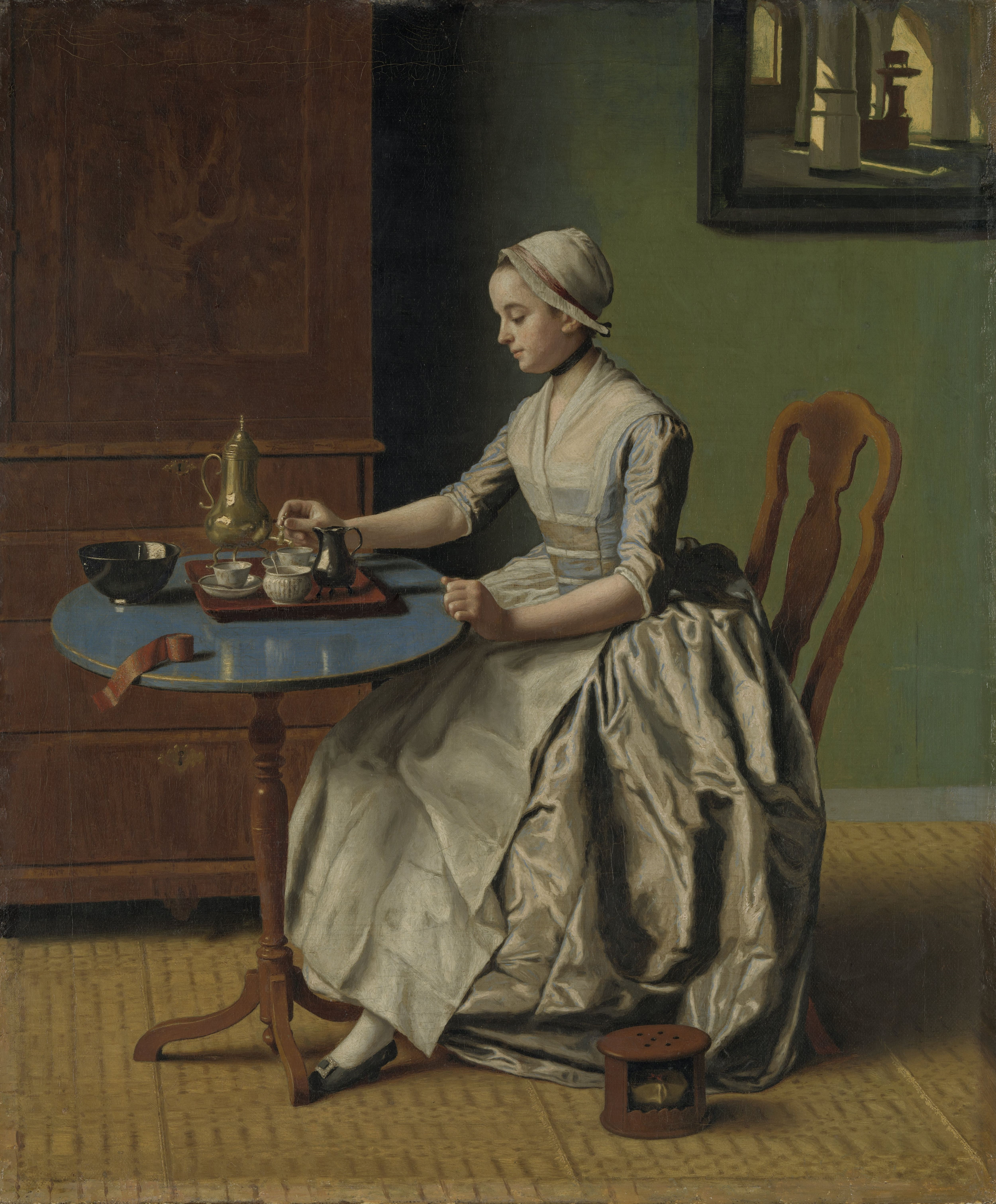
Schokoladentrinkerin, 1744
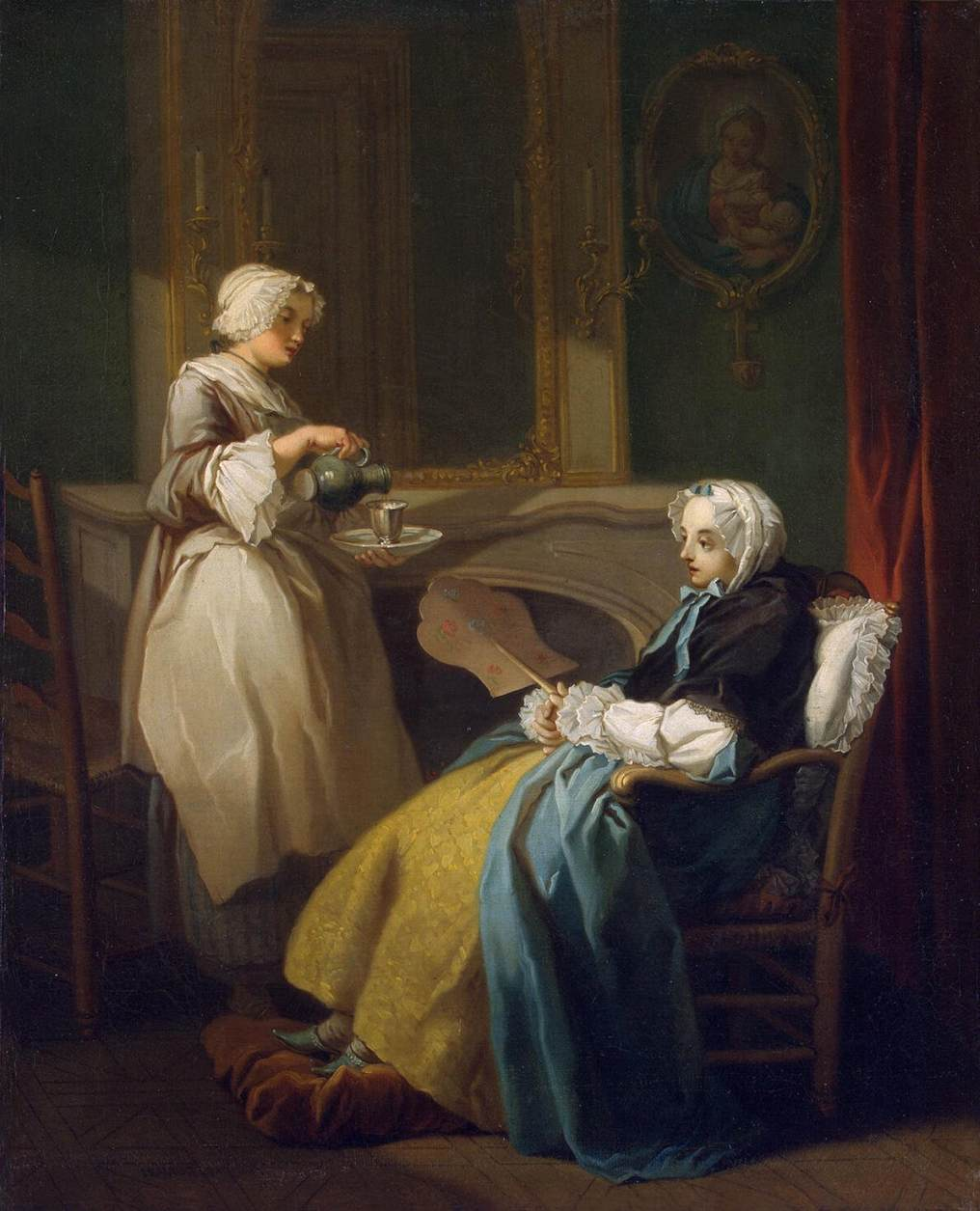
Kammerzofe, 1744
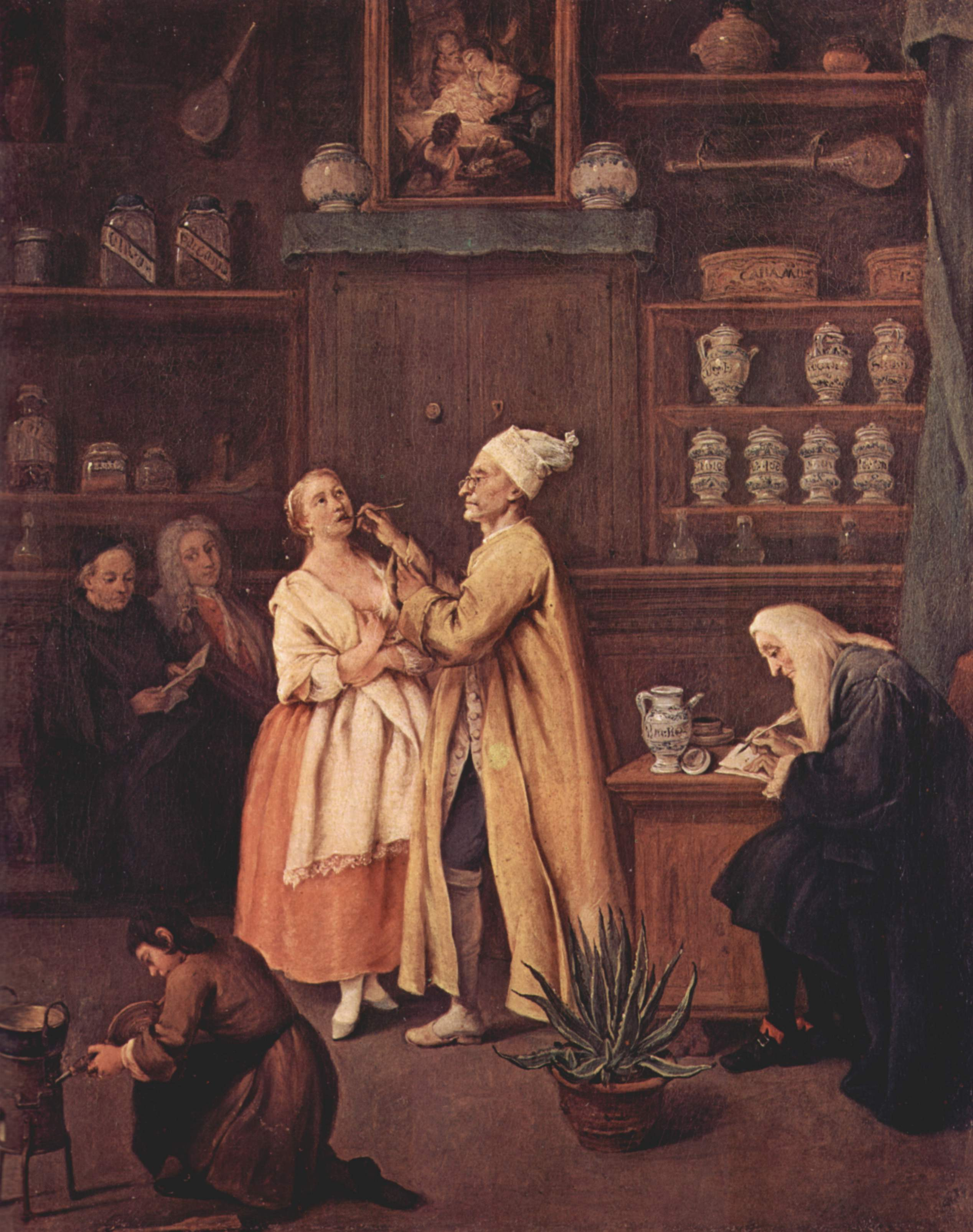
Apotheker, 1752
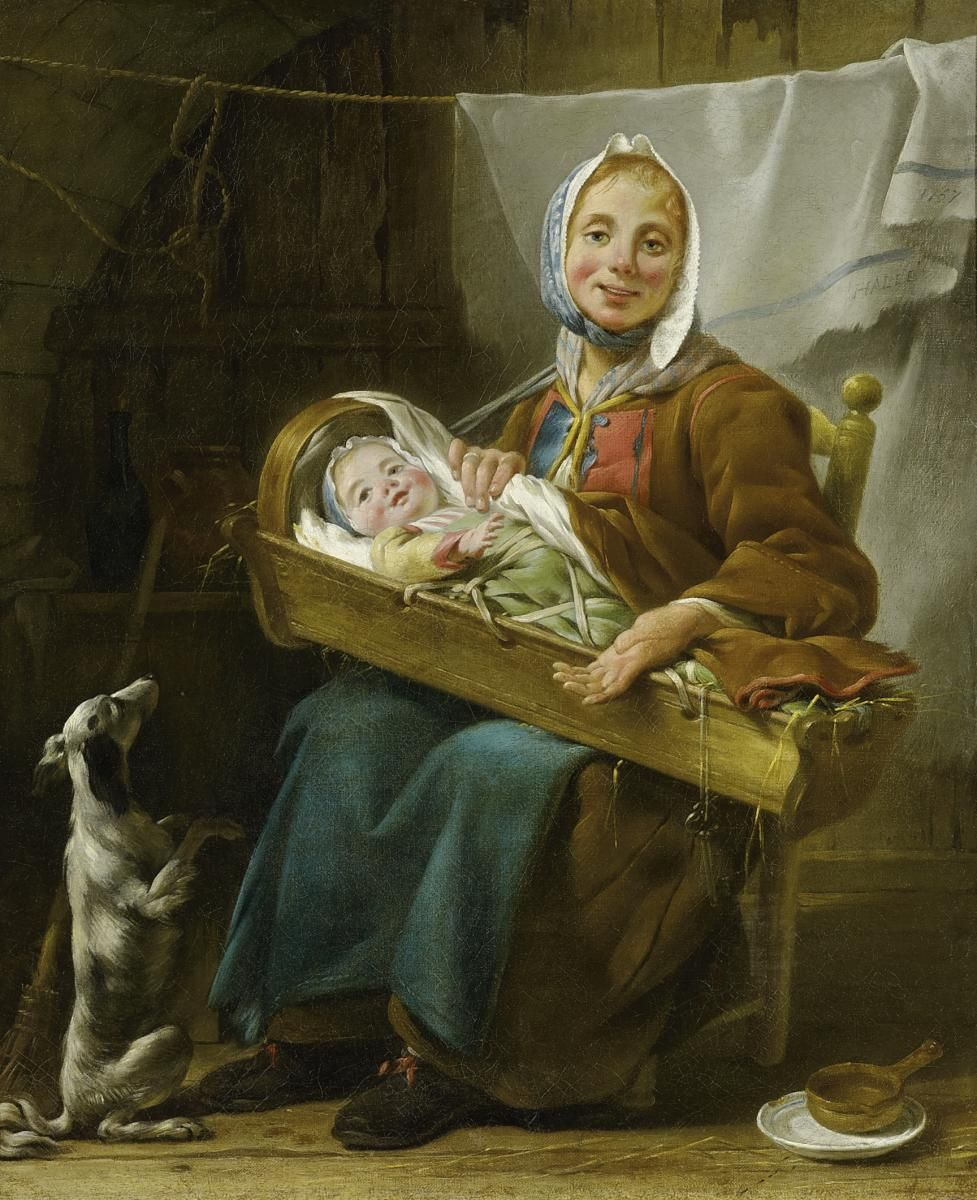
Savoyerin, 1757
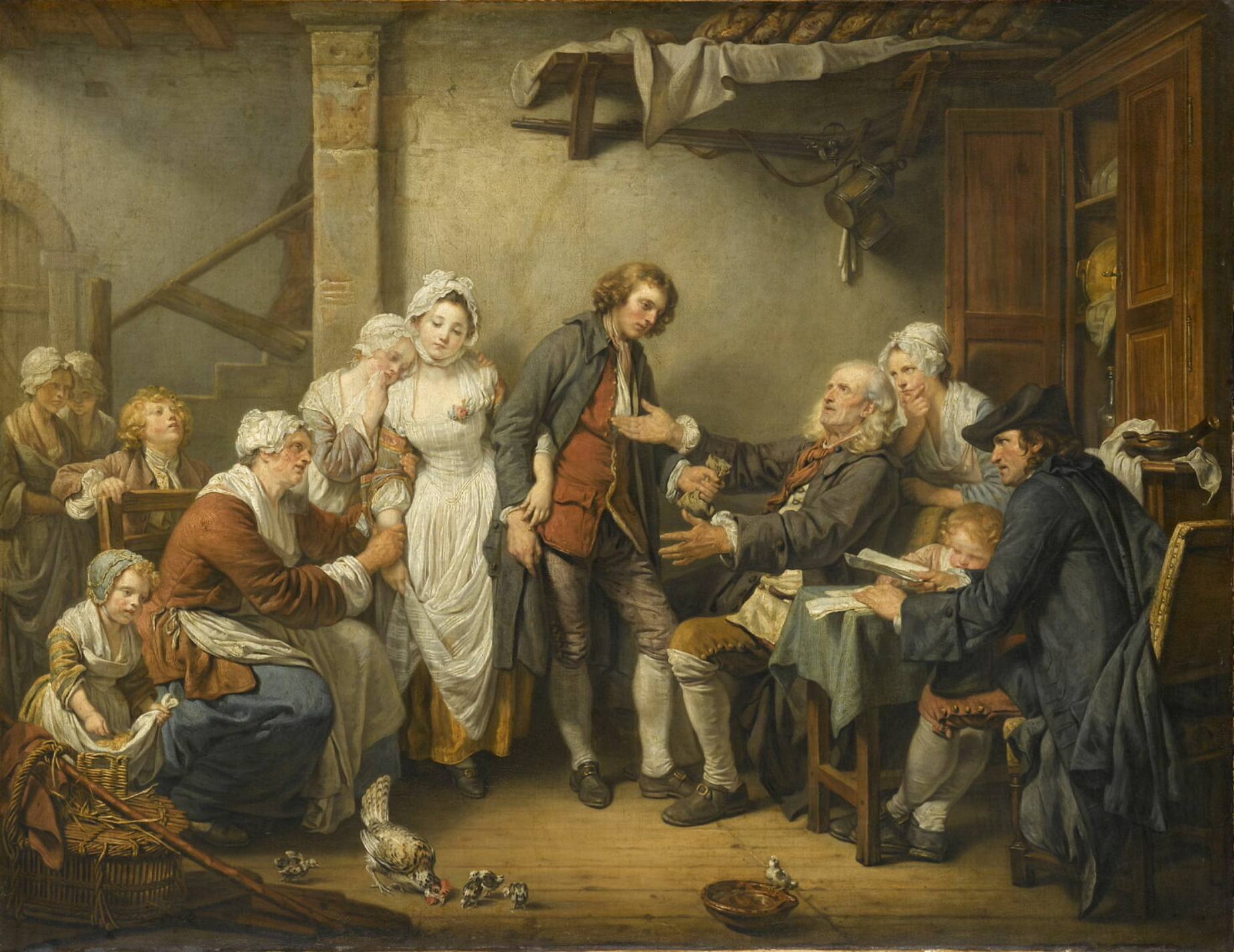
Dörfliche Szene, 1761
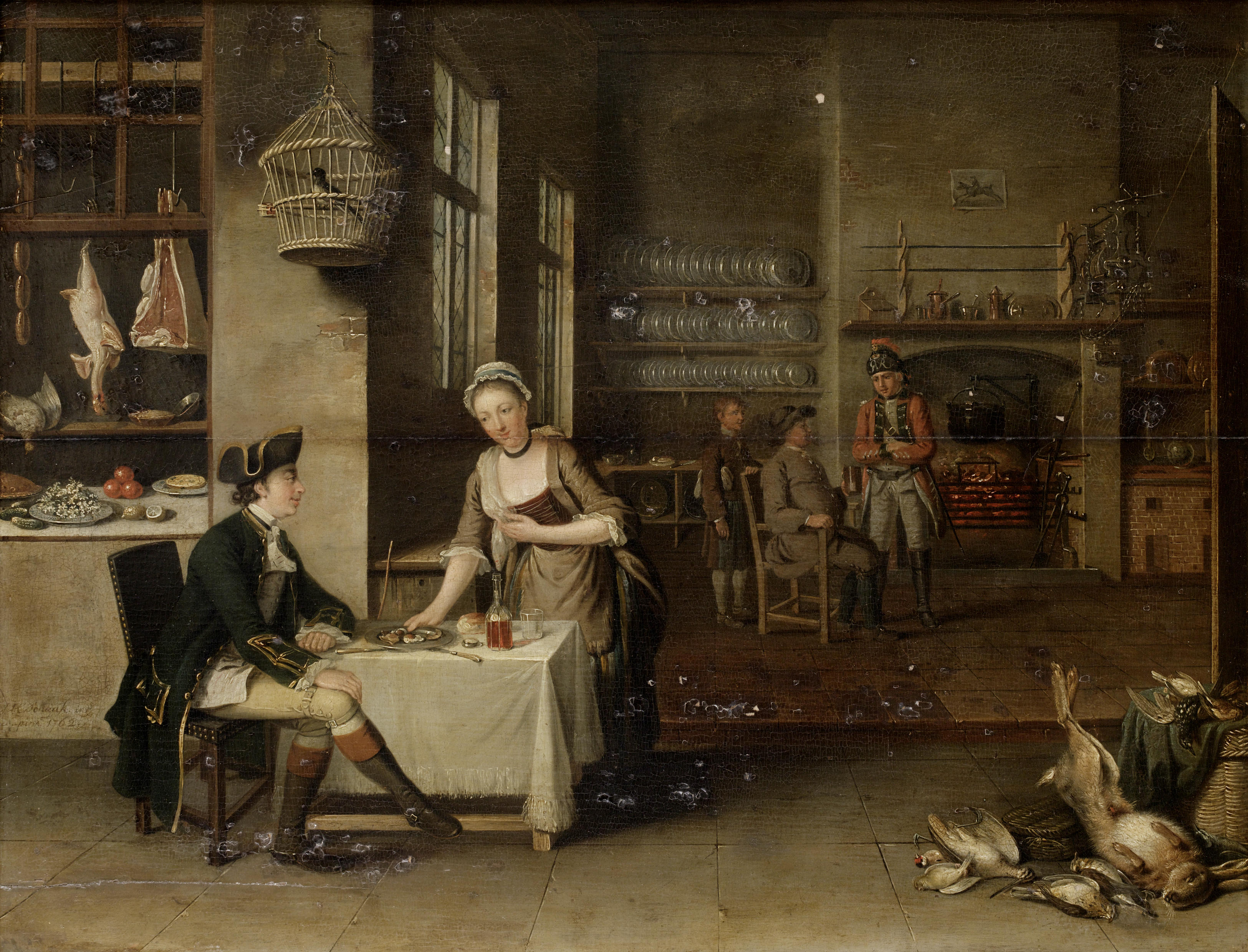
Tavernenszene, 1762
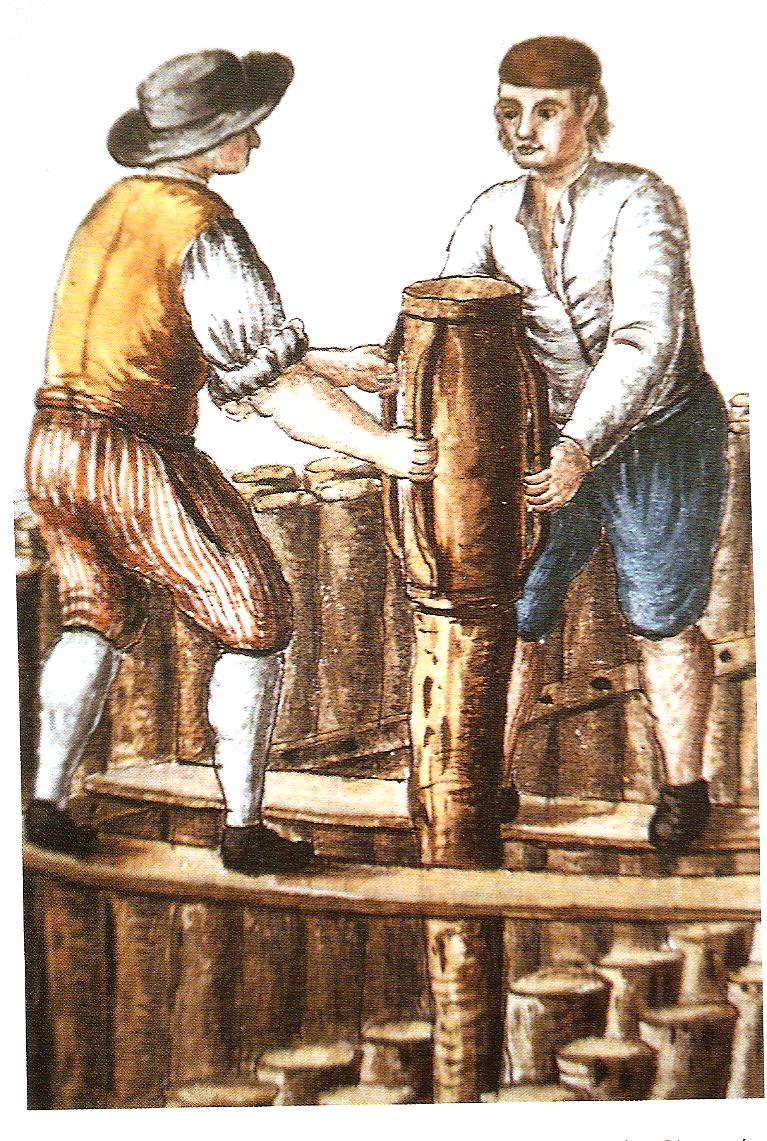
Arbeiter, 1780
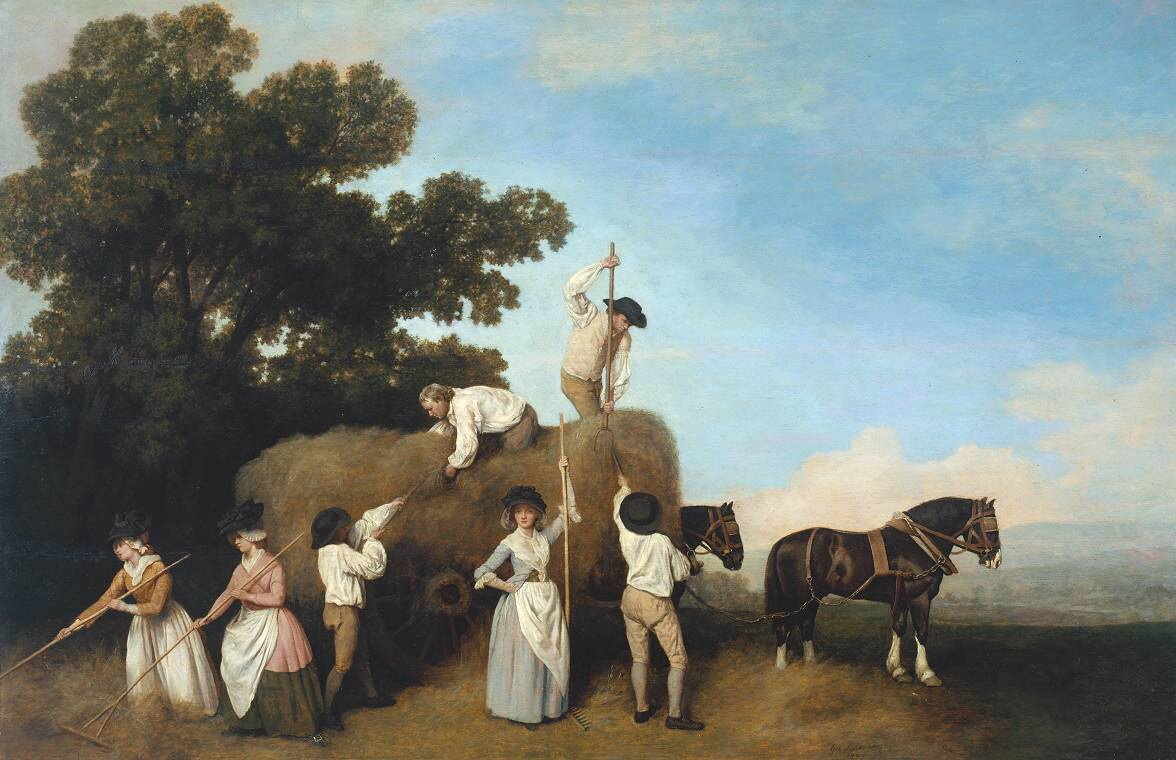
Heuernte, 1785